# ちちんぷいぷい (テレビ番組)

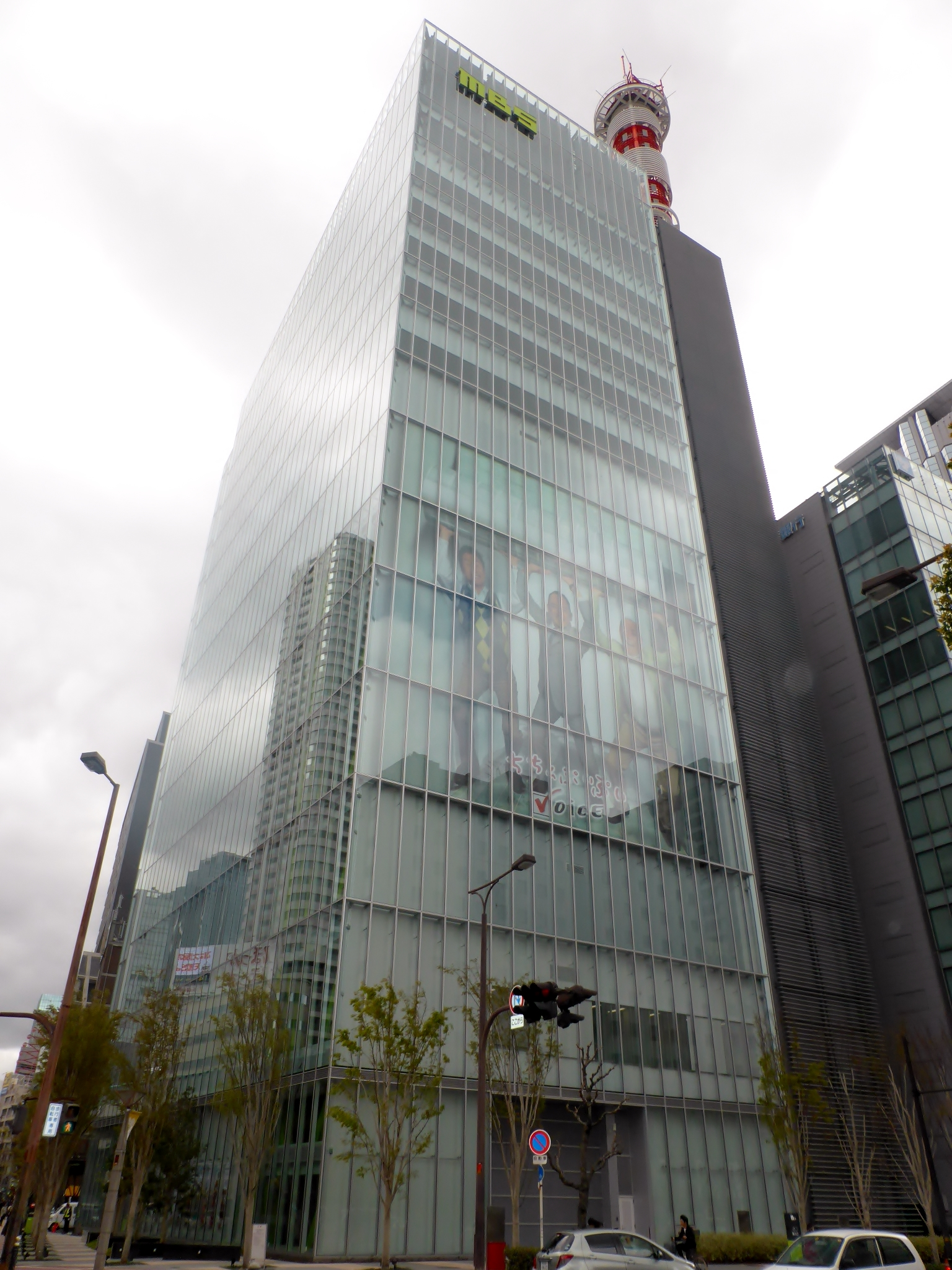
2014年2月3日から2019年1月25日まで生放送に用いられた毎日放送本社新館のB館（2014年当時）。柱を支える（左から）河田直也、西靖、山本浩之（いずれも当時のメインアナウンサー）の広告が壁面に掲示されている。

『ちちんぷいぷい』は、毎日放送（MBSテレビ）で1999年（平成11年）10月11日から2021年（令和3年）3月12日まで平日の午後に放送されていた生放送の大型情報番組である。
通称は『ぷいぷい』で、関西ローカル番組として放送を開始。大半の放送期間においては関西ローカル番組として放送されていたが、TBS系列の在京キー局であるTBSテレビを含むTBS系列局の一部でも、一部の曜日・時間帯に同時ネットで放送していた（詳細後述）。特に2019年4月1日から放送終了までの放送時間は、基本として平日の13:55 - 15:49（JST）。制作局の毎日放送での放送期間は21年半で、総放送回数は5,115回。
なお、当ページでは、レギュラー放送やレギュラー出演者に関する記述に限定する。特別企画については、ちちんぷいぷいの特別番組一覧を参照すること。

## 概要
全編生放送を基調に、有識者・芸能人を交えてのスタジオトーク、報道・情報系の生中継、ロケによるコーナーなどを交えながら進行。特別番組や派生番組によっては、事前に収録した内容を放送することもあった。
スタジオに据えられた大型のプロジェクター（PJ）に映された字幕を総合司会（メインパーソナリティ→MC）やコーナーの進行役が読みながら進行したことや、緊急時・非常時以外でも、放送前に予定されていた内容をスタジオトークの展開などに応じて柔軟に変更していたことが特徴。放送時間の変更やネット局の有無・増減にかかわらず、「（主な放送対象地域である）関西地方の街や視聴者の声に光を当てながら、世界規模の出来事から、東京発のニュース、（地域内の阪神甲子園球場に本拠地を置く）阪神タイガースの成績、路地裏のグルメ情報に至るまで、森羅万象を関西ならではの視点を伝える」というポリシーを終始貫いていた。番組の開始当初から最終回までディレクター→プロデューサー→編集長→総合演出として制作に携わってきた佐川昌裕（毎日放送）によれば、「ニュース番組」ではなく、「『今日感』と『共感』を重視したトーク番組」と位置付けていたという。
番組開始から2014年1月31日（金曜日）までは、毎日放送本社2階（大阪市北区茶屋町、通称「M館」）の「ギャラクシースタジオ」を主に使用。同スタジオの一角で『っちゅ～ねん!』（公開生放送）や『バンバンバン』（中継を繋ぐスタジオパート）を放送してから、当番組につないだ時期もある。なお、同年2月3日（月曜日）から2019年1月25日（金曜日）までは、「M館」の北隣に完成した新館（通称「B館」）のテレビAスタジオで制作。2019年1月に「ライブセンター」が「M館」の2階に完成したことから、同月28日（月曜日）以降は同センターからの生放送に切り替えている。
開始当初からステレオ放送で、2003年12月1日の地上デジタル放送スタートを機に、ハイビジョン制作へ本格的に移行。ハイビジョン試験放送期間中にも、ハイビジョン制作を数回実施していた。
2007年度には、「気付きメール紹介 今日の○○」として、1年間にわたって専用のメールアドレスを開設。この企画をきっかけに、出演者やスタッフがわからない疑問の解答や、企画のアイデア、番組の感想などを、放送中に視聴者から電子メールで随時募集するようになった。
また、視聴者へのプレゼントコーナーを番組開始当初から設置。番組の中期までは、はがき限定で応募を受け付けていた。後に、専用の電話回線を通じて、放送中から当日の放送終了直後まで応募を受け付ける方法に変更。受付を締め切ってからただちに当選者を決めたうえで、締め切りから1時間以内に番組スタッフが電話で当選の旨を連絡していたため、当日のスタジオ出演者から1名が告知の際に指定したキーワードをスタッフに告げることが条件になっていた。このキーワードは、直近のコーナーまでの話題・出演者の発言から指定されることが多く、全編のアシスタント（毎日放送の女性アナウンサーが代々担当）から指名された出演者が即興で出すこともあった。
毎日放送では、当番組の放送開始を機に、『ちちんぷいぷい MBS』というステーションフレーズを策定。当番組のアニメキャラクター「ぷいぷいさん」とタイトルロゴを用いたステーションCMを、関西ローカルのスポットCM枠で随時放送していた。

### 番組開始までの経緯
毎日放送（MBSテレビ）では、NETテレビ（現在のテレビ朝日）・東京12チャンネル（現在のテレビ東京）との関係が深かった1970年代の前半に、東京12チャンネルとの共同制作で平日の午後に主婦向けのワイドショー番組『ファミリースタジオ230 → 奥さん!2時です』を生放送（毎日放送は月 - 水曜分を制作）。1975年3月31日に現在のJNNへ加盟してからも、『スタジオ2時』や『ワイドYOU』といったワイドショー・情報番組の制作を続けてきたほか、西日本を中心とした他地域のJNN系列局でも以上の番組を同時ネットで放送していた。
佐川は『ワイドYOU』から制作に携わっていたが、1990年代に入ってから、平日午後の番組の視聴率が低迷。自社制作による生放送のワイドショー・情報番組が、ネット局を徐々に減らしたり、1年 - 2年単位での終了を余儀なくされたりするなどの悪循環に陥っていた。毎日放送ではこのような苦境を打破すべく、1998年10月から平日の17時台に編成していた『おかえりワイド』（上泉雄一・亀井希生両アナウンサーの司会による関西ローカル向けの情報番組）を1年で終了することを1999年に決断。当時若手だった上泉・亀井に代わって、『すみからすみまで角淳一です』（MBSラジオ平日午後の生ワイド番組）で絶大な人気を得ていた上司の角淳一を「メインパーソナリティ」という肩書で司会へ据えることを前提に、「関西ローカルに特化した情報番組を、3時間もの生放送枠で編成する」という構想が浮上した。
「ちちんぷいぷい」という番組名を考えたのは、角自身である。角は、1996年に脳梗塞を患ったばかりで、主婦層向けの情報番組を担当することに不安を感じていた。入院生活中に病室のテレビで見ていたワイドショーについても、「芸能スキャンダルと嫁姑の話ばかり扱っているので（病室で見るには）しんどい（疲れる）」として、良い印象を持っていなかった。そこで、「『ちちんぷいぷい』というおまじないをかけないとやっていられない」という意味を込めて、「ちちんぷいぷい」と命名。「このタイトル以外では新番組（の総合司会）を受けない」と言明した。

## 歴史
「祝日は休みたい」という角の希望から、角の総合司会時代は原則として祝日・年末年始は放送しなかった。しかし、角の総合司会降板（2011年9月）を機に、祝日も原則として関西ローカル向けに放送。角も、「ホリデー角さん」という祝日限定のロケ企画で、VTRやスタジオに随時登場していた。また、「特別版 / 増刊号」と称する派生番組を祝日や週末に編成することもあった（別途詳述）。
2002年までは、毎日放送が選抜高等学校野球大会（3月下旬 - 4月上旬）のテレビ中継を全試合で実施していたため、「春休み」と称して大会期間中に放送を休止していたが、2003年の第75回選抜高等学校野球大会から生中継の対象を準決勝と決勝（2015年以降は決勝のみ）にとどめているため、それ以外の開催日が平日でも当番組を放送するようになった。
なお、レギュラー出演者の異動については、特記のない限り「出演者」の項で詳述。

### 1999年 - 2008年
関西ローカルで夕方の17時台に編成していた『おかえりワイド』の後継番組として、1999年10月11日にレギュラー放送を開始。2002年3月までは、番組の前半をメインセット、後半を和室セットから進めていた。最初期は、「ニュースを極力扱わず、視聴者との間でおしゃべり（話題）を共有しながら、心の持ちようを変えてくれる番組にしたい」という角の意向から、ラジオ番組のようなスタイルで視聴者からのメッセージを紹介。当初から、長時間にわたる生中継を頻繁に組んでいた。
2000年2月28日からは、陣内智則の出演による「クイズ私鉄沿線」が放送を開始。これを機に、陣内によるクイズコーナーが、形を変えながら8年間続いた。
2001年7月2日放送分から、「角の☆印」（すみのほしじるし）を開始。放送当日の「朝会」（佐川を中心に進めていた午前中の打ち合わせ）までに伝えられたニュースから、角が気になったトピックスに「☆印」を打ったうえで、その事柄について分かりやすく解説する企画であった。ニュースを扱うことに消極的な角に対して佐川が編み出した「苦肉の策」であったが、この企画から「進行表を使わずに、スタジオPJを使って生放送を進めていく」というスタイルが定着。中継コーナーの放送曜日を金曜日に縮小した2002年4月以降は、「☆印」が当番組のメインコーナーになった。
2004年3月22日（月曜日）放送分では、武豊の騎乗でハルウララが出走する高知競馬のレースを、関西地方の地上波テレビ局で唯一生中継。ハルウララがゴールした時に高視聴率を記録した。この時期に、放送回数が1000回に到達した。また、毎日放送がこの年から2008年まで毎年8月に「オーサカキング」というイベントを大阪城公園で開催したことから、開催期間中には関連企画や特別番組を放送した（別途詳述）。
2005年5月10日（火曜日）放送分では、角が本番の途中から姿を消した。社内の健康診断で不整脈を起こしていることが判明したもので、「いっぺんだけ!」（当時放送されていた逸品の試食・紹介コーナー）の終了後から、およそ1週間にわたって検査入院。1週間後（5月17日）の「いっぺんだけ!」から、「リハビリを兼ねて」という理由で急遽復帰した。ちなみに、角は後年、検査入院中に心臓の緊急カテーテル手術を受けていたことを明かしている。
2006年3月で放送回数が1500回に到達。4月改編では、2005年4月から1年間平日の14時台に編成していた『っちゅ～ねん!』の放送枠を統合したうえで、放送開始時間を14:00に繰り上げた。この改編によって放送時間がおよそ4時間に拡大したため、前述の事情から体力に不安のある角を、同番組の司会だった上泉、番組開始直後からのレギュラーである西靖（いずれも毎日放送アナウンサー）、ニュース解説者の石田英司が、進行を分担する格好でサポート。また、『っちゅ～ねん!』レギュラー出演者の一部が合流したことによって、出演者が大幅に増加した。後に出演者を徐々に入れ替えたが、この時に合流したロザンやピーコは、現在（2019年4月改編以降）もレギュラー出演を続けている。
その一方で、角は2006年6月から一時、胆石摘出の手術に伴う入院で休演。10月改編からは、角の出演曜日を月・火・水曜日に限定する一方で、木曜日には西、金曜日には上泉が進行を担当した。上泉が2007年3月30日（金曜日）放送分で降板してからは、西が金曜日の総合司会も引き継いでいる。
2008年4月24日に通算の放送回数が2000回に到達。同年10月6日（月曜日）からは、「3時間がちょうどええわ?」と銘打って、放送時間を14:55 - 17:50に短縮した。「オーサカキング」はこの年で終了したが、人気企画の1つであった「高校生カレー甲子園」（ハウス食品の特別協賛・たむらけんじの司会による高校生のカレーレシピ・調理コンクール）は、2012年から2016年まで当番組単独の夏季特別企画として復活している。

### 2009年
平日の14時台に放送されていた『2時っチャオ!』が3月27日で終了したことに伴って、4月から後継番組の『ひるおび!』（いずれもTBSテレビ制作全国ネット番組）の放送を開始した。『ひるおび!』は開始当初の半年間のみ、14:55まで放送されていたが、金曜日の14時台のみ毎日放送が『ひるおび!バンバンバン』（当番組の中継企画から派生した番組）の制作を担当。10月改編以降も、独立番組の『バンバンバン』として、半年間放送を継続した。その一方で、毎日放送では7月3日（木曜日）で、月 - 木曜14時台の同時ネットを終了。14時台をドラマ再放送枠に充てた。
放送開始10周年を迎えた当番組では、関西ローカル向けに2時間55分の生放送を続けながら、4月3日（金曜日）から本編（15:00開始）の前に「もうすぐぷいぷい」という5分間のミニコーナーを編成。その一方で、同日から毎週金曜日のみ、TBSテレビと一部のTBS系列局（IBC岩手放送・北陸放送・中国放送・琉球放送）向けの部分ネットに踏み切った。TBSテレビへの同時ネットを開始した理由について、河内一友社長（当時）は、定例記者会見の中で「TBSの方から『現状の関西テイストのままでいいので放送させてほしい』と要請があった」と説明。実際に同時ネットの時間帯でも、関西ローカル時代とほぼ同じ内容で放送した。
4月6日（月曜日）からは、山陰放送でも、平日帯で（月曜から金曜までの）15時台の同時ネットを開始した（詳細後述）。TBSテレビ・北陸放送・中国放送は7月17日で同時ネットを終了したが、山陰放送は9月28日から全曜日で14:55から放送を開始。琉球放送では、10月1日から木曜日でも同時ネットを開始した。

### 2010年
年間テーマは、「遠慮せんと…」。1月20日には、「おいしいうた」（2008年10月から2009年9月までに放送した音楽関連の番組内企画）で披露された全12曲と、企画に参加したアーティスト（おいしいうたファミリー）による新曲「明日の空」の13曲を収録したコンピレーション・アルバム「すごくおいしいうた」を、番組初のCD作品として発売した（後述）。このアルバムの発売キャンペーンで「宣伝隊長」に起用されたU.K.は、以降の放送でも、「くっすん」という名義で随所に登場している。
2月9日からは、Twitter上に番組公式アカウントを開設。その一方で、山陰放送では3月19日、IBC岩手放送と琉球放送は同月26日に同時ネットを終了したため、4月改編から関西ローカルの放送に戻った。この改編でTBSテレビが夕方の報道･情報番組『Nスタ』の放送を開始したことに伴って、当番組では全曜日の放送時間を5分短縮。金曜日の放送では、3月26日に終了した『バンバンバン』の生中継企画を引き継ぐ格好で、1年ぶりに生中継コーナーが復活した。また、「おいしいうたファミリー」や当番組と縁の深いアーティストによる番組プロデュースの有料音楽イベント「ちちんぷいぷい音楽祭」を、年に1回大阪で開催するようになった（当該項で詳述）。
6月28日から、毎日放送の開局60周年企画として「西靖の60日間世界一周」をす開始。西は、西回り航路をたどりながら、8月25日に帰阪するまで延べ24カ国に滞在した。渡航期間中には、インターネット経由で滞在先から毎回中継を実施。8月25日には、西の帰阪に合わせる格好で、放送枠を1時間繰り上げ・拡大した。
7月から9月2日（金曜日）までは、毎日放送60周年記念ソングの「ハッピーアワー」（作詞・作曲・歌：トータス松本）をBGMに、「ハッピーアワーたいそう」（佐藤弘道に依頼して出来た体操を出演者と小学生で披露するイベント）を毎日放送本社1階で実施。ラジオ体操の要領で参加者にスタンプカードを配ったほか、通常放送ではオープニング、特別番組では15時過ぎにその模様を中継した。「体操のお兄さん・くっすん」という名義で、イベントの進行をU.K.が担当。
9月15日からは、水曜日の放送でも西が総合司会を担当。これまで水曜日の総合司会を務めてきた角は、自身の夏休みが明けた9月22日から、同曜日のみ「1パネリスト」の立場で全編に出演するようになった。

### 2011年
2月11日（金曜日）には、毎日放送がラジオで毎年実施している「毎日カルチャースペシャル ラジオウォーク」（第30回）へ角が7年ぶりに参加、「西の☆印」の一部で、ラジオウォークの会場からテレビ・ラジオのサイマル生放送を実施した。
3月11日（金曜日）、放送開始直前の14:46頃に東北地方太平洋沖地震（東日本大震災）が発生。当日の放送は地震・津波関連のJNN緊急報道特別番組のため急遽放送休止となり、その後14日（月曜日）から18日（金曜日）も震災関連のJNN報道特別番組や震災報道に伴う『Nスタ』のネット受け時間拡大のため放送休止となった。放送を再開したのは22日（火曜日）のことだった。
夏場には、「元気があれば、何でもできる」をテーマに、数々の特別企画を実施。7月25日（月曜日）からは、前年の西に続いて、河田が当番組の企画「河田直也の60日間ほぼ世界一周 昔の人は偉かったザ・ワールド」で世界一周の旅に出発した（同年9月23日に帰阪）。また、同日から8月31日（金曜日）までは、放送中に「ハッピーアワーたいそう2011」を実施。前年度も進行を担当したくっすんに加えて、この年にアナウンサーとして毎日放送へ入社した福本晋悟（東海ラジオからの中途採用）・福島暢啓（龍谷大学からの新卒採用）も、「体操のお兄さん」として日替わりで出演していた。
角は、9月30日（金曜日）の放送を最後に、当番組の司会およびレギュラーを卒業。同年10月改編以降の放送では、角が担当してきた月・火曜日の総合司会も西が務めるとともに、スタジオセットやエンディングテーマ などが一新された。また、これまで不定期で出演してきたスポーツ関係者（佐藤・大畑大介・小椋久美子・廣田遥）や、かつてVTRコーナーにのみ出演していた月亭八光などをレギュラーパネラーとして起用したほか、福島を「月曜生中継」（新設）のレギュラーリポーターに抜擢した。この改編を機に、番組完全プロデュース曲第2弾の「未来の花束」（後述）をエンディングテーマに採用。同曲のCD発売初日（2011年11月2日）には、河田が『THE NAKAJIMA HIROTO SHOW 802 RADIO MASTERS』（FM802）に出演した。ちなみに、当番組と放送時間が重なる17:14 - 17:28には、毎日放送のテレビ・FM802の開局以来初めてのサイマル放送を実施している。
また、10月からは「大阪マラソンへの道」という特別企画を実施。山中真（毎日放送アナウンサー）、西、女と男（和田美枝、市川義一）といったフルマラソン初心者が、千葉真子（陸上競技指導者、元長距離走・マラソン日本代表選手）による指導の下に第1回大阪マラソン（同年10月30日開催）へ出場したところ、全員完走を果たした。

### 2012年
「思い切って、○○」（○○には出演者自身の目標や希望が入る）をテーマに、1月10日（火曜日）からレギュラー放送を開始。1月27日（金曜日）の放送では、水曜レギュラーの大平サブローが当番組のエンディングに出演。芸能生活36周年記念企画「36のむちゃぶり」の一環としてやしきたかじんから出されていた「（前日6:00からの）36時間で（在阪テレビ・ラジオ各局で生放送中の）36番組に出演」という課題を無事に達成した。その一方で、2月6日（月曜日）の放送では、VTRながら角がレギュラー卒業後初めて当番組に登場している。
日本プロ野球の春季キャンプ解禁日に当たる2月1日（水曜日）には、阪神タイガースを中心にスポーツ関連の取材を担当する（放送上の）部署として「ちちんぷいぷい運動部」を新設（後述）。当番組へ過去に2回だけ登場していた井上雅雄（毎日放送のスポーツアナウンサー）が、「運動部キャプテン」という肩書で随時出演するようになった。また同月からは、フルマラソン未経験の大吉をリーダーに据えた「チーム大吉」による京都マラソン（2012年3月11日に30年振り復活開催）への挑戦企画「京都マラソンへの道」を実施（放送は火曜日）。前年の「大阪マラソンへの道」に続いて、和田・市川が「チーム大吉」に参加したほか、「運動部」メンバーの千葉がコーチを務めている（結果は全員完走）。
また、3月5日（月曜日）から3月30日（金曜日）まで、毎日放送アナウンサーによる番組史上3度目の世界一周企画として「吉竹史が行く!春の世界一周桜物語?咲いたらさんが通る?」を連日放送。当時金曜日のアシスタントを務めていた吉竹が、女性アナウンサーとしては初めて、世界を一周しながら羽織・袴姿で行く先々の桜事情を生中継やVTRで報告していた。
7月2日（月曜日）には、レギュラー放送での通算放送回数が3000回に到達。同月4日には、放送3000回記念企画の第1弾として、男性アーティスト（カサリンチュ、キマグレン、Rake、押尾コータロー）のコラボレーションユニット「PuiPui HOME TOWNS」による番組完全プロデュース第3弾シングルCD「この街に生まれて／いつまでも変わらない」を発売した（後述）。
9月12日（水曜日）には、金本知憲（阪神タイガース外野手）の現役引退記者会見が当番組の放送時間と重なったことから、当初の放送予定を急遽変更。スタジオから元コーチの遠山が見守る下で、日本の地上波テレビ局では唯一、記者会見（代表質問への応答）を生中継で放送した。
10月からは、2011年に続いて火曜日に「大阪マラソンへの道」を放送。山中・大吉にフルマラソン初経験の前田阿希子（金曜アシスタント）を加えた毎日放送アナウンサーが、千葉による指導の下に第2回大阪マラソン（11月25日開催）へ挑んだところ、全員完走を果たした。

### 2013年
「これも何かの縁ですから…」をテーマに、1月8日（火曜日）からレギュラー放送を開始。前枠のTBSテレビ制作連続ドラマおよび自社制作・深夜バラエティ番組の再放送枠からステブレレスで14:55に本編のオープニングへ入るようになった。またエンディングでは、このテーマにちなんで、西が今後「縁」を持ちたい著名人・作品・商品・サービスを1分前後で紹介する「西の一分〆（にしのいっぷんじめ）」というコーナーを開始。
4月22日（月曜日）からは、味覚糖とのコラボレーションによる西・河田・山中のプロデュース商品として、「ぷいぷい飴」2種類を関西地方・期間限定で販売した（当該項で詳述）。
10月11日（金曜日）からは、放送15年目に突入。11月には、関西地区の平日15 - 17時台の番組における月間平均視聴率（ビデオリサーチ調べ）で、44ヶ月連続の1位を記録した。
なお、10月27日開催の第3回大阪マラソンには、当番組から山中に加えて新人アナウンサー・豊崎由里絵が出場した（いずれも完走）。また、当番組では初めて、視聴者から同マラソンへの参加者を募集。オーディションで8名の男女が選ばれている。

### 2014年
「のびのび」という年間テーマを掲げながら、1月6日（月曜日）からレギュラー放送を開始。同月8日（水曜日）には、同月3日に64歳で逝去したやしきたかじんへの追悼企画を、オープニングから1時間にわたって放送した。
4月7日（月曜日）からは、本編開始前のドラマ再放送枠（13:55 - 14:55）を廃枠としたうえで、放送枠を月 - 金曜日の13:55 - 17:50に拡大。レギュラーでの放送時間が当番組史上最長の3時間55分になった。この改編に先駆けて、1月14日（火曜日）から3月28日（金曜日）までは、放送枠拡大のPRを兼ねて『ちちんぷいぷい　昔の人は偉かった　奮闘篇』（毎週木曜日に河田・くっすんが担当するロケコーナー「昔の人は偉かった」の再編集版）をドラマ再放送枠で連日放送していた。
4月7日以降は、関西テレビ出身のフリーアナウンサー・山本浩之が、メインパーソナリティ陣に加入。月 - 木曜日では西・山本、金曜日は西・河田のダブル司会体制に移行したほか、（出演日の変更を含めた）レギュラー出演者の大幅な入れ替えに踏み切った。また、毎日放送報道局のスタッフを制作陣に加えたうえで、14時台に「きょうの☆印」第1パート・「山中真のきょうも生中継」・「石田ジャーナル」を編成。この年から毎日放送グループ全体で「with Tigers」（阪神の応援キャンペーン）を展開することに伴って、プロ野球シーズン中には、「ぷいぷい with Tigers」（阪神関連の情報・解説コーナー）を16時台に放送するようになった。
ちなみに、西はリニューアルの初日から、月 - 金曜日の18時台に放送中の『VOiCE』（『アンカー』の第2部と放送時間が重なる関西ローカルのワイドニュース番組）にもメインキャスターとして出演。その関係で、西は報道局主体のパート（14時台・16時台の「NEWS CHECK!!」・エンディング間際の報道スタジオからの生中継）、山本・河田は制作局主体のパート（15時台以降）の進行を担当する。なお放送上は、15時台の前半を境に、山本・河田が西からスタジオ進行を引き継がれた。このリニューアルを機に、天気予報のコーナーでは、毎日放送本社「M館」前からの生中継が復活している。
同月21日（月曜日）からは、番組開始から長年続けられてきたオープニングでのレギュラー出演者紹介を、字幕での表示に簡略化。オープニングタイトルの直後に、「きょうの☆印」第1パートの冒頭で紹介する項目（第1項目）の映像を流すようになった。
7月28日（月曜日）から8月15日（金曜日）までの平日には、小学生以下の児童および保護者が無料で参加できる仮装ダンスイベント「ぷぷぷのおばけ音頭」を、「梅田お化け屋敷2014」（毎日放送本社M館1階での有料・期間限定イベント）と連動させながら、「ちゃやまちプラザ Live Space」で開催した。また、その模様を番組内の生中継（15:00前後）で放送した。生中継では、くっすんが児童のまとめ役を務めるとともに、劇団壱劇屋や匿名劇壇の劇団員が「ぷぷぷのおばけダンサーズ」としてお化けの扮装で登場。また、レギュラー出演者の一部（西・山本・松本・福島・大畑・廣田・長谷川義史・遠山奨志）で「チーム 化＊化（ちーむ ばけ*ばけ）」というスペシャルユニットを結成するとともに、ユニットメンバー全員の歌唱によるテーマソング「ぷぷぷのおばけ音頭」（作詞：長谷川、作曲：花＊花）を発表した。8月5日（火曜日）からは、前年に続いて味覚糖とのコラボレーションによる、西・山本・河田・山中のプロデュース商品として、「ぷいぷい飴」4種類を関西地方・期間限定で販売（当該項で詳述）。『痛快!明石家電視台』（毎日放送制作の深夜番組）で9月22日と29日（いずれも月曜日・関西ローカル枠）に放送の「ちちんぷいぷい15周年記念 2週続けてOAスペシャル」には、総合司会の西・山本をはじめ、当番組から（同番組とのレギュラー兼務者を含む）多数のレギュラー陣が出演した。
10月6日（月曜日）から北海道放送での同時ネットを開始。当番組にとっては4年半振りに、TBS系列局へのネットが復活した（詳細後述）。
なお、10月26日開催の第4回大阪マラソンには、当番組から山中のみ出場。目標だった3時間以内での完走を果たした。また、この年の日本シリーズで阪神タイガースと福岡ソフトバンクホークスの対戦が決まったことから、シリーズ開幕前日（同月24日）16時台の「ぷいぷい with Tigers」では『今日感テレビ』（ソフトバンクの地元にあるTBS系列局・RKB毎日放送が当番組と同じ時間帯に放送中のローカル情報番組）との相互生中継を実施。当番組から金曜日総合司会の河田、『今日感テレビ』から総合司会の川上政行が出演した。

### 2015年
1月5日（月曜日）からレギュラー放送を開始。北海道放送との同時ネットパートで放送する「きょうの☆印」に、「今日のナゼ?」というコーナーを新設した。第66回さっぽろ雪まつり（2月5日 - 11日に開催）では、北海道放送とのコラボレーション企画「雪まつりつくろう」を通じて、雪像作りへの協力や会場からの生中継を実施した（詳細後述）。
3月2日（月曜日）から同月末までは、「リアル世界くん」（2010年から不定期で実施しているレギュラーアナウンサー・出演者の海外取材企画）の特別編として、同時ネットパートで「山中真が南極行くってなんなん?」（同月16日から「地球半周　南極文通ものがたり」に改称）を放送。山中は、同月5日（木曜日）のスタジオ出演を最後に日本を離れると同月19日（日本時間）に南極大陸へ到着。数日間の取材 や、南極を往来する船上からの生中継を経て、同月28日に帰国した。
その一方で、番組開始から一貫して天気予報を担当してきた今出が、3月31日（火曜日）放送分で当番組の気象キャスターを勇退。4月1日（水曜日）放送分からは、西池沙織（気象予報士）が今出の後任を務める。
また、西が『VOiCE』メインキャスターの立場で報道系の取材に赴くことを希望したため、8月3日（月曜日）放送分からは「きょうの声 Today’s VOiCE」（『VOiCE』と連動した生中継・VTR取材コーナー）を月 - 木曜日の第1部に新設。月 - 木曜日には、西が同コーナーにのみ出演する一方で、山本が全編を通じて単独で総合司会を務める体制へ移行した。なお、長年エンディングで放送されてきた「血液型ぷいぷい占い」（ミニアニメ形式による番組キャラクター総登場の血液型別運勢占いコーナー）も、同日放送分から「ラッキーワードくじ」（4文字のひらがなから成る「ラッキーワード」を基調にしたミニアニメ形式のくじコーナー）に変更している。
10月改編では、新人アナウンサー・藤林温子が入社後初のレギュラー出演を開始したほか、ジャニーズ事務所所属のタレントでは初めて中間淳太（ジャニーズWEST）をレギュラーに迎えた（いずれもVTRロケコーナーのリポーターを担当）。
毎日放送での放送17年目に入った10月12日（月曜日・体育の日）放送分からは、「レディーファースト」というテーマを設定するとともに、「ヤマヒロの☆印」（月 - 木曜日）「河田の☆印」（金曜日）内で「今日の女心」という企画を開始。11月には、19日に大阪府吹田市で開業したNIFREL（エキスポランド跡地の複合商業施設・EXPOCITY内に開設した海遊館プロデュースの水族館）に、海遊館とのコラボレーション企画として豊崎の発案による「ぷいぷい水槽」を設置した。さらに、山崎製パンとのコラボレーション企画を3年振りに実施。「ラッキーパン大作戦」と題して、大吉・福島・豊崎の3名が各自でプロデュースを担当したパンを、11月24日から2016年1月31日まで関西地方限定で発売した（当該項で詳述）。
11月23日（月曜日・勤労感謝の日）放送分からは、番組開始当初から横方向の箇条書きで放送予定項目を紹介していたPJのメニュー映像を、「きょうのラインナップ」というタイトルで縦書き主体の中吊り広告風に表示する様式に変更。北海道放送との同時ネットパートと関西ローカルパートで表示内容を切り替えるとともに、従来は番組の進み具合に応じて徐々に表示していた項目を、北海道放送との同時ネットパート・関西ローカルパートのオープニング直後から一挙に表示する進行スタイルに移行した。このため、PJに表示する項目から「☆」のマークが消えたほか、放送上は「☆印」というコーナー表記を常時使わなくなった。また、番組開始当初から一貫してレギュラーを務めてきたなるみが、第1子の産前産後休暇に入るため同月25日（水曜日）放送分を最後にいったん降板した（出産を経て翌2016年5月18日放送分から復帰）。12月25日（金曜日）で、年内のレギュラー放送を終了。

### 2016年
関西ローカルでは、1月1日（金曜日）6:30 - 8:25に、河田・藤林の進行による特別番組『新春ぷいぷいwithタイガース～"ぼん"と正月～』から生放送。毎日放送制作の番組としては、この番組が（ニュースを除いて）2016年最初の生放送になった。
1月5日（火曜日）からは、「レディーファースト」という年間テーマを引き継ぎながら、北海道放送との相互ネット分を含めたレギュラー放送を再開。日本プロ野球の春季キャンプ期間である2月には、阪神タイガースの一軍キャンプ地・沖縄県宜野座村からの生中継を、関西ローカルパートで連日実施している（当該項で詳述）。
4月1日（金曜日）放送分を最後に、西が金曜日の総合司会を勇退した。翌週（4日）以降の放送では、基本として北海道放送との同時ネットパートの報道系コーナー（月 - 木曜：「Today's VOICE」、金曜：「Weekly VOICE」）にのみ出演。金曜日には、河田が単独で、全編の総合司会を務めるようになった。
5月には、翌2017年のG7サミット開催を控えたタオルミーナ（イタリア・シチリア州）を、「リアル世界くん」で取材。リポーターの山中による取材報告を、第2部で連日放送した。シチリア州の観光局は、この際の取材映像を「タオルミーナの観光の振興に貢献した」として高く評価。世界中で紹介された150本以上の現地映像から、翌2017年の国際ジャーナリスト賞（テレビ部門）へ選出するに至った。テレビ番組での映像に対する「テレビ部門」では、唯一の受賞である。
7月25日（月曜日）放送分で、関西ローカルにおけるレギュラー放送での通算放送回数が4000回に到達。8月10日（水曜日）から16日（火曜日）までの7日間にわたって、阪急百貨店うめだ本店で「番組放送"4000回記念"大感謝祭　MBSちちんぷいぷい物産展」を開催した。このため、当番組では、7月25日から8月16日までの期間を「4000回ウィーク」に設定。期間中には、番組開始当初からのレギュラー出演者が選んだ思い出の映像や、「物産展」会場からの生中継を連日放送した。
8月に開催のリオデジャネイロオリンピック期間中には、山中・廣田・遠山を、当番組の周辺取材リポーターとして現地に派遣。同月5日（金曜日）放送分からは、スポーツ取材・番組制作の経験が豊富な宮前徳弘（毎日放送スポーツ局解説委員）が、「スポーツのおっちゃん」（スタジオ解説担当）という役回りでレギュラー出演を開始した。その一方で、気象キャスターの西池が、9月30日（金曜日）放送分で降板した。
10月3日（月曜日）放送分からは、広瀬駿（気象予報士）が西池の後任を務めるほか、南日本放送で同時ネットを開始。鹿児島県内では初めての放送で、13:55 - 15:50を同時ネットゾーンに設定する
。また、この日から、15:44 - 15:50に「気象予報士・広瀬駿の『きょうのそらいろ』」（毎日放送・南日本放送の同時ネットによる天気予報コーナー）を新設した。
なお、毎日放送では開局65周年記念特別企画の一環として、10月13日（木曜日）から16日（日曜日）まで「MBSプロデュース　豪華客船　神戸発着3泊4日の旅『ドリームズ・カム・クルーズ』」（クルーズ客船「ぱしふぃっくびいなす」のチャーターによる有料のスペシャルツアー）を開催。南日本放送の放送対象地域・鹿児島県にある屋久島を最終目的地へ設定した うえで、当番組のレギュラー出演者から、山本浩之・桂南光・桂南天・未知やすえ・トミーズ健・くっすん・山中・大吉・豊崎がツアーに同行した。当番組でも、13日放送分で、船上からの生中継を（第1部・第2部合計で）4回挿入。門司港（福岡県北九州市）に停泊した14日（金曜日）の第1部では、13日に船内で開かれたイベントをダイジェスト映像で紹介したほか、『今日感テレビ』との同時生放送（14時台後半および15時台前半）による門司港レトロからの中継 を組み込んだ。ツアー終了翌日（17日）には全行程のダイジェストを第1部で放送している。
12月28日（水曜日）で、北海道放送・南日本放送との同時ネット分を含めたレギュラーの生放送 を終了。毎日放送・南日本放送 では、翌29日（木曜日）の14:55 - 17:30に、河田の進行・事前収録による『ちちんぷいぷいスペシャル　嗚呼!花の応援マンinリオデジャネイロ総集編』 を相互ネットで放送した。

### 2017年
毎日放送・南日本放送では、1月2日（月曜日）の8:54 - 11:45に、『ちちんぷいぷい 昔の人は偉かった　お正月傑作選』（木曜日第2部「昔の人は偉かった」の2016年総集編）を相互ネットで放送。毎日放送では、翌3日（火曜日）の6:00 - 8:00にも、『ちちんぷいぷい　歌碑ものがたり　紅白歌碑がっせん』（金曜日第2部「歌碑ものがたり」の総集編、いずれも事前収録）を関西ローカルで放送した。
レギュラーの生放送については、毎日放送で1月5日（木曜日）からスタート。同日の「石田ジャーナル　木曜法廷」では、大阪地方裁判所が定期的に実施している刑事訴訟の団体傍聴イベントを収録した映像を、テレビ番組で初めて放送した。1月6日（金曜日）からは北海道放送、1月10日（火曜日）からは南日本放送で同時ネットを再開した。
また、1月6日（金曜日）放送分からは、「広瀬駿の土日のお天気」（金曜日第2部のエンディングコーナー）で「ピンポイント予報」（毎日放送の独自調査による近畿地方・徳島県内の特定地点向け天気予報）を随時放送するようになった。在阪局では初めて、毎日放送が前年9月に、気象庁から近畿地方などを対象にした気象予報業務の実施許可を受けたことによる。
2月23日（木曜日）の第2部では、JR西日本網干総合車両所宮原支所（大阪市淀川区）からの生中継を16:40頃から約10分間挿入。当日初めて報道陣に公開されたTWILIGHT EXPRESS 瑞風 の車内から、テレビ番組としては最初の生中継を実現させた。その一方で、3月29日放送の「水曜生中継」を最後に、河田が生中継のレギュラーリポーターを退いた。
4月改編では、「水曜生中継」の放送枠を月曜日の第2部へ移動したうえで、「月曜からハッピー生中継」へリニューアル。1月から月に1回のペースで第1部の「水曜生中継」へ出演してきた藤林が、河田の後任扱いで、4月17日から「月曜からハッピー生中継」のリポートを毎週担当している。また、間寛平が骨折により5月26日（金曜日）まで当番組を休演。番組開始以来水曜日のレギュラーを務める桂ざこばも5月27日（土曜日）に急性の脳梗塞を発症して緊急入院。31日（水曜日）放送分から、当番組や関連イベントへの出演を一時見合わせた。
6月17日（土曜日）には、毎日放送本社北隣のシアター・ドラマシティで、番組初の落語会「ぷいぷい落語会」を昼夜2公演形式で開催。当番組へ定期的に出演している落語家（桂南光・桂吉弥・桂南天・月亭八光）および桂佐ん吉・桂三語 が高座、河田が司会、福島が「落語ナビゲーター」（解説兼サブ司会）、豊崎がお茶子を務めた。ちなみに、「ぷいぷい落語会」は、翌2018年以降も年に1回のペースで開催（別途詳述）。福島は、世界陸上ロンドン大会の期間中（8月4日 - 13日）および前後の放送でも、忍者ハシットリくん」と称して現地取材や中継リポートを担当した。その一方で、前年まで「高校生カレー甲子園」として実施されてきたハウス食品の特別協賛企画を、この年からリニューアル。7月のレギュラー放送期間中から1週間を、「おつカレーサマーウィーク」（カレーに関する特別企画を中心に編成する週間）に充てるようになった。
その一方で、第2回放送からニュース解説を担当してきた石田英司や、金曜アシスタントの前田など、レギュラー出演者の一部が宮崎放送でのネット開始前週（9月最終週）の放送分で相次いで卒業。前田は、毎日放送からの退社（9月30日）・結婚（10月1日）を経てドバイへ移住したため、退社前日（9月29日）放送の当番組でテレビ番組および（ラジオを含めた）生放送番組への出演を終えた。
関西ローカルでの放送開始から4298回目に当たる10月2日（月曜日）から、宮崎放送で第1部の同時ネットを開始。また、番組の構成や曜日別のレギュラー陣を大幅に変更。従来は関西ローカル（第2部）で16:30前後に放送していた「キッチンぷいぷい」の放送時間を北海道放送・南日本放送・宮崎放送との同時ネットゾーン（第1部の15:15前後）に繰り上げる一方で、第2部のエンディングでは「ラッキーワードくじ」や「広瀬駿の土日のお天気」を放送しなくなった。また、大吉が月・火曜日のサブパーソナリティ（サブ司会）、山中が水・木曜日のサブパーソナリティ、藤林が木曜日のアシスタントに異動。河田が引き続き単独でパーソナリティを務める金曜日では、藤林の同期アナウンサー・玉巻映美をアシスタントへ抜擢した。その一方で、初代メインパーソナリティの角が第2部（17時台）のコーナーレギュラーとして6年振り、毎日放送のアナウンサーとして番組開始当初から2003年まで生中継のリポーターなどを務めた石田敦子が同局東京支社報道部の記者として15年振りにレギュラー出演を再開した。さらに、立岩陽一郎（NHK記者出身のジャーナリスト）を月 - 水曜日のニュース解説者、上記ネット局の放送対象地域（北海道・鹿児島県・宮崎県）出身の著名人数名を準レギュラー扱いでパネラーに起用。月 - 木曜日の第1部でニュースを扱う場合には、山本と大吉（月・火曜日）、山本と山中（水・木曜日）がスタジオ進行を共同で担当するようになった。
11月24日（金曜日）からは、第1部の前半で「これどうなん?ニュース」を開始（「これどうなん?」は「これはどうなのか?」というニュアンスの関西弁）。放送日の午前中までに各種メディアで報じられた60項目のニュース・話題から、メインパーソナリティや番組スタッフが「思わず首を突っ込みたくなる」という視点で選んだ10項目について、スタジオ解説、中継リポート、視聴者から放送中に電子メールで募集したメッセージなどを交えながら硬軟織り交ぜて紹介するようになった。当初は金曜日だけで放送されていたが、年内の最終放送週（12月25日＝月曜日）からは全曜日に拡大している。
12月上旬には、大吉によるニューカレドニア島の取材リポートを、「リアル世界くん」で連日放送。この時のリポートが高く評価されたことから、大吉は、2017年度のアノンシスト賞（毎日放送・北海道放送・宮崎放送・南日本放送を含むJNN・JRN加盟局の優秀なアナウンサーを毎年表彰する制度）でテレビ・フリートーク部門の最優秀賞を受賞した。同月28日（木曜日）で、年内のレギュラー放送を終了。

### 2018年
例年は年始に関西ローカルで放送する特別番組や、レギュラーコーナーから派生した番組（総集編）を編成せず、全局一斉に1月9日（火曜日）からレギュラー放送を開始。第1部では、「これどうなん?ニュース」を「これどうなん?ニュース10（テン）」へ改称するとともに、曜日を問わず「これどうなん?ニュース10」と「キッチンぷいぷい」を中心に構成している。
2月の平昌オリンピック直前（同月1日）から終了直後までは、「チャンピョン　オブ　ピョンチャンへの道」という周辺取材企画を第1部で放送。前年10月から「辻憲の『コレだけ』ニュース!」（月 - 水曜日の第2部に新設されたニュース解説コーナー）の進行・解説を担当する辻憲太郎（毎日放送報道局解説委員、元・JNN上海支局長）が、オリンピックの終盤（2月22日）まで日本国内および開催地・平昌の取材リポートを担った。フィギュアスケート・女子シングルのフリープログラムが催された終盤には、フィギュアスケートの大ファンであることを公言している気象予報士の広瀬を、開催国の韓国へ急遽派遣。滞在先からの生中継形式で天気予報を伝えながら、「辻憲が行く! チャンピョン　オブ　ピョンチャン」だった企画名を「広瀬駿が行く! チャンピョン　オブ　ピョンチャン」に改めたうえで、周辺取材リポーターの役割を辻から引き継いでいた。さらに、閉幕後の3月29日（木曜日）に放送された「これどうなん?ニュース10」では、弱冠15歳にして同種目で優勝したアリーナ・ザギトワ（ロシア）の独占生出演に漕ぎ着けている。
3月30日（金曜日）には、前年10月から放送されてきた「もう興奮させんといて～」（角の発案による金曜日第2部17時台のスタジオトークコーナー）が終了。同コーナー限定でレギュラー出演を再開していた角は、この日を境に、レギュラー出演を再び休止した。その一方で、4月2日（月曜日）からは、「ちょっとええ景色で天気予報」（夕景の生中継を兼ねた関西地方向けの3日間予報）を全曜日第2部のエンディングで放送。前日（1日）から毎日放送報道局気象情報部に加わった気象予報士の前田智宏（元・福井放送アナウンサー）が、「フィールド予報士」としてレギュラー出演を始めている。
5月7日（月曜日）から番組の構成をリニューアル。前年の10月改編から第1部に組み込んでいた「キッチンぷいぷい」の放送枠を第2部（関西ローカルパート）へ戻す 代わりに、第2部の16時台後半に編成されていた報道系特集（「辻憲の『コレだけ』ニュース!」など）の放送枠を第1部へ移動させた。さらに、「ちょっとええ景色で天気予報」も、「マエダ天気」（生中継形式の天気予報）に改めている。また、2018 FIFAワールドカップの期間中には、ブラジルで開かれた2014年の前回大会に続いて山中を開催地のロシアへ派遣。6月14日（木曜日）から7月6日（金曜日）まで、「忍者ハットトリックくん」として開催地での周辺取材を任された。
7月23日（月曜日）から28日（金曜日）までは、『VOICE』の放送枠を統合したうえで、『ちちんぷいぷい×VOICE みんなでとびだせっ! 夏の5時間ぶち抜きスペシャル（ぷいぷい×VOICE）』として放送した。この年に入社した辻沙穂里・三ツ廣政輝両アナウンサーは、26日放送分の「☆印」で入社後初めてテレビ番組へ出演。辻は8月15日から主に水曜日、三ツ廣は10月5日から主に金曜日にレギュラーでリポーターを務めている。
さらに辻は、金曜日の企画で、11月25日（日曜日）開催の第8回大阪マラソンへ出場。当番組関係者の出場は3年振りながら、5時間32分3秒というタイムでフルマラソンデビューを果たした。
なお、北海道放送・南日本放送・宮崎放送では、『ぷいぷい×VOICE』の期間中も序盤の2時間分で同時ネットを実施。以降のレギュラー放送でも、第1部の同時ネットを続けてきた。しかし北海道放送では、9月21日（金曜日）の放送を最後にネット打ち切り。10月1日（月曜日）からは、同時間帯で『ゴゴスマ -GO GO!Smile!-』（CBCテレビ制作のワイドショー・情報番組で、『ちちんぷいぷい』と同じ時間帯に生放送、以下「ゴゴスマ」と表記）の同時ネットに切り替えた。
その一方で、翌2019年4月30日で平成が終わることを背景に、5月7日からは「平成ベストソング」（平成時代の名曲を振り返る企画）を月に1回のペースで放送。12月3日（月曜日）から年内最終放送（12月28日・金曜日）までは、「平成1日1年」（毎日放送報道局のアーカイブ映像や追跡取材を交えながら平成時代の主な出来事を1日につき1年分振り返る企画）を第1部に組み込んでいた。

### 2019年
全局一斉に、1月8日（火曜日）からレギュラー放送を開始。1月28日（月曜日）には、前述した「ライブセンター」からの放送を開始した。その一方で、初回放送からのレギュラー陣の1人である木曜パネラーの堀ちえみが、口腔癌（左舌扁平上皮癌）でステージ4の状態にあることを、2月19日（火曜日）に自身の公式ブログと当番組で公表。当番組には同月14日（木曜日）放送分まで出演した うえで、22日（金曜日）に患部の手術を受けた。手術後は療養に専念しているが、当番組では前述の桂ざこばと同じく、レギュラー出演者としての扱いを続けながら近況を随時紹介していた。10月28日（月曜日）には、堀が前日（27日）来阪した際に山中からの独占インタビューを受けた模様のVTRを放送。放送に際しては、インタビューに答える堀の声を、月曜アシスタントの松川がスタジオから当てることで対応した。
1月28日（月曜日）から、「ライブセンター」（かつて使用していた「ギャラクシースタジオ」のスペースを改装した情報フロア）内スタジオでの生放送へ移行。同月18日の「ライブセンター」完成披露記者会見では、当番組のプロデューサーやチーフプロデューサーを歴任した毎日放送社長の三村景一が、2019年4月から「（平日）14時 - 19時（の時間帯）をトータルに捉える」方向でテレビ番組を編成する方針を発表した。同局では、この方針に沿った4月改編によって、『VOICE』を3月29日（金曜日）で終了。関西地区の平日14時 - 17時台における平均視聴率で2003年度の上半期から14年（28期）連続でトップに立っていた当番組 でも、山本浩之が3月21日（木曜日）放送分を最後に総合司会を勇退すると、翌22日（金曜日）で2018年度のレギュラー放送を終えた。
4月1日（月曜日）からは、放送時間を改編前の第1部に相当する時間帯（13:55-15:49）に短縮。その一方で、宮崎放送・南日本放送への同時ネットを継続したため、放送時間が全局で統一された。改編前の第2部に相当する時間帯の放送枠（15:50 - 17:50）については、『VOICE』の放送枠、『Nスタ』第2部（JNN全国ニュースパート）の放送枠と統合したうえで、同日から平日の15:49 - 19:00に関西ローカル向けの生放送番組『ミント!』を編成。当番組からは、大吉・西を筆頭に、改編前のレギュラー陣の半数前後が『ミント!』へ異動した。
以上の改編に伴って、当番組では、山中を月・火曜のメインキャスター（MC）、河田を水 - 金曜のMCに起用。「これどうなん?ニュース10」に代わって「きょうの☆印」が復活したほか、改編前まで第1部の最後に組み込まれていた「きょうのそらいろ」の放送枠を14:50頃、第2部に戻していた「キッチンぷいぷい」の放送枠を15:00前後へ繰り上げた。また、毎日放送本社M館玄関前からの生中継と連動した「ぷいぷい調査隊」（アシスタントが進行する街頭調査企画）を始めるとともに、「ヤマヒロの人生初○○」（山本が新たにリポーターを務める初体験ロケ企画）や「ロザンの道案内しよッ!」「駅前シャッターチャンス」「昔の人は偉かった」（いずれも改編前まで関西ローカルで放送されていた人気ロケ企画）などを15時台の前半に日替わりで編成するようになった。その一方で、2009年4月からレギュラーで放送されてきた「昨夜のシンデレラ」（ほろ酔い加減の中高年男性へのインタビュー企画）シリーズや、阪神タイガースの情報コーナーなどを終了。阪神の応援企画やニュースコーナーを『ミント!』に集約させたうえで、改編前より報道・スポーツ色を薄めた情報番組として再スタートを切った。なお、前述した「ぷいぷい落語会」や「おつカレーサマーウィーク」は、改編後も引き続き実施されている。
8月5日（月曜日）から9日（金曜日）までの5日間は、『ちちんぷいぷい×ミント! 夏休みウィーク』（前年の『ぷいぷい×VOICE』と同様の編成による『ミント!』との合同特別番組）として関西ローカルで放送。『ミント!』と共通の視聴者プレゼント企画も実施されたが、5日間共通のテーマを別々に設定するなど、番組の構成は『ぷいぷい×VOICE』と一線を画していた。ちなみに当番組では、「はじめまして」というテーマを設定。この年に毎日放送へ入社した清水麻椰・野嶋紗己子両アナウンサーのお披露目企画（5日） や、前年入社の辻沙穂里にとって初めての「リアル世界くん」（ロシア連邦各地からの生中継リポート）など、出演者が初めて経験する特別企画をレギュラー枠内で連日放送した。
9月6日からは、清水による大阪マラソンでのフルマラソン、野嶋による「サントリー1万人の第九」（いずれも12月1日＝日曜日に開催）でのドイツ語暗譜合唱への初挑戦企画を、（2人の苗字にちなんだ）「しみのじチャレンジ ラララ♪ラン!」というタイトルで毎週金曜日に放送。
その一方で、南日本放送では9月26日（木曜日）で当番組の放送を終了。9月30日（月曜日）からは、前年の北海道放送に続いて、『ゴゴスマ』の同時ネット に切り替えた。10月改編からネット局が宮崎放送だけになったが、10月11日（金曜日）放送分で、関西ローカルでの放送開始から20周年に到達。翌週（14日 - 18日）および翌々週（21日 - 25日）には、「ちちんぷいぷい おかげさまで20歳 ～やりたいことつめこんだらヤバイ10日間になりましたスペシャル～」と銘打って特別企画を連日実施している。初日（14日）には、その企画の一環として、ヤバイTシャツ屋さんの制作による20周年記念ソング「はたちのうた」が発表された。
なお、年内のレギュラー放送は12月20日（金曜日）で終了。12月23日（月曜日）から27日（金曜日）までは、月曜日 - 木曜日15時台のロケ企画の総集編 を、『ちちんぷいぷい特別編』として宮崎放送との同時ネット方式で放送している。

### 2020年
毎日放送・宮崎放送とも、1月6日（月曜日）からレギュラー放送を開始。17日（金曜日）からは、「クイズ!2時に知ってるつもり?!」（当日に大阪地区発行の新聞・スポーツ紙や本番前までの他番組で報じられた主なニュースの概要と予備知識をパネラーへの復習クイズ方式で紹介する企画）を、原則として全曜日に組み込んでいる。
3月27日（金曜日）には、唯一の同時ネット局であった宮崎放送での放送を終了（同月30日から『ゴゴスマ』の同時ネット に変更）。30日（月曜日）放送分からは、2014年9月以来5年半振りに、関西ローカルのみの放送へ戻った。ただし、当番組・『ミント!』とも放送曜日・放送枠を変更しなかったため、平日午後 - 夕方帯（13:55 - 19:00の5時間5分）のうち（『ミント!』に内包している『Nスタ』全国ニュースパートの25分間を除く）4時間40分が関西ローカル向けの生放送ゾーンに充てられるようになった。その一方で、前年に口腔癌の手術を受けた堀ちえみが、スタジオへの復帰に至らないまま、放送開始20周年の節目（4月改編）で木曜レギュラーを卒業。堀の休演に伴って前年4月より出演日を水曜日から木曜日へ変更していた未知やすえも、3月に間質性肺炎を発症したため、4月1日（水曜日）から入院加療を優先した関係で7月2日（木曜日）まで休演している。
当番組では4月改編を機に、「あなたの代わりに、ちちんぷいぷい」というテーマを新たに掲げたうえで、「へぇ～のコトノハ」（毎日放送アナウンサー室の制作で3月29日までレギュラー番組として関西ローカルで放送されていた『コトノハ図鑑』からの派生企画）などの日替わりコーナーを新設。番組開始当初から原則として全曜日に編成してきた「キッチンぷいぷい」の放送枠を「金曜キッチン　プロにわがままムチャムーチョ!」として金曜日に集約させる一方で、月 - 木曜分の放送枠には、スポーツに携わる全ての人々を応援する目的で「嗚呼!花の応援マン2020」（前述した「嗚呼!花の応援マン」からの派生企画）をレギュラーコーナーとして組み込んだ。なお、山中・河田は引き続きMCを分担するものの、水曜日の担当を河田から山中に変更。2010年10月の開始以来一貫して木曜日に組まれていた「昔の人は偉かった」の放送枠を金曜日に移動させる一方で、山本浩之が担当するスポーツ取材企画の放送枠を木曜日に新設した。
実際には、年初から日本国内で新型コロナウイルスへの感染が拡大している影響で、3月中旬から関連するニュースや企画を中心に放送（詳細後述）。4月20日（月曜日）から5月29日（金曜日）までは、当番組と『ミント!』の放送枠を暫定的に合体させたうえで、『おうちにいようよ　ちちんぷいぷい&ミント!』として放送時間を13:55 - 19:00に拡大した（5月25日＝月曜日以降は『あしたのために　ちちんぷいぷい&ミント!』というタイトルで放送）。6月1日（月曜日）から、両番組の放送枠を再び分離したうえで、当番組のスタジオセットから単独での生放送を再開（詳細後述）。ただし、7月10日（金曜日）までは、『ミント!』と共通のコンセプトとして「あしたのために（5時間生放送）」を掲げていた。また、「クイズ!2時に知ってるつもり?!」に代わって「ぷいぷい新聞　あしたのために」（新型コロナウイルス感染関連以外のニュースも含めた新聞記事の紹介コーナー）を、同日から14時台に新設。「嗚呼!花の応援マン2020」を「フレ!フレ!スポーツ」にリニューアル。6月8日（月曜日）から「チャチャっと定番!おうちごはん」（「ぷいぷい料理人」が週替わりで登場する5分間の事前収録コーナー）を月・水曜日の14時台後半へ組み込むなど、金曜以外の曜日で料理関連の企画を徐々に復活させていたが、前述した「おつカレーサマーウィーク」の設定は見送られた。さらに、金曜以外の曜日では、アシスタントを務める毎日放送の女性アナウンサーが生中継でリポートを担当する機会が増加。当該曜日にはスタジオへ登場しないため、全編のスタジオ進行を、MCの山中・河田が一手に担っている。
8月10日（月曜日・山の日）から8月14日（金曜日）までの5日間は、『ちちんぷいぷい&ミント!夏休みウィーク 夏の自由すぎ研究』（『ミント!』との合同特別番組）として編成。『おうちにいようよ（→あしたのために）』に続いて『ミント!』の放送枠を合体させたほか、両番組のレギュラー陣が対決する5日間共通の特別企画として、「ちちんぷいぷいvsミント! クイズ王伊沢拓司の自由すぎクエスチョン!」を放送した。
8月18日（火曜日）放送分で、この年に毎日放送へ入社した川地洋平・山崎香佳両アナウンサーが、自己紹介を兼ねて同局のテレビ番組へのデビューを果たした。通算の放送回数が5000回に達した9月22日（火曜日・秋分の日）には、放送枠を13:55 - 17:50に拡大したうえで、『ちちんぷいぷい5000回　5000人とつながりたいスペシャル』を生放送。ヤバいTシャツ屋さんによるプロデュースの下で、スタジオパネラー陣とレギュラーアナウンサーの一部が番組スタッフに扮しながら「ちちんぷいぷいができるまで」の段取りを再現したスペシャルムービー（当該項で詳述）が、同日から9月28日（月曜日）まで本来のタイトルムービーの前に組み込まれていた。
RKB毎日放送が2003年6月から17年3カ月にわたって自社制作で放送してきた『今日感テレビ』の終了（『ゴゴスマ』の同時ネット に移行）に踏み切った10月改編以降も、毎日放送では当番組を関西ローカルで継続。10月第2週（5日＝月曜日）からは、「ニュースな町の☆印」（山中・河田やレギュラーアナウンサーがロケ取材を担当する企画）を、（緊急時・異常気象時を除いて）全曜日のオープニングで放送している。さらに、毎日放送が国際連合の「SDGsメディア・コンパクト」に参加する唯一の在阪局であることを背景に、同局アナウンサー室所属のアナウンサーから河田・清水・野嶋・川地・山崎や『ミント!』のレギュラーアナウンサーなどを含む17名を「SDGs隊員」に指名。10月19日からは、「へぇ～のコトノハ」の放送枠のうち、月曜分を「SDGsのススメ」（SDGsの目標が17項目にわたることにちなんだ啓発取材企画）に変更している。12月25日（金曜日）で、年内のレギュラー放送を終了。

### 2021年
当番組としては3年ぶりの新春特別番組『ちちんぷいぷい特別編　へぇ～のコトノハ新春スペシャル2021』を、1月1日（金曜日）の7:30 - 8:30に放送した 後に、1月6日（水曜日）からレギュラーの生放送を再開した。

### 放送21年半で「フィナーレ」
日本国内では2000年代後半から、毎日放送以外の民放局が当番組と同じ時間帯に編成している生放送番組（『ゴゴスマ』や読売テレビ制作の『情報ライブ ミヤネ屋』など）をはじめ、当番組と違って「時事問題を中心にMCや各界のコメンテーターがスタジオで論評する」というスタイルの情報番組がテレビ業界で徐々に台頭。当番組は概要に記したポリシーを貫き、同じニュースを取り上げるにしてもあくまで焦点を関西にこだわり続けることで関西地方を中心に根強い人気を保っていたものの、メインターゲットに想定していた視聴者の関心は、上記のスタイルの番組へ移り始めていた。
これに対して、毎日放送では2019年4月に、「ライブセンター」の機能を生かした「ライブ」（生放送・生中継）重視型の番組改編を平日の14 - 18時台で敢行。新たに立ち上げた『ミント!』では、当番組の主な視聴者層より若い世代（いわゆる「子育て世代」など）へ訴求すべく、「Newsミント!」以外の関西ローカルパート（本編）で上記のスタイルを取り入れていた。ところが、当番組はこの改編で放送時間を半減させられたばかりか、関西地区での放送の時間帯における平均視聴率トップの座から15年半振りに陥落。平均視聴率は常時5 - 6%台で推移していた ものの、トップの座への返り咲きまでには至らず、『ミント!』の視聴率も『かんさい情報ネットten.』（読売テレビが同じ時間帯で2009年3月30日から関西ローカル向けに放送している報道・情報番組）などの後塵を拝し続けていた。
当番組が関西ローカルでの放送開始から22年目に入っていた2020年11月16日（月曜日）には、このような状況の下で、毎日放送が当番組と『ミント!』を、2021年3月で終了する旨が一部で報じられた。毎日放送の2021年4月改編に関する『スポーツニッポン』（大阪本社発行版）の報道によれば、当番組内へのニュース速報の挿入を除いて放送の実績がなかった『ゴゴスマ』の同時ネットを当番組の放送枠で実施するほか、自社制作・大吉のMCによる関西ローカル向けの報道番組を平日の夕方帯で新たに編成するとされていた。
毎日放送や当番組では、上記の報道に対して、2020年内に正式なコメントやアナウンスを出さなかった。しかし、当時社長だった三村が2021年1月20日（水曜日）の年始記者会見で同年4月改編の概要を発表した際に、当番組を3月12日・『ミント!』を3月5日（いずれも金曜日）で終了させることに言及。3月15日から当番組の放送枠で『ゴゴスマ』の同時ネット、3月29日（いずれも月曜日）から『よんチャンTV』（よんチャンテレビ）という自社制作番組を開始することを初めて明らかにした。当番組でも、会見翌日（1月21日＝木曜日）のオープニングで、3月に放送を終えることをMCの河田が「フィナーレ」という表現で初めて伝えている。
三村は上記の会見で、初代のプロデューサーとして携わった当番組を、社長の立場で終了させるに至った経緯も説明。4月1日（木曜日）付でラジオ放送事業の分社化（法人としての毎日放送のテレビ単営局化）を控えていることを念頭に、前年（2020年）からの新型コロナウイルス感染拡大の影響で毎日放送の収益が急速に悪化していることに言及しながら、「収益構造を改善すべく（感染が拡大するまで）『当たり前』とされていた（が2021年の初頭までに『当たり前』でなくなった）こと（テレビ放送部門の番組編成など）を全て見直した結果、当番組と『ミント!』の時間帯を『更地』にしたうえで、新しい番組を放送することに決めた。TBS系列にとって、（発表の時点でネット局が系列28局中22局にまで達している）『ゴゴスマ』を（準基幹局である）毎日放送で流すことは大きく、（毎日放送単体での）収益改善よりも系列全体の強化につながる（ものと考えている）」と述べている。ただし、「Newsミント!」については、関西ローカルニュースをフォローする観点で『ミント!』本編終了の翌週（3月8日）以降も旧『VOICE』の放送枠（18:15 - 19:00）で3月26日（金曜日）まで放送している。
当番組では、放送最終週（3月8日 - 12日）を「ちちんぷいぷい フィナーレウィーク」に設定。21年半の歴史を振り返る特別企画や生中継などの特別企画などを盛り込みながら、3月11日（木曜日）のみ約2時間（15:49 - 17:50）、それ以外の日に約4時間（13:55 - 17:50）にわたって放送した。ちなみに、最終回を放送した12日には、朝日新聞が当番組の終了に関する特集記事を関西地方向け夕刊の1面に掲載している。
最終回では、「グランドフィナーレ」と称して、花*花が「ずっと一緒に…」をスタジオで披露。放送上最後のMCになった河田が、毎日放送でのアナウンサー生活と番組の放送期間（21年半）が重なっていたことを念頭に置きながら、「『ぷいぷい』にはずっとお世話になっていたばかりか、アナウンサーとして育ててもらった。（2020年の初頭から続いている）コロナ（禍）で心配や不安を抱えていらっしゃる方が大勢いらっしゃる時こそ、『ちちんぷいぷい』をお届けしなければいけないのに、終わってしまうのは本当に無念です。あしたもあさっても、その次も、一緒に頑張りましょうね」というメッセージで5115回目の生放送を締めくくった。

### 「フィナーレ」後の動き
毎日放送が2021年4月1日付で実施した社内組織改編では、当番組や『ミント!』を共同で制作してきたテレビ報道局・テレビ制作局・スポーツ局が、「報道情報局」と「制作スポーツ局」（いずれも新設）に再編された。このような事情から、『よんチャンTV』では報道情報局が制作を担当。河田を月～金曜日の「メインパーソナリティ」（総合司会）、『ミント!』MCの大吉をニュースキャスターに起用した ほか、当番組の最終レギュラー陣から一部のアナウンサー（山中、藤林、野嶋、清水、川地）・パネラー（ロザン、沢松、ナジャ・グランディーバ）・ニュース解説者（立岩陽一郎、三澤肇）が事実上続投した。その一方で、『VOICE』→『ミント!』で7年間にわたってニュースキャスターを担当してきた西靖は、アナウンス職のまま「解説委員」という肩書でニュース解説に回った。『よんチャンTV』は視聴率の面で『ten.』の牙城を崩すまでには至っていないものの、朝日放送テレビが『キャスト』（2011年10月から平日の夕方に関西ローカルで放送してきた報道・情報番組）を2022年の3月で終了させるなど、他の裏番組には少なからず影響を及ぼしている。
当番組で10年以上にわたって人気を博してきたロケ企画からは、「ロザンの道案内しよッ!」を改題したうえで、ロザンがスタジオへ出演する火曜日の『よんチャンTV』内で放送を続けている。「とびだせ!えほん」（長谷川の出演で2012年4月から木曜日に月1 - 2回のペースで放送されていたオールロケ企画の）も2021年5月15日から『土曜のよんチャンTV』（同年の4月10日から土曜日の午後にレギュラーで編成されていた生放送のスピンオフ番組）内で放送を再開していたが、『ちちんぷいぷい』での放送開始から10年の節目が『土曜のよんチャンTV』の終了（2022年3月26日）と重なったことを機に地上波での放送を休止。2022年の4月以降は、「Hayaoki TV Director」（『ちちんぷいぷい』時代からの担当ディレクターであった吉岡淳一がYouTube上で運営するチャンネル）が「長谷川義史の『えほん散歩』」という動画配信シリーズを独自に始めているほか、毎日放送でも『三度の飯よりアレが好き!』（同月から土曜日の16時台に編成している若手アナウンサー主体の関西ローカル番組）で6月18日から「とびだせ!えほん」の後継企画（長谷川と2021年入社のアナウンサー・前田春香が出演する「三度の飯よりあの街が好き!」）を放送している。
なお、当番組のレギュラー枠における最終放送日（2021年3月5日＝金曜日）には、当日のアシスタントである松本が同僚アナウンサーの上田悦子・井上雅雄（いずれも当番組のレギュラー経験者）と共に「歌が聴こえる」（バイク川崎バイクのショートショート）の群読を生放送で披露していた。当番組の終了後に開かれた第46回（2020年度）アノンシスト賞の全国審査会でこの群読が高く評価されたことから、上記のアナウンサーは第46回JRN･JNNアノンシスト賞「テレビ・読みナレーション部門」の優秀賞を共同で受賞している。

## 放送時間の変遷
| 期間                           | 放送時間      | 放送分数  | 備考 |
| ------------------------------ | ------------- | --------- | --- |
| 1999年10月11日 - 2000年3月24日 | 15:00 - 18:00 | 3時間     | |
| 2000年4月5日 - 2002年3月22日   | 15:00 - 17:54 | 2時間54分 | 『JNNニュースの森』の放送時間繰り上げに伴って終了時刻繰り上げ。 |
| 2002年4月8日 - 2002年5月2日    | 14:55 - 17:50 | 2時間55分 | 『JNNニュースの森』『VOICE』の放送時間繰り上げや19時台の番組の18:55開始化に伴って放送時間を繰り上げ。 |
| 2002年5月7日 - 2006年4月7日    | 15:00 - 17:50 | 2時間50分 | |
| 2006年4月10日 - 2008年10月3日  | 14:00 - 17:50 | 3時間50分 | 在阪放送局制作の4時間近くの情報帯番組は初。 |
| 2008年10月6日 - 2009年3月31日  | 14:55 - 17:50 | 2時間55分 | |
| 2009年4月3日 - 2010年3月26日   | 15:00 - 17:50 | 2時間50分 | 関西地区での後座番組『VOICE』の開始時間が17:50に繰り上がったためエンディング後の2分のCMを廃止。「血液型ぷいぷい占い」からステブレレスで『VOICE』に接続していた。この時期の『ぷいぷい』ではエンディング直前（17:45 - 17:49頃）に『VOICE』の予告コーナーを挿入。番組アシスタント経験者の松川浩子（月曜 - 水曜、2014年4月から月曜アシスタントとして番組に復帰）や高井美紀（木曜・金曜）がVOICEのサブキャスターとして報道フロアから中継で登場していた。また本編の前に『もうすぐぷいぷい』というタイトルで14:55から5分間の天気予報を放送。同番組の解消で番組表上の本編開始時間が14:55になった2010年3月29日以降も本編の前に天気予報を放送する構成を2012年12月27日まで維持していた。 |
| 2010年3月29日 - 2013年3月29日  | 14:55 - 17:45 | 2時間50分 | 『Nスタ』の開始や『VOICE』の放送時間の変更により再びステーションブレイクが設けられた。 |
| 2013年4月1日 - 2014年3月28日   | 14:55 - 17:50 | 2時間55分 | 『Nスタ』の全国ネットパート開始時刻繰り下げに伴って終了時刻繰り下げ。 |
| 2014年4月7日 - 2019年3月29日   | 13:55 - 17:50 | 3時間55分 | 放送枠拡大・西の『VOiCE』（『VOICE』から改称）メインキャスター就任を機に「VOiCE in ぷいぷい」というタイトルで、報道フロア（16時台後半）と報道スタジオ（17:45頃）からの中継が復活。16時台後半には西が報道フロアから出演し「NEWS CHECK!!」としてニュース数項目を放送（『VOiCE』の女性キャスターがナレーションを担当）。当日の『VOiCE』で放送予定の特集の概要を紹介するとともに「CATCH THE VOICE」（視聴者からメッセージを募集する企画）のテーマを告知する。17:45頃にも西が報道スタジオから登場。最新のニュースや「CATCH THE VOICE」へ寄せられたメッセージの一部を伝える。 放送枠の拡大当初はぷいぷいの前枠番組『ひるおび!』（TBSテレビ制作の全国ネット番組）の終了後にステブレレスで番組の告知枠を設定。西と山本（河田）がスタジオから15秒間当日の主な放送予定を紹介していた。2017年11月20日から2017年12月1日まで、『ひるおび!』終了直前のスポットCM枠（13:53）で「まもなくぷいぷいin生放送」として15秒間の告知枠が一時的に復活した。 |
| 2019年4月1日 - 2021年3月12日   | 13:55 - 15:49 | 1時間54分 | 『VOICE』が2019年3月29日で終了したことに伴って、15:49 - 19:00に『ミント!』を編成。 |

## タイムテーブル

### 番組終了時点（2021年1月以降）
放送時間やコーナーが頻繁に変更されているため、特別編成を講じた「フィナーレウィーク」前週（2021年3月第1週）時点での構成を基に記載。

表記されている時刻はあくまでも目安で、コーナーの放送順を入れ替える場合や、一部のコーナーを休止する場合もあった。

◎：『おうちにいようよ（→あしたのために）　ちちんぷいぷい&ミント!』でも放送

○：2020年6月の放送再開を機に新設

●：2020年の10月改編以降に新設

|          | 月曜                                                                              | 火曜                                                                              | 水曜                                                                              | 木曜                                                                   | 金曜                                                                   |
| -------- | --------------------------------------------------------------------------------- | --------------------------------------------------------------------------------- | --------------------------------------------------------------------------------- | ---------------------------------------------------------------------- | ---------------------------------------------------------------------- |
| 13:55.00 | オープニング（『ひるおび!』からステブレレスで直結）→ニュースな町の☆印●            | オープニング（『ひるおび!』からステブレレスで直結）→ニュースな町の☆印●            | オープニング（『ひるおび!』からステブレレスで直結）→ニュースな町の☆印●            | オープニング（『ひるおび!』からステブレレスで直結）→ニュースな町の☆印● | オープニング（『ひるおび!』からステブレレスで直結）→ニュースな町の☆印● |
| 14:10    | きょうの☆印 →最新ニュース◎（報道フロアから当日の「Newsミント!」キャスターが出演） | きょうの☆印 →最新ニュース◎（報道フロアから当日の「Newsミント!」キャスターが出演） | きょうの☆印 →最新ニュース◎（報道フロアから当日の「Newsミント!」キャスターが出演） | きょうの☆印/ 美術館に行こう! （不定期） →最新ニュース◎                 | きょうの☆印 →最新ニュース◎                                             |
| 14:55    | 今日のプレゼント◎→きょうのそらいろ◎                                               | 今日のプレゼント◎→きょうのそらいろ◎                                               | 今日のプレゼント◎→きょうのそらいろ◎                                               | きょうの☆印/ 美術館に行こう! （不定期） →最新ニュース◎                 | きょうの☆印 →最新ニュース◎                                             |
| 15:00    | 今日のプレゼント◎→きょうのそらいろ◎                                               | 今日のプレゼント◎→きょうのそらいろ◎                                               | 今日のプレゼント◎→きょうのそらいろ◎                                               | きょうのそらいろ◎                                                      | きょうのそらいろ◎                                                      |
| 15:05    | SDGsのススメ●／ フレ!フレ!スポーツ○（不定期）                                     | 何イェイ!イェイ?●                                                                 | しみのじ新発見/ フレ!フレ!スポーツ○（不定期）                                     | フレ!フレ!スポーツ○ ／スポーツ偉人伝心 （不定期）●                     | 昔の人は偉かった◎                                                      |
| 15:20    | SDGsのススメ●／ フレ!フレ!スポーツ○（不定期）                                     | 道案内しよッ!                                                                     | しみのじ新発見/ フレ!フレ!スポーツ○（不定期）                                     | 今日のプレゼント →今日のダレ? （月2回）/ とびだせ!えほん◎ （月2回）    | 昔の人は偉かった◎                                                      |
| 15:25    | お笑いリンゴスター （前半）●                                                      | 道案内しよッ!                                                                     | へぇ～のコトノハ （基本として毎週）/ しみのじ新発見（不定期）                     | 今日のプレゼント →今日のダレ? （月2回）/ とびだせ!えほん◎ （月2回）    | 今日のプレゼント →金曜キッチン                                         |
| 15:40    | ジャパネットたかた生放送ショッピング                                              | ジャパネットたかた生放送ショッピング                                              | ジャパネットたかた生放送ショッピング                                              | ジャパネットたかた生放送ショッピング                                   | ジャパネットたかた生放送ショッピング                                   |
| 15:44    | リンゴスター （後半）●                                                            | ちょっと聞いてーな!●                                                              | ちょっと聞いてーな!●                                                              | ちょっと聞いてーな!●                                                   | 試セイユ○                                                              |

15:44以降のコーナーはいずれも、エンディングに直結。「へぇ～のコトノハ」では、1つのテーマに関する調査結果を、2週にわたって放送する。同コーナーでは調査ロケ担当のアナウンサーから1名がスタジオにも出演するが、「SDGsのススメ」では担当アナウンサーがロケVTRにのみ登場。
木曜日の15時台には、2020年4月改編から山本浩之出演のロケ（または生中継）企画（同年3月まで月曜日で放送されていた企画のリニューアル版）を組み込むことを予定していた。しかし、実際には、新型コロナウイルス感染拡大の影響で企画を休止（後に自然消滅）。山本はこの改編から木曜日のコーナーレギュラーとして扱われているものの、同年9月まで半年間は（スタジオを含めて）出演を見合わせていた。同年10月1日から「スポーツ偉人伝心」を木曜日に不定期で放送することに伴って、2019年3月の総合司会勇退以来1年半振りにスタジオへの出演も再開。コーナーが終了する2021年2月まで、月に1回のペースで、放送日にスタジオへ登場していた。
不定期で実施する「リアル世界くん」については、2週単位で構成。基本として、第1週の月 - 水曜日を取材国・地域からの生中継、第2週の月 - 水曜日をスタジオ報告に充てていた（いずれも時間帯は不定）。
「フレ!フレ!スポーツ」では、2020年8月中旬に阪神甲子園球場で「2020年甲子園高校野球交流試合」（新型コロナウイルス感染拡大の影響で中止された第92回選抜高等学校野球大会への出場内定32校による招待試合）が開催されることを背景に、開幕前の7月31日 - 8月7日（いずれも金曜日）に「フレ!フレ!スポーツ　みんなの甲子園」（関西地方から招待された6校に対する三ツ廣・辻沙穂里の取材・報告企画）を放送。毎日放送では交流試合を開催する平日（8月10日 - 12日および17日）にも当番組を（17日以外は『ちちんぷいぷい&ミント! 夏休みウィーク 夏の自由すぎ研究』として）放送する一方で、全16試合のインターネット向けライブ配信を実施すること から、『ミント!』（17日以外は予備日の13日・14日を含めて『夏休みウィーク』）内の「今日のニュース 大事なトコロに赤えんぴつ」（18時台のニュースコーナー）に「みんなの甲子園」の速報版を組み込んだ。

### 新型コロナウイルスの感染拡大に伴う対応（2020年4月以降）

#### 2020年
|          | 月曜                                                               | 火曜                                                               | 水曜                                                               | 木曜                                                                            | 金曜                                                               |
| -------- | ------------------------------------------------------------------ | ------------------------------------------------------------------ | ------------------------------------------------------------------ | ------------------------------------------------------------------------------- | ------------------------------------------------------------------ |
| 13:55.00 | オープニング（『ひるおび!』からステブレレスで直結）→トピックス紹介 | オープニング（『ひるおび!』からステブレレスで直結）→トピックス紹介 | オープニング（『ひるおび!』からステブレレスで直結）→トピックス紹介 | オープニング（『ひるおび!』からステブレレスで直結）→トピックス紹介              | オープニング（『ひるおび!』からステブレレスで直結）→トピックス紹介 |
| 14:05    | きょうの☆印                                                        | きょうの☆印                                                        | きょうの☆印                                                        | きょうの☆印                                                                     | きょうの☆印                                                        |
| 14:30    | 15時台に放送する企画の概要紹介→クイズ!2時に知ってるつもり?!        | 15時台に放送する企画の概要紹介→クイズ!2時に知ってるつもり?!        | 15時台に放送する企画の概要紹介→クイズ!2時に知ってるつもり?!        | 15時台に放送する企画の概要紹介→クイズ!2時に知ってるつもり?!                     | 15時台に放送する企画の概要紹介→クイズ!2時に知ってるつもり?!        |
| 14:40    | きょうのプレゼント → きょうのそらいろ                              | きょうのプレゼント → きょうのそらいろ                              | きょうのプレゼント → きょうのそらいろ                              | きょうのプレゼント → きょうのそらいろ                                           | きょうのプレゼント → きょうのそらいろ                              |
| 14:45    | 嗚呼!花の応援マン2020                                              | 嗚呼!花の応援マン2020                                              | 嗚呼!花の応援マン2020                                              | 嗚呼!花の応援マン2020                                                           | 試セイユ                                                           |
| 15:00    | フリーゾーン（視聴者からのメッセージ紹介など）                     | フリーゾーン（視聴者からのメッセージ紹介など）                     | しみのじ新発見                                                     | ヤマヒロの人生初○○（月2 - 3回）/ 京都美山里山ぐらし（月1回）                    | 昔の人は偉かった                                                   |
| 15:15    | へぇ～のコトノハ                                                   | 道案内しよッ!                                                      | へぇ～のコトノハ                                                   | 今日のダレ?（月2回 - 3回）/ とびだせ!えほん（月1回）/ 美術館に行こう!（不定期） | 昔の人は偉かった                                                   |
| 15:25    | へぇ～のコトノハ                                                   | 道案内しよッ!                                                      | へぇ～のコトノハ                                                   | 今日のダレ?（月2回 - 3回）/ とびだせ!えほん（月1回）/ 美術館に行こう!（不定期） | 金曜キッチン                                                       |
| 15:40    | ジャパネットたかた生放送ショッピング                               | ジャパネットたかた生放送ショッピング                               | ジャパネットたかた生放送ショッピング                               | ジャパネットたかた生放送ショッピング                                            | ジャパネットたかた生放送ショッピング                               |
| 15:44    | ようこそ エンタメさん→エンディング                                 | ようこそ エンタメさん→エンディング                                 | ようこそ エンタメさん→エンディング                                 | ようこそ エンタメさん→エンディング                                              | ようこそ エンタメさん→エンディング                                 |

4月改編で関西ローカル放送へ戻ってからは、新型コロナウイルス感染拡大の一因とされる飛沫感染のリスクを可能な限り回避すべく、以下の方策を実施。同月20日（月曜日）からは、『ミント!』との共同制作による『おうちにいようよ（→あしたのために） ちちんぷいぷい&ミント!』へ暫定的に移行している。
- 関西ローカル放送の再開直後（3月31日＝火曜日放送分）から、スタジオ出演者の座席の間隔を、「社会的距離」とされるおよそ2mにまで拡大[コーナー 26]。
- 活動や生活の拠点を首都圏に置くレギュラーパネラー（沢松・ピーコ・前川清など）については、4月の第2週（7日＝月曜日放送分）から、毎日放送本社制作の他番組（『ミント!』など）への出演を控えている場合を除いて、東京支社スタジオや自宅からの生中継（いわゆる「リモート方式」）で全編に登場。
- 「クイズ!2時に知ってるつもり!?」の放送枠については、4月7日放送分から感染関連の特集枠に変更。「嗚呼!花の応援マン2020」については、同月8日（火曜日）から、西靖によるニューススタジオ（「Newsミント!」で使用）からのストレートニュースに差し替えている。
- 2019年5月7日（火曜日）から当番組MCとのクロストークをはさんだ二元生中継方式で放送されてきた「ジャパネットたかた生放送ショッピング」については、2020年4月7日から、ジャパネット側で事前に収録した映像を流しながら継続。
- 4月13日（月曜日）放送分からは、『ミント!』と共通の暫定措置として、気象予報士の出演日を変更。当番組では、全曜日の「きょうのそらいろ」を、前田と広瀬が隔週交代で担当する。担当しない週は在宅勤務扱いで、平日の午後に、自宅から電話を通じてMBSラジオの天気予報（『お天気のお知らせ』）へ出演。
- 4月13日以降の月・火・金曜日には、PJに携わる技術スタッフの負担を軽減する目的で、「手書きフリップショー」（女性のアシスタントやレギュラーアナウンサーがPJを使わずに進行する企画）を15:00前後のフリーゾーンに放送。紙芝居風のフリップをPJの代わりに活用しながら、在宅視聴者のストレス軽減に役立ちそうなトレーニングの方法や、脳トレ系のクイズをスタジオから紹介している。

なお、4月9日（木曜日）には、プロデューサーとして当番組の立ち上げに携わっていた岡田公伸（毎日放送・MBS企画取締役）が、新型コロナウイルスへの感染に伴う心筋症のため60歳で急逝。毎日放送では、同日の『ミント!』や「ネットワークトゥデイ」（『上泉雄一のええなぁ!』17時台のラジオニュース）などで、岡田の実名を伏せたまま訃報を伝えた。当番組では、翌10日（金曜日）放送分のオープニングで、MCの河田が沈黙と涙声を交えながらメッセージ を送ることによって岡田への弔意を示した。さらに、同日のエンディングには、番組開始当初のエンディングテーマ曲であった「ずっと一緒に…」（花*花）を特別に流している。
『おうちにいようよ（→あしたのために） ちちんぷいぷい&ミント!』の放送期間中は『ミント!』のスタジオセットを使用していたが、5月29日（金曜日）で放送期間を終了したことを機に、6月1日（月曜日）以降は当番組のスタジオセットから単独での生放送を再開。パネラーも関西地方への在住者を中心にスタジオへ再び出演しているが、1日につき3名までに限っている。また、本来は全編に登場するアシスタントを「ぷいぷい新聞」「きょうのプレゼント」、「ぷいぷい顧問」やニュース解説者を15:00頃まで（基本として生中継で）の出演に変更（首都圏在住のパネラーによる全編への中継出演も同月末まで継続）。また、飛沫感染への対策として、パネラー席の間に透明のアクリル板を設置している（『ミント!』と共通の措置）。「きょうのそらいろ」については、6月26日（金曜日）まで報道スタジオからの放送を継続。ニュースコーナーでは、「Newsミント!」のキャスター陣がストレートニュースを伝えるだけにとどまらず、（緊急時・重大ニュースの発生時を除いて）当番組出演者とのクロストークのパートを最後に入れるようになった。さらに、「金曜キッチン」では、キッチンセットとの二元生中継を実施。キッチンセットに「ぷいぷい料理人」と進行役（放送再開を機に金曜アシスタントの松本からマルセイユの津田に交代）しか登場させないように変更したため、「キッチンぷいぷい」時代からキッチンセットで試食してきたパネラー陣は、スタジオセットのパネラー席で試食に臨んでいる。その一方で、6月8日から月 ・水曜日で放送を開始した「チャチャっと定番!おうちごはん」では、事前収録の映像と 当番組公式サイト内の特設ページ でレシピを紹介するだけにとどめている（9月7日＝月曜日放送分で事実上終了）。

#### 2021年
1月7日（木曜日）の本番終了後に日本政府が新型インフルエンザ等特別措置法に基づく緊急事態宣言を関東地方の1都3県へ発出したことに伴って、活動や生活の拠点を首都圏に置くパネラーには、1月12日（火曜日）放送分から「リモート方式」による出演で再び対応。「ジャパネットたかた生放送ショッピング」についても、1月12日から「生放送」（同社スタジオとの二元中継）を再び休止したうえで、ジャパネット側で事前に収録した映像を流している（後に「生放送」を再開）。レギュラーアナウンサーがロケリポートとスタジオ報告を担ってきた「ニュースな町の☆印」でも、リポートをディレクターに任せる日が相次いでいた。

## ネット局
| 放送対象地域 | 放送局          | 放送時間           | 放送開始日     | 放送終了日    | 備考   | 脚注      |
| ------------ | --------------- | ------------------ | -------------- | ------------- | ------ | --------- |
| 近畿広域圏   | 毎日放送（MBS） | 平日 13:55 - 15:49 | 1999年10月11日 | 2021年3月12日 | 制作局 | [ 注 40 ] |

### 過去のネット局
| 放送対象地域   | 放送局             | 放送期間                      | 放送日時                 | 脚注                |
| -------------- | ------------------ | ----------------------------- | ------------------------ | ------------------- |
| 関東広域圏     | TBSテレビ（TBS）   | 2009年4月3日 - 7月17日        | 金曜 15:00 - 16:53       | [ 注 41 ]           |
| 石川県         | 北陸放送（MRO）    | 2009年4月3日 - 7月17日        | 金曜 15:00 - 16:53       | [ 注 42 ]           |
| 広島県         | 中国放送（RCC）    | 2009年4月3日 - 7月17日        | 金曜 15:00 - 15:52       | [ 注 42 ]           |
| 鳥取県・島根県 | 山陰放送（BSS）    | 2009年4月6日 - 2010年3月19日  | 平日 15:00 - 15:55       | [ 注 43 ]           |
| 岩手県         | IBC岩手放送（IBC） | 2009年4月3日 - 2010年3月26日  | 金曜 15:00 - 16:53       | [ 注 44 ]           |
| 沖縄県         | 琉球放送（RBC）    | 2009年4月3日 - 2010年3月26日  | 木曜・金曜 15:00 - 16:53 | [ 注 45 ]           |
| 北海道         | 北海道放送（HBC）  | 2014年10月6日 - 2018年9月21日 | 平日 13:55 - 15:44       | [ 注 46 ] [ 注 47 ] |
| 鹿児島県       | 南日本放送（MBC）  | 2016年10月3日 - 2019年9月26日 | 平日 13:55 - 15:50       | [ 注 48 ]           |
| 宮崎県         | 宮崎放送 (MRT)     | 2017年10月2日 - 2020年3月27日 | 平日 13:55 - 15:50       | [ 注 48 ]           |

2014年10月6日から2019年3月22日までは、基本として第1部（同時ネットパート＝平日 13:55 - 15:50）と第2部（関西ローカルパート＝平日 15:50 - 17:50）で構成。毎日放送では第1部・第2部、他局では第1部のみ放送していた。2019年4月1日から2020年3月27日までは、放送時間を全局で統一するとともに、同時ネット番組として全編を構成。2020年3月30日から最終回までの約1年間は、再び全編を関西ローカル番組として編成していた。

### ネット局向けの対応・連動企画
- 当番組を毎日放送以外のTBS系列局でも同時ネットで放送していた時期には、ネット局の視聴者からのメッセージを随時募集・紹介。毎日放送のアナウンサーには、氏名紹介の字幕に「MBSアナウンサー」という肩書を添えている。
- 天気予報を同時ネットパートで放送する場合には、ネット各局の放送対象地域にある地方気象台が発表した気象概況（主に週間予報）も伝えていた[コーナー 27]。ネット局でも、サービスエリア内で稼働している気象観測用カメラ（お天気カメラ）の映像を当番組向けに中継することや、当番組と連動した番組の放送や連動企画を実施することがあった。
- 同時ネットの実施期間中も、基本として関西ローカル放送のテイストを維持していた。ただし、毎日放送の放送対象地域（主に近畿地方）に特化した企画や特別番組で全編を構成する場合には、ネット局での放送をすべて休止。以下のように、ネット局の放送対象地域からの生中継を、5日間にわたるシリーズ企画として組み込むこともあった。
  - 2015年7月27日（月曜日） - 31日（金曜日）には、山中（27日 - 29日）・大吉（30日）・豊崎（31日）のリポートによる「横断!夏の北海道 連続5日間生中継スペシャル!」を第1部の後半（15時台）に放送（中継先は27日：苫小牧市、28日：蘭越町、29日：美瑛町、30日：弟子屈町、31日：中標津町）。28日の生中継では、当番組史上初めて、ドローンに搭載したカメラによる空撮も実施した。
  - 2017年2月6日（月曜日）から10日（金曜日）までの5日間は、広瀬をかつて気象予報士として活動していた北海道へ派遣。派遣期間中の第1部では、道内を西から東へ横断するルートに沿った生中継「リアル北海道くん」を連日実施するとともに、広瀬がリポートを担当した（6日・7日：札幌市・さっぽろ雪まつり大通公園会場[注 49]、8日：札幌市真駒内[注 50]、9日：占冠村[注 51]、10日：阿寒湖）[注 52]。
  - 2017年4月10日（月曜日）から14日（金曜日）までは、「おじゃったもんせ[注 53]!鹿児島～広瀬駿の旬をめぐるひとり旅～」と称して、広瀬を鹿児島県へ派遣。広瀬にとって初めての来県であったことから、同年3月下旬以降の「きょうのそらいろ」で視聴者から募集した情報を基に、県内各地からの生中継を第1部で連日放送していた（10日[注 54]：鹿児島市・鹿児島県立吉野公園、11日：鹿児島市桜島・有村溶岩展望所、12日：鹿屋市・錦江湾沖合[注 55]、13日：種子島・中種子町[注 56]、14日：中種子町・種子島宇宙センター[注 57]）。
- 2015年2月に開催された第66回さっぽろ雪まつりでは、当時同時ネットを実施していた北海道放送とのコラボレーション企画として「雪まつりつくろう」を実施。当時「ちちんぷいぷい運動部員」としてレギュラーで出演していた廣田・今岡・遠山が、大阪から札幌の雪まつり会場へ交互に派遣されながら、同局が例年展示している雪像作りの一端を担っていた。
- 宮崎放送でのネット開始当初（2017年10月以降の一時期）には、当番組のPRを兼ねて、ディレクターを当時のネット全局（北海道放送・南日本放送・宮崎放送）に常駐（1 - 2週間交代で各局に1名ずつ派遣）[67][68]。「ちちんぷいぷい駐在ディレクター」という肩書で、放送対象地域（北海道放送：北海道、南日本放送：鹿児島県、宮崎放送：宮崎県）内の話題・自然災害に関する独自取材や、一部コーナー向けのロケを一手に担っていた[69]。
- オープニングで放送されているタイトルムービーは、番組キャラクター「ぷいぷいさん一家」の描写を盛り込みながら、数回にわたって更新。2020年の4月改編時点では、宮崎放送で第1部の同時ネットを開始した2017年10月2日（月曜日）放送分から使用されているバージョンを流している。このバージョンでは、日本列島の地図のイラストを背景に用いながら、「ぷいぷいさん一家」の動きを通じて関西地方から（使用開始時点で）北海道・鹿児島県・宮崎県に向けて（第1部を）同時に放送していることを表現。北海道放送・南日本放送での同時ネット打ち切り後も、表現や描写を変えずに放送を続けていた。関西ローカル向けの番組として再スタートを切った2020年4月以降も、上記バージョンの使用を最終回まで継続。
- 宮崎放送での同時ネット最終日であった2020年3月27日（金曜日）放送分では、過去のネット局での終了時と違って、宮崎県内の視聴者に向けた挨拶をエンディングに設定。「宮崎のみなさんありがとうございました。ごきげんよう」というメッセージをPJに映しつつ、MCの河田が、同局とのコラボレーション企画を手短に紹介しながら関係者や視聴者への謝意を述べることによって同時ネットを終えた。

|          | 月曜                                                                    | 火曜                                                                    | 水曜                                                                    | 木曜                                                                      | 金曜                                                                    |
| -------- | ----------------------------------------------------------------------- | ----------------------------------------------------------------------- | ----------------------------------------------------------------------- | ------------------------------------------------------------------------- | ----------------------------------------------------------------------- |
| 13:55.00 | オープニング（『ひるおび!』 からステブレレスで直結）→トピックス紹介     | オープニング（『ひるおび!』 からステブレレスで直結）→トピックス紹介     | オープニング（『ひるおび!』 からステブレレスで直結）→トピックス紹介     | オープニング（『ひるおび!』 からステブレレスで直結）→トピックス紹介       | オープニング（『ひるおび!』 からステブレレスで直結）→トピックス紹介     |
| 14:05    | 当日の放送概要の紹介→きょうの☆印（金曜日のみ「ぷいぷい調査隊」 を内包） | 当日の放送概要の紹介→きょうの☆印（金曜日のみ「ぷいぷい調査隊」 を内包） | 当日の放送概要の紹介→きょうの☆印（金曜日のみ「ぷいぷい調査隊」 を内包） | 当日の放送概要の紹介→きょうの☆印（金曜日のみ「ぷいぷい調査隊」 を内包）   | 当日の放送概要の紹介→きょうの☆印（金曜日のみ「ぷいぷい調査隊」 を内包） |
| 14:20    | きょうの☆印（月3回）/ こちらお天気部（月1回）                           | きょうの☆印                                                             | きょうの☆印                                                             | きょうの☆印/ 美術館に行こう!（不定期）                                    | きょうの☆印（月3回）/ こちらお天気部（月1回）                           |
| 14:35    | クイズ!2時に知ってるつもり?!                                            | クイズ!2時に知ってるつもり?!                                            | クイズ!2時に知ってるつもり?!                                            | クイズ!2時に知ってるつもり?!                                              | クイズ!2時に知ってるつもり?!                                            |
| 14:45    | きょうのそらいろ                                                        | きょうのそらいろ                                                        | きょうのそらいろ                                                        | きょうのそらいろ                                                          | きょうのそらいろ                                                        |
| 14:50    | キッチンぷいぷい、きょうのプレゼント                                    | キッチンぷいぷい、きょうのプレゼント                                    | キッチンぷいぷい、きょうのプレゼント                                    | キッチンぷいぷい、きょうのプレゼント                                      | キッチンぷいぷい、きょうのプレゼント                                    |
| 15:05    | ヤマヒロの人生初○○（月3回）/ 京都美山里山ぐらし（月1回）                | 道案内しよッ!                                                           | 駅前シャッターチャンス                                                  | 昔の人は偉かった（月2回）/ とびだせ!えほん（月1回）/ 今日のダレ?（月1回） | ヤッター商店街!                                                         |
| 15:40    | ジャパネットたかた生放送ショッピング                                    | ジャパネットたかた生放送ショッピング                                    | ジャパネットたかた生放送ショッピング                                    | ジャパネットたかた生放送ショッピング                                      | ジャパネットたかた生放送ショッピング                                    |
| 15:44    | ぷいぷい調査隊→エンディング                                             | ぷいぷい調査隊→エンディング                                             | ぷいぷい調査隊→エンディング                                             | ぷいぷい調査隊→エンディング                                               | ○せぇ!YOU! →エンディング                                                |

「ぷいぷい調査隊」は当日出演のアシスタントが進行する街頭調査コーナーで、2019年4月の開始から同年8月の「夏休みウィーク」まで、月 - 金曜日に前半（14:05頃）・後半（エンディング直前）の2部構成で放送していた。前半は毎日放送本社M館の玄関前（放送上の呼称は「特設会場」）からの生中継方式で、スタッフが本番前に調査した結果の中間報告や、当日のテーマに該当する視聴者をエンディングまでに「特設会場」へ集めるための告知を実施。後半には、スタッフが調査した結果の最終報告や、前半の告知などに応じて毎日放送本社の玄関前に集まった一般人へのインタビューを放送していた。ただし、同時ネットの最終月（2020年3月）には、新型コロナウイルスの感染拡大に関連した企画へ差し替えている。
2019年4月から同年8月の「夏休みウィーク」までは、毎日放送のみ、当番組のスタジオセットからステブレレスで『ミント!』のオープニングトークを放送。重大ニュース・自然災害が発生した場合には、このようなやりとりを割愛したうえで『ミント!』の本編に入っていた。「夏休みウィーク」以降は、「ぷいぷい調査隊」の放送枠をエンディングの直前に集約させたことなどから、平常時にも当番組のエンディングと『ミント!』のオープニングを別々のセットから放送している。

## 出演者
放送中には、イラストレーターの川崎あっこが描いた出演者の似顔絵を、PJに随時映し出している。川崎は、2016年8月の「ちちんぷいぷい物産展」に向けて、番組開始から当時までのレギュラー出演者（総勢165名）全員の似顔絵を織り込んだ巨大な絵画を製作。4000回目の放送で紹介された後に、物産展の会場に展示された。

### 番組終了時点でのレギュラー・準レギュラー出演者
役割・名称は2020年4月以降の公式サイト内「出演者紹介」を参照。「 」内は番組内での愛称・肩書で、『おうちにいようよ（→あしたのために）　ちちんぷいぷい&ミント!』へのレギュラー出演者については当該項で詳述。

#### MC（2020年4月以降の総合司会）
いずれも毎日放送のアナウンサー。放送日や時間帯によっては、生中継（またはロケ）での取材を担当することや、特別企画に出演することもある。
山中真（月 - 水曜日、「ニュースな町の☆印」「南光さんと美術館へ行こう」のリポーターを兼務）
世界班メンバー（「リアル世界くん」リポーター）で、過去には「政治部キャップ」「“明るい経済部”部長兼記者」という肩書で出演。「金曜生中継」を放送していた時期には、『山中ゴエモン』とも呼ばれていた（詳しくは当人の項を参照）。
海外取材の経験が豊富で、「リアル世界くん」では北極・南極両大陸などからの生中継リポート、「忍者ハットトリックくん」と称してFIFAワールドカップ（2010年の南アフリカ大会・2014年のブラジル大会）の周辺取材を担当。2016年のリオデジャネイロオリンピックでも、遠山・廣田と共に周辺取材を任されていた。また、第4回大阪マラソン（2014年）・フルマラソンの部を2時間56分04秒で完走したことを機に、2017年から2019年まで火曜日の企画でトライアスロン（同年から始まった「大阪城トライアスロン」など）に挑戦していた。
2017年3月28日から2019年3月22日までは、当番組への出演を続けながら、『VOICE』でも毎週火曜日（2017年5月12日以降は毎週金曜日）に冠コーナー「山中経済研究所」のキャスターを担当していた。同番組が終了した2019年4月改編から、月・火曜日のMCに就任。2020年1月以降の担当日には、「山中真の4ちゃんねる」（私用で購入したハンディカメラでの映像撮影を兼ねた単独取材企画）が、「きょうの☆印」に不定期で放送されていた。同年4月1日からは、水曜日にもMCを担当。
『ちちんぷいぷい5000回　5000人とつながりたいスペシャル』内の街頭インタビューロケ企画「クイズ!『ちちんぷいぷい』のダメなところを街の人に聞いてみたら　けっこうガチでひざがガクガクしてます（GHG）スペシャル」で番組スタッフが山中の課題を聞いたところ、「トーク力」という回答が最も多く寄せられていた。
「フィナーレウィーク」では、月 - 水曜分（2021年3月8 - 10日）でMCを務めたほか、最終回で「グランドフィナーレ」の進行を任されていた。
河田直也（木・金曜日、「ニュースな町の☆印」「昔の人は偉かった」「SDGsのススメ」のリポーター・「今日のダレ WHO ARE YOU?スペシャル」のインタビュアーを兼務）
過去には「“ぷいぷい運動部”副キャプテン」「花の応援マン」という肩書で出演していたほか、木曜日にニュースキャスター、水曜日（2011年10月 - 2017年3月）や金曜日で生中継リポートを担当。2010年10月からくっすんとのコンビで「昔の人は偉かった」のリポーターを務めているほか、2016年度以降は「Enjoy! ホームパーティー」（オールロケによる月1回→年4回放送の料理企画） でパーティー料理の調理に挑戦していた。
2011年には「河田直也の60日間ほぼ世界一周 昔の人は偉かったザ・ワールド」、「花の応援マン」としてはロンドン（2012年）・ソチ（2014年）の両オリンピックで海外取材を経験。金曜日には、2014年4月から西と共同でMCを担当したことを皮切りに、2016年4月から単独でMCを務めていた。
2019年度には水・木曜日でもMCを担当していたが、2020年度から木・金曜日のMCへ再び異動。『ちちんぷいぷい5000回　5000人とつながりたいスペシャル』では、「A（ええ）おっさん」と称して、「5000人とつながりたい　私のアニバーサリー」（視聴者にとっての記念日を紹介する特別企画）の特命大使（Anniversary Ambassador）に任命されていた。その一方で、前述した「GHGスペシャル」で番組スタッフが河田の課題を聞いたところ、「根性」という回答が最も多く寄せられていた。
「フィナーレウィーク」では、木・金曜分（2021年3月11・12日）でMCを務めたことから、放送上歴代最後のMCになった。

#### 気象キャスター（2020年8月以降）
南気象予報士事務所 と番組内部署の「ぷいぷいお天気部」に所属しながら、「MBS気象情報部　気象予報士・防災士」という肩書で、「きょうのそらいろ」（天気予報コーナー）を中心に出演。
前田智宏（月 - 金曜日）
2018年4月2日から、「ちちんぷいぷいフィールド予報士」という肩書で全曜日に出演。2018年7月からは、「ぷいぷいお天気部」の部員として、「こちらぷいぷいお天気部!!」の取材リポートも担っていた。
「フィールド予報士」としては、2019年3月までは、当時の第2部のエンディングで生中継方式の天気予報（「ちょっとええ景色で天気予報」→　「マエダ天気」）を担当していた。この方式の天気予報が「空見てミント!」という名称で『ミント!』へ移動した同年4月以降も、月曜日には当番組の「きょうのそらいろ」に出演。それまで隔週で水曜日に放送されていた「こちらぷいぷいお天気部!!」については、2020年3月で終了するまで、月曜日で放送する場合に取材報告を担当していた。
2020年4月以降は、広瀬駿（南気象予報士事務所・「MBS気象情報部」における同僚）との隔週交代で月 - 金曜日を暫定的に担当した後に、6月から当番組と『ミント!』での担当曜日を木・金曜日に変更。『ミント!』の月 - 金曜日で担当していた「空見てミント!」も、スタジオからの生放送へ変更されたことに伴って、木・金曜日にのみ出演していた。
2020年8月第3週の『ちちんぷいぷい&ミント!夏休みウィーク 夏の自由すぎ研究』から、前田が当番組、広瀬が『ミント!』の天気予報・気象解説を全曜日で分担する体制へ移行。これを機に、広瀬は当番組、前田は『ミント!』へのレギュラー出演を事実上終了した。
「フィナーレウィーク」中では、「フィールド気象予報士」時代のトレードマークだった黄色のウィンドブレーカー（出演開始当初の生中継で着用）を連日身に付けながら、「きょうのそらいろ」をスタジオで担当していた。

#### 解説者・ぷいぷい顧問団（2019年4月以降）

##### ニュース解説者
立岩陽一郎（水曜日）
2017年9月に「ぷいぷい顧問団」として初めて出演した後に、同年10月から2019年3月まで第1部（ニュースパートおよび「Today's VOICE」）月 - 水曜日のニュース解説を担当。2019年4月以降は全編へのレギュラー出演日を水曜日に限っているが、他曜日や『ミント!』で政治・外交関連の話題を取り上げる場合にも、解説者としてコーナー単位で随時登場している。
当番組での愛称は「立（たて）さん」で、毎日放送では、『子守康範 朝からてんコモリ!』（ラジオの平日早朝生ワイド番組）の金曜日にも2019年1月からレギュラーで出演している。2020年アメリカ合衆国大統領選挙では、選挙戦の終盤から現地での取材リポートを担当。「フィナーレウィーク」中には、2021年3月10日（水曜日）放送分でスタジオへ出演していたほか、「ディープOSAKA徹底調査」（なるみ・八光と一緒に臨んだロケ企画）が同日に放送された。
『ちちんぷいぷい5000回　5000人とつながりたいスペシャル』の放送を控えていた2020年9月上旬に、水曜日の放送で「5000人とつながりたい　私のアニバーサリー」に向けた写真の投稿を視聴者へ募集したところ、現在の妻と当番組の第1回放送日（1999年10月11日）に結婚したことを告白。当日の結婚式で撮影された妻とのツーショット写真を公表した。この写真は、『5000人とつながりたいスペシャル』の放送中にも、「5000人とつながりたい　私のアニバーサリー」の1枚としてスタジオで展示された。
三澤肇（金曜日）
毎日放送東京支社報道部所属の解説委員（政治・災害担当）で、当番組には、「リアル世界くん」名義で放送されたスタジオ解説企画などへの不定期出演を経て、本社報道局から東京支社の報道部へ異動した2017年7月から2019年3月まで「三澤は見たっ!」（国政・裁判関連の中継リポートやスタジオ解説）という冠コーナーも担当していた。
2019年4月以降は、当番組に続いて『ミント!』へ出演。金曜以外の曜日でも、政治や国政・地方選挙の話題を扱う場合に、毎日放送東京支社スタジオなどからの生中継やスタジオへ登場することがあった。「フィナーレウィーク」前週の2021年3月5日放送分で、『ミント!』（当日が本編の最終回）と合わせて出演を終了。

##### ぷいぷい顧問団
活動のパターンは、当番組スタジオへの登場、毎日放送東京支社スタジオからの生中継、「☆印」などの企画に対するコメントの提供など多岐にわたる。2014年4月から2019年3月までは、「ぷいぷい顧問団」のうち1名が、（当番組へ出演しない日を含めて）日替わりで『VOICE』のコメンテーターを務めることも多かった。
- 池上彰 （ジャーナリスト、元NHK社会部記者）- 2011年4月に全てのレギュラー番組を降板。当番組も一時卒業したが、10月から再び「ぷいぷい顧問団」に復帰した後は、『ちちんぷいぷい特別編 池上彰さんに聞く世界のハテナ?』（「リアル世界くん」の総集編を兼ねた特別番組）にのみ登場していた。
- 宮本勝浩（大阪府立大学名誉教授） - 当初は水曜日、2014年4月からは水・金曜日を中心に出演。その後は、主な研究分野である経済効果の話題を取り上げる場合にスタジオへ登場するか、独自で算出したデータを提供していた。
- 玉木正之（スポーツライター） - 2003年3月から出演。当初は隔週で金曜日に登場していたが、後に全ての曜日へ出演。
- 小宮一慶（経営コンサルタント、明治大学大学院客員教授）-  2005年から主に水曜日、2018年10月からは月曜日に出演。
- 岩井奉信（日本大学法学部教授） - 2007年4月から、金曜日で出演を開始。スタジオへ登場するたび趣味の鉄道に関する話を披露するほか、過去には鉄道関連のロケ企画に登場することもあった。
- 福本容子（毎日新聞東京本社論説委員→客員編集委員） - 2019年3月までは水曜日、同年4月からは隔週で木曜日に出演。2020年4月改編以降の出演日には、当番組に続いて、『ミント!』の本編でもパネラーを務めていた。同年10月15日放送分で、出家したことを公表。得度を機に「清容」という法名を受けているが、当番組には本名で出演を続けていた。
- 坪田信貴（教育者・坪田塾塾長・吉本興業社外取締役） - VTRでの出演を経て、2017年10月2日放送分から月曜日を中心に出演。毎日放送では、2015年4月から2018年9月まで、『上泉雄一のええなぁ!』の火曜日で上泉のパートナーを務めていた（後任は同業者の村瀬哲史）。2020年3月まではスタジオへ定期的に登場していたが、同年4月以降はVTRなどでの不定期出演に再び移行。
- 斉藤貞三郎（さいとう ていざぶろう、毎日新聞大阪本社編集局次長→制作技術局長[71]） - 2019年4月から、福本と交互に木曜日へ登場。毎日放送では、『子守康範 朝からてんコモリ!』の火曜日[人 2] にも、2014年4月から2019年6月までレギュラーパネラーとして出演していた。制作技術局長への就任後も、放送上は「毎日新聞大阪本社　元・編集局次長」という肩書を使用。

###### 備考
スタジオへ登場する「ぷいぷい顧問団」や「ニュース解説者」は、2019年3月まで基本として、「キッチンぷいぷい」やバラエティ系のロケコーナーを放送する時間帯に出演していなかった。放送時間が短縮された2019年4月改編からは、毎週水曜日に立岩、毎週金曜日に三澤、残りの曜日に以上の「ぷいぷい顧問団」が週替わりで1名ずつ登場。「キッチンぷいぷい」の試食にも参加するようになった。その一方で、2017年10月から2019年3月までの木曜日 には、基本として「ぷぷい顧問団」や「ニュース解説者」をスタジオへ迎えずに生放送を進行していた。
「☆印」の話題によっては、「ぷいぷい主治医」という肩書で服部益治（兵庫医科大学病院小児科の医師→医療福祉センターさくら院長）、「ぷいぷい顧問団」に準ずる役割でいちのせかつみ（ファイナンシャルプランナー）などの専門家・有識者がパート単位で出演することもあった。
水産・魚類関係の話題を扱う場合には、京都大学への在学中に水産学を専攻していた 尾嵜豪（毎日放送気象情報部長→報道局解説委員→事業局事業部長）が、「お魚博士」と称して生中継・VTRによるリポートやスタジオでの解説を通算で100回担当（最後の出演は2021年3月2日＝火曜日の須磨海浜水族園取材リポート）。一時は、「お魚博士」の名義でレギュラーコーナーを持っていた。
大相撲をめぐる問題を扱う場合には、他局で大相撲中継の実況やダイジェスト番組に携わっていたベテランのフリーアナウンサー（杉山邦博や山崎正）が出演したり、「☆印」にコメントを寄せたりしている。また、将棋に関する話題を扱う場合に、神吉宏充（兵庫県加古川市出身の棋士）や日本将棋連盟関西本部所属の現役棋士がスタジオや生中継で解説役を務めることがあった。
2014年から2017年10月のリニューアルまでは、国政関連の話題を取り上げる場合に、「国会王子」という異名を持つ武田一顯（当時はTBSラジオの国会担当記者）が毎日放送東京支社スタジオからの生中継やスタジオへ随時出演。大吉による国政関連の取材に同行することもあった。2017年10月以降は、同年7月から東京支社へ赴任した解説委員の三澤が、国政関連の取材を一手に担っていた。
当番組の初期に毎日放送のアナウンサーとして定期的に出演していた大八木友之 も、同局がJNNパリ支局を開設した2017年10月から初代の支局長としてパリへ赴任したことを機に、ヨーロッパ各地からの生中継や取材リポートで当番組に随時登場していた。
かつては、「☆印」で芸能関係の事件・訴訟を取り上げた際に、TBSテレビの芸能統括デスク（宇津木員夫→稲垣吉昭）からの電話リポートを放送していた。現在は、芸能ジャーナリストとして大阪を拠点に活動する中西正男（元『デイリースポーツ』芸能担当記者）が、スタジオで解説したり、コメントを寄せたりすることで対応していた。

##### スポーツ解説者
宮前徳弘（みやまえ なるひろ、放送上の通称は「スポーツのおっちゃん」）
毎日放送スポーツ局の解説委員で、リオデジャネイロオリンピックの開幕直前（2016年8月5日放送分）からスタジオ解説を随時担当。同年10月から2017年3月までは、「フレフレスポーツ! 宮前見る前」という冠コーナーが、毎週金曜日の第2部に編成されていた。
2017年度以降は、毎日放送が関与するスポーツイベント（全国高校ラグビーなど）を紹介する場合を中心に不定期で出演。2018年度までプロ野球シーズン中に放送されていた「ぷいぷい with Tigers」では、後述するプロ野球解説者が出演しない場合に、スタジオ解説を担当することがあった。

###### 備考
テニス関連の話題では沢松奈生子（火曜パネラー：兵庫県西宮市出身の元・女子プロテニス選手）、ラグビー関連の話題では大畑大介（月曜パネラー兼『全国高校ラグビー』ハイライト番組キャスター：大阪市城東区出身の元・神戸製鋼コベルコスティーラーズ選手）が、上記の「顧問」と同じパターンで解説役を担っていた。
2013年度から2018年度までは、プロ野球シーズンを中心に、阪神タイガース関連の応援・情報コーナー（2013年度のみ「ぷい虎 withタイガース」）を全曜日で編成。阪神OBの毎日放送野球解説者（亀山つとむ・遠山奬志・八木裕・今岡誠）が、スタジオ解説や春季キャンプのリポートを担当。山本浩之がMCを務めていた時期（2017年11月以降）には、『スーパーニュースアンカー』木曜日の第1部コメンテーターとして山本と共演していた金村義明 が、水曜日の全編にパネラーとして出演することもあった。
2017年10月から2019年3月まで「ぷいぷいリポーター」という肩書で金曜日に出演していた市川いずみ（オフィスキイワード所属のフリーアナウンサー、元・山口朝日放送アナウンサー）は、フリー転身直後の2015年に『みんなの甲子園』（選抜高等学校野球大会のダイジェスト番組）でナビゲーターを務めるほど高校野球への造詣が深いことを背景に、2018年から高校野球・プロ野球ドラフト会議関連のスタジオ解説・取材も任されている。リポートの模様は、同年のみ当番組、2019年・2020年に『ミント!』でドラフト会議の当日（毎年10月中 - 下旬の木曜日）に放送。

#### 曜日別レギュラー出演者（2020年11月以降）
放送上の総称は「ちちんぷいぷいファミリー」で、略称は「ぷいぷいファミリー」。

公式サイト内で「ちちんぷいぷいファミリー」として紹介されている出演者を中心に記載。

（新旧のレギュラーアナウンサーを含む）毎日放送の現役アナウンサーが週替わりで調査ロケやスタジオ報告を担った「へぇ～のコトノハ」「SDGsのススメ」への出演者については後述。
◎：出演時点で毎日放送アナウンサー

○：出演時点で毎日放送報道局に所属する解説委員・記者

※：「リアル世界くん」、世界一周企画、スポーツの国際大会における周辺取材企画のリポーター経験者
☆：2020年4月以降に新加入

■：2020年4月から出演曜日を変更

□：2020年4月以降にレギュラー出演を再開

▽：当番組の出演日には『ミント!』にも出演

▼：「フィナーレウィーク」中もスタジオ・生中継・ロケ企画へ出演
| 月曜 | 火曜                                                            | 水曜                                                                  | 木曜 | 金曜 |
| アシスタント | アシスタント                                                    | アシスタント                                                          | アシスタント | アシスタント |
| --- | --------------------------------------------------------------- | --------------------------------------------------------------------- | --- | --- |
| - 松川浩子◎▼ （「ニュースな町の☆印」の取材リポートも随時担当） | - 松川浩子◎▼ （「ニュースな町の☆印」の取材リポートも随時担当）  | - 松川浩子◎▼ （「ニュースな町の☆印」の取材リポートも随時担当）        | - 古川圭子◎▼ | - 松本麻衣子◎※▼ |
| レギュラーコメンテーターズ（曜日レギュラー） |                                                                 |                                                                       | | |
| - ハイヒールリンゴ▼ - 村上ショージ▼ - 大畑大介※▼ - 大宮エリー▼ - 有野晋哉▼（よゐこ） - ナジャ・グランディーバ▼ | - ロザン▼（宇治原史規▽・ 菅広文▽） - トミーズ健▼ - 沢松奈生子※▼ | - なるみ▼ - 大平サブロー▼■ - 月亭八光▼ - 前川清▼ - 小林祐梨子☆        | - ピーコ▼ - 桂南光▼ - 未知やすえ▼ - 酒井藍 - 西川かの子 | - ハイヒールモモコ▼ - 桂吉弥▼ - 間寛平▼ - 宇都宮まき - ヒロ寺平■▼                                                                |
| ニュースキャスター |                                                                 |                                                                       | | |
| 上田悦子◎□▽ | 上田悦子◎□▽                                                     | 上田悦子◎□▽                                                           | 玉巻映美◎□▽ | 玉巻映美◎□▽ |
| 「フレフレスポーツ」取材リポート・進行担当 |                                                                 |                                                                       | | |
| （不定期で編成） | （不定期で編成）                                                | （不定期で編成）                                                      | - 三ツ廣政輝◎□※▼ - 川地洋平◎☆▼ （上記のアナウンサーから1名が ロケ取材とスタジオ報告を担当） | - 藤林温子◎□ （阪神タイガース関連のみ担当） - 川地洋平◎☆▼ （阪神関連以外の スポーツを担当）                                      |
| （「へぇ～のコトノハ」「フレフレスポーツ」「SDGsのススメ」以外の）コーナーリポーター・進行担当 |                                                                 |                                                                       | | |
| - 山中真◎※▼ （「お笑いリンゴスター」の進行） | - ロザン▼ （「道案内しよッ!」）                                 | - 清水麻椰◎□▼ - 野嶋紗己子◎□▼ （「しみのじ新発見」を 隔週交代で担当） | - 河田直也◎※ （「今日のダレ」） - 山本浩之■▼ （「ヤマヒロの人生初○○」 「ヤマヒロの里山ぐらし」 「スポーツ偉人伝心」） - 市川くん■ （女と男・市川義一： 「ヤマヒロの里山ぐらし」の VTRにのみ出演） - 長谷川義史▼（月2回： 「とびだせ!えほん」の VTRにのみ出演） - 桂南光▼ - 山中真◎※▼ （いずれも不定期： 「美術館に行こう」） | - 河田直也◎※▼ - 楠雄二朗■▼ （いずれも「昔の人は偉かった」） - マルセイユ▼（津田康平・別府貴之） （「試セイユ」「金曜キッチン」） |
| スタジオアシスタントは、「きょうの☆印」のVTRナレーターを兼務。 2019年度の担当日には、「ぷいぷい調査隊」の中継リポートも担当していた。 本来の担当曜日にスタジオへ出演できない場合には、他曜日担当のアシスタントなどが代演していた。 （アシスタントを含む）レギュラーアナウンサーは、「へぇ～のコトノハ」をはじめ、 本来の担当以外の曜日で生中継やロケ企画のリポートを担当することもあった。 「リアル世界くん」では、レギュラーアナウンサー、レギュラーパネラー、 毎日放送報道局の記者 が海外取材を担当することもあった。 |                                                                 |                                                                       | | |

##### 「ぷいぷい料理人」
2020年3月まで放送されていた「キッチンぷいぷい」からの続投扱いで、同年4月から週替わりで「金曜キッチン」に1名が登場。「チャチャっと定番!おうちごはん」にも1週につき1名がVTRで出演していたほか、「キッチンぷいぷい」ベースの毎日放送限定コラボレーションCMに登場することがあった。
- 卜部吉恵[人 49]
- 中辻利宏[人 50]
- 浦上浩[人 51]
- 王憲生[人 52]
- 松下平[人 53]

##### サポーティングメンバー
上記の「ぷいぷいファミリー」以外で定期的にパネラーを務める人物、ロケ企画限定で定期的に出演する人物、「キッチンぷいぷい」→「金曜キッチン」・特別企画などで出演を続けるかつての「ぷいぷいファミリー」を記載。
- 桂ざこば - 番組開始当初から2014年3月までは、なるみと共に、長らく月曜に出演していた。前述の事情から、2019年4月以降は「ぷいぷいファミリー」として扱われていないが、「ぷいぷい落語会」には登場。2017年5月にスタジオ出演を休止してからも、ロケ企画にナレーターやゲストで出演することがあった。「フィナーレウィーク」中も、第3日（2021年3月10日）に放送された「山中真の師匠、どうか連れ回されて下さい～きょうは最低5000歩!～」（レギュラー出演の期間中に「連れ回し」と称して山中と担当していたロケ企画の復活版）のロケに登場。
- 水野真紀 - 『水野真紀の魔法のレストラン』（毎日放送の関西ローカル向け料理番組シリーズ）との合同企画を祝日に放送する場合を中心に出演。関西ローカル限定で放送する日に同番組との連動企画を「キッチンぷいぷい」で実施した場合には、同コーナーのアシスタントも兼ねるため、通常はアシスタントを務める女性アナウンサーも他のパネラーと共に試食役を担っていた。
- 西川貴教 - 滋賀県の出身。2012年4月から、月に1回のペースで、金曜日の全編に出演していた。2014年4月からは、自身が取り仕切る「イナズマロックフェス」のPRを兼ねた不定期出演に移行。ロケ企画に登場することもあった。
- 桂南天[人 54]  - 「昔の人は偉かった」のナレーターを最終回まで担当したほか、「ぷいぷい落語会」にも第1回から出演。2017年10月から2019年3月までは、「ぷいぷいファミリー」扱いで月曜日のパネラーを務めていた。
- 江崎美恵子（料理研究家） - 江崎グリコ社長・江崎勝久の妻で、「Let'sランチパーティー」（2016年度に月1回水曜日で放送）→「Let's おうちパーティー」（2017年12月から年に4回金曜日→木曜日に放送）のロケVTR限定で河田と共に出演。いずれの企画でも、兵庫県芦屋市にある自宅や敷地をロケに使用していた。
- 林健（ギャロップ ） - 「ヤマヒロの京都美山里山ぐらし」のロケVTRにのみ随時登場。「後頭部がヤマヒロ（山本浩之）に似ている」という理由から、「ヤマヒロの影武者」と呼ばれていた。
- 伊原六花 - 「バブリーダンス」で2017年に脚光を浴びた大阪府立登美丘高等学校ダンス部の元主将として、「もう興奮させんといて～」へゲストで随時出演。卒業を機に東京で女優としての活動を本格的に始めたことを背景に、上京直後の同年4月から9月まで、「六花&石原の大阪にないもん見つけました」（金曜日に月に1回東京で収録していたロケコーナー）のロケVTRにのみ登場していた。同コーナーの終了後に、「キッチンぷいぷい」のゲスト扱いでスタジオ出演を再開。
- 大友康平 - 2017年10月4日から2019年3月まで、前川と交互に水曜日の全編へ出演。「駅前シャッターチャンス」のロケにも定期的に登場していた[人 55]。2019年度以降は、西川と同じパターンで、HOUND DOGのPRを兼ねた不定期出演に移行。
- 石原裕美子（チキチキジョニー） - 「もう興奮させんといて～」へのゲスト出演をきっかけに、2018年4月から9月まで、伊原とのコンビで「六花&石原の大阪にないもん見つけました」のリポートを担当。ロケVTRにしか登場しない伊原に代わって、スタジオにも出演していた。コーナー終了後も、単独（または河田とのコンビ）で「きょうの☆印」などのロケ企画で、リポーターを随時担当。
- ギャル曽根 - 毎日放送の放送対象地域・京都府舞鶴市の出身。ゲストとしての不定期出演を経て、2018年10月から2019年3月まで木曜日の全編に登場。月に1回のペースで『ミント!』のパネラーを務める2019年4月以降も、当番組の金曜分をハイヒールモモコが休演する場合には、当番組限定（モモコの代役扱い）でパネラーとして出演していた。

以下の人物は、リポーターを務めるコーナーが2019年3月で終了してからも、当番組と『ミント!』に随時出演。
- 中間淳太（ジャニーズWEST） - 2015年10月9日放送分から、隔週金曜日に出演。体験ロケ企画（「密着わくわく1日」→ 「密着まるまる1日」→「じゅん愛いきもの係」）のリポーターも務めた。『ミント!』で隔週金曜日にパネラーを務めるようになった2019年4月以降も、ジャニーズWESTとしての活動で、当番組にゲストで随時出演。
- 三戸なつめ - 2015年から不定期で出演した後に、2016年4月から2017年9月までスタジオパネラーとして月曜日にレギュラーで出演。2017年10月から出演曜日を火曜日へ変更するとともに、所属事務所（アソビシステム）の先輩でもある近藤夏子との隔週交代で、2019年3月まで「とっておきスイーツ」（詳細後述）のリポーターを担当。2015年10月から福島と共に「+ music」（毎日放送が音楽を主体に展開するテレビ・ラジオ・イベント連動型キャンペーン）のナビゲーターを任されていた関係で、「平成ベストソング」のVTRナレーターやリポーターを務めた。

##### サポーティングアナウンサー
当番組のMC・アシスタント・ニュースキャスターを経験した現役アナウンサーについては後掲項を参照。
2020年4月改編で新設された「へぇ～のコトノハ」では、母体番組の『コトノハ図鑑』と同じく、（上記の人物を含む）放送時点での毎日放送の現役アナウンサーから2名がコンビで調査ロケを担当。ロケを担当しないアナウンサーから、1名をロケVTRのナレーターに起用していた。
「SDGsのススメ」では、以下のアナウンサーが、1人につき1つの項目でロケ取材を担当することになっていた。しかし、実際には「フィナーレウィーク」前週（2021年3月1日）までの5か月間しか放送できなかったため、◎印を付けた人物以外のアナウンサーには取材の機会がなかった。
☆：放送開始（2020年10月）の時点で当番組にレギュラー出演

※：放送開始の時点で『ミント!』にレギュラー出演

★：放送開始前の時期に当番組へのレギュラー出演を経験

以下の「　」は国連がSDGsの目標として定めている項目、数字は項目番号に該当。前述した事情から、複数の目標を含む取り組みを、1回の取材と放送で取り上げることもあった。
- 1「貧困をなくそう」：大吉洋平※★ - 『ミント!』のMCと兼務
- 2「飢餓をゼロに」：清水麻椰☆◎
- 3「すべての人に健康と福祉を」：西村麻子※★◎[人 56] - 『ミント!』水  - 金曜日のアシスタントと兼務
- 4「質の高い教育をみんなに」：三ツ廣政輝☆※◎
- 5「ジェンダー平等を実現しよう」：松本麻衣子☆
- 6「安全なトイレを世界中に」： 森本尚太 ☆※[人 57]- 入社後に「将棋ウォーズ」でアマチュア1級と認定されたことから、2020年7月から木・金曜日を中心に、将棋関連などの生中継や取材リポートでも随時出演。
- 7「エネルギーをみんなに　そしてクリーンに」： 福本晋悟★[人 58]
- 8「働きがいも　経済成長も」：山崎香佳※◎
- 9「産業と技術革新の基盤をつくろう」：金山泉[人 59]★
- 10「人や国の不平等をなくそう」：川地洋平☆
- 11「住み続けられるまちづくりを」：福島暢啓★◎[人 60] - 昭和歌謡への造詣が深いことから、2020年4月から不定期の出演へ移行してからも、演歌系の歌手が放送中にスタジオで歌唱する場合の進行役などで随時登場。『住人十色』（住人のこだわりの強さが感じられる住宅や部屋を紹介するテレビ番組）の「訪問者」（ロケリポーター）なども兼務している。
- 12「つくる責任　つかう責任」：藤林温子☆◎ - 当番組での放送期間中は、最も多く取材を任されていた。
- 13「気候変動に具体的な対策を」：玉巻映美☆※◎ - 「Newsミント!」木 ・金曜日のサブキャスターも兼務
- 14「海の豊かさを守ろう」：上田悦子☆※◎ - 「Newsミント!」月 - 水曜日のサブキャスターも兼務
- 15「陸の豊かさも守ろう」：野嶋紗己子☆※◎ - 『ミント!』月・火曜日のアシスタントや木・金曜日のリポーターも兼務
- 16「平和と公正をすべての人に」：河本光正※★[人 61]
- 17「パートナーシップで目標を達成しよう」：河田直也☆◎

この他にも、以下のアナウンサーが、「SDGsのススメ」以外の企画へ随時登場していた。
- 馬野雅行 - 2009年度のナイターオフ期間にパーソナリティを務めた『MBSたびぐみ とっておき旅ラジオ』との連動企画として2010年1 - 3月の金曜日に放送された『週末ウォーカー』のうち、「週末は電車に乗ろう」担当として隔週金曜日に出演。スポーツアナウンサーながら自他共に認める鉄道ファンで、以前から鉄道関係の話題を扱う際に、不定期で取材・中継を担当していた。レギュラー出演を終了した後も、スポーツ関連の生中継・鉄道関係の企画（2017年度からは「行けばわかるさ　絶景散歩」など）に登場したり、「ミスター緊張感」と銘打って特別企画で進行役を務めたりしていた。2015年3月には、JR関連の大きなイベント（トワイライトエクスプレスの引退・北斗星の定期運行終了・北陸新幹線の営業開始）が相次いだ関係で、トワイライトエクスプレス最終運行のリポート（前述）や第1部（きょうの☆印）でのスタジオ解説を担当した。2019年7月から、毎日放送のアナウンス部長を兼務。

### パーソナリティ（MC）・アシスタント・レギュラーキャスターの変遷
◎：2021年3月の番組終了時点で毎日放送の現役アナウンサー（初出のみ）
| 担当期間 | 担当期間  | 月曜日                   | 火曜日                   | 水曜日            | 木曜日            | 金曜日          |
| --- | --------- | ------------------------ | ------------------------ | ----------------- | ----------------- | --------------- |
| 1999.10.11 | 2006.3.31 | 角淳一                   | 角淳一                   | 角淳一            | 角淳一            | 角淳一          |
| 2006.4.3 | 2006.9.29 | 角淳一 上泉雄一◎1        | 角淳一 上泉雄一◎1        | 角淳一 上泉雄一◎1 | 角淳一 上泉雄一◎1 | 上泉雄一        |
| 2006.10.2 | 2007.3.30 | 角淳一                   | 角淳一                   | 角淳一            | 西靖◎2            | 上泉雄一        |
| 2007.4.2 | 2010.10.1 | 角淳一                   | 角淳一                   | 角淳一            | 西靖              | 西靖            |
| 2010.10.4 | 2011.9.30 | 角淳一                   | 角淳一                   | 西靖3             | 西靖3             | 西靖3           |
| 2011.10.3 | 2014.4.4  | 西靖                     | 西靖                     | 西靖              | 西靖              | 西靖            |
| 2014.4.7 | 2015.7.31 | 山本浩之 西靖4           | 山本浩之 西靖4           | 山本浩之 西靖4    | 山本浩之 西靖4    | 西靖 河田直也◎5 |
| 2015.8.3 | 2016.4.1  | 山本浩之                 | 山本浩之                 | 山本浩之          | 山本浩之          | 西靖 河田直也◎5 |
| 2016.4.4 | 2017.9.29 | 山本浩之                 | 山本浩之                 | 山本浩之          | 山本浩之          | 河田直也        |
| 2017.10.2 | 2019.3.29 | 山本浩之 7 大吉洋平◎6・8 | 山本浩之 7 大吉洋平◎6・8 | 山本浩之 山中真◎6 | 山本浩之 山中真◎6 | 河田直也        |
| 2019.4.1 | 2020.3.27 | 山中真                   | 山中真                   | 河田直也          | 河田直也          | 河田直也        |
| 2020.3.30 | 2021.3.12 | 山中真                   | 山中真                   | 山中真            | 河田直也          | 河田直也        |
| - 山本はフリーアナウンサー。角は2006年4月まで毎日放送アナウンサー、2011年9月まで同局の専属パーソナリティとして出演。それ以外の人物は、担当時点で毎日放送のアナウンサー。 - 1 『っちゅ～ねん!』の総合司会から復帰した関係で、2005年度に同番組を放送していた14時台で進行を担当。ただし、2006年8月頃からは、担当曜日を月曜日に限っていた。 - 2 放送上は、角が胆石などの手術と療養から復帰した2017年7月末から、角の代理扱いで進行を担当。 - 3 2010.9.15から2011.9.30までの水曜日には、角もパネラーとして出演。 - 4 オープニングから15時台前半まで、山本と共同で進行。 - 5 オープニングから15時台前半までは、西と共同で進行。以降はエンディングまで単独で進行。 - 6 第1部（同時ネットゾーン）のニュースパート（2018年1月から「これどうなん?ニュース10」）のみ、山本と共同で進行。 - 7 メインパーソナリティからの勇退後も、月曜日の冠ロケコーナーにのみレギュラー出演を継続。 - 8 『ミント!』MCへの異動を機に降板。 |           |                          |                          |                   |                   |                 |

| 担当期間 | 担当期間   | 月曜日       | 火曜日         | 水曜日       | 木曜日        | 金曜日      |
| --- | ---------- | ------------ | -------------- | ------------ | ------------- | ----------- |
| 1999.10.11 | 2000.9.29  | 関岡香◎      | 高井美紀◎ 西靖 | 松井愛◎      | 古川圭子◎     | 岩城潤子1   |
| 2000.10.2 | 2003.3.28  | 関岡香◎      | 西靖◎2         | 松井愛◎      | 古川圭子◎     | 武川智美◎   |
| 2003.3.31 | 2004.3.26  | 関岡香◎      | 西靖◎2         | 上田悦子◎3   | 松川浩子◎3    | 武川智美◎   |
| 2004.3.29 | 2005.4.1   | 関岡香◎      | 西靖◎2         | 小野陶子     | 古川圭子4     | 武川智美◎   |
| 2005.4.4 | 2005.6.30  | 関岡香◎      | 小野陶子       | 松井愛4      | 古川圭子4     | 武川智美◎   |
| 2005.7.1 | 2005.9.30  | 関岡香◎      | 上田たかゆき◎  | 松井愛4      | 古川圭子4     | 小野陶子3   |
| 2005.10.3 | 2006.3.31  | 関岡香◎      | 上田たかゆき◎  | 松井愛4      | 古川圭子4     | 八木早希3   |
| 2006.4.3 | 2006.9.29  | 八木早希     | 小野陶子5      | 松井愛4      | 古川圭子4     | 八木早希3   |
| 2006.10.2 | 2007.9.28  | 八木早希     | 松川浩子       | 松本麻衣子◎3 | 松川浩子3     | 八木早希3   |
| 2007.10.1 | 2008.3.28  | 武川智美3・4 | 松本麻衣子3    | 松井愛4      | 古川圭子3・4  | 八木早希3   |
| 2008.3.31 | 2009.3.27  | 上田悦子3    | 古川圭子       | 松井愛4      | 松本麻衣子3   | 八木早希3   |
| 2009.3.30 | 2009.9.25  | 上田悦子3    | 古川圭子       | 松井愛4      | 松川浩子6     | 八木早希3   |
| 2009.9.28 | 2010.4.2   | 古川圭子     | 上田悦子       | 松井愛4      | 前田阿希子3   | 八木早希3   |
| 2010.4.5 | 2010.9.24  | 古川圭子     | 松本麻衣子3    | 松井愛4      | 前田阿希子3   | 八木早希3   |
| 2010.9.27 | 2012.3.30  | 古川圭子     | 松本麻衣子3    | 松井愛4      | 前田阿希子3   | 吉竹史7     |
| 2012.4.2 | 2014.3.28  | 上田悦子6    | 松本麻衣子3    | 松井愛4      | 古川圭子      | 前田阿希子  |
| 2014.3.31 | 2014.9.26  | 松川浩子4    | 松本麻衣子3    | 豊崎由里絵3  | 古川圭子      | 松本麻衣子  |
| 2014.9.29 | 2015.2.27  | 松川浩子4    | 松本麻衣子3    | 豊崎由里絵3  | 古川圭子      | 豊崎由里絵  |
| 2015.3.2 | 2015.3.27  | 松川浩子8    | 松川浩子8      | 豊崎由里絵3  | 古川圭子      | 豊崎由里絵  |
| 2015.3.30 | 2017.9.29  | 松川浩子8    | 松川浩子8      | 豊崎由里絵3  | 古川圭子      | 前田阿希子5 |
| 2017.10.2 | 2018.11.30 | 松川浩子8    | 松川浩子8      | 豊崎由里絵3  | 藤林温子◎9・0 | 玉巻映美◎9  |
| 2018.12.3 | 2019.3.29  | 松川浩子8    | 松川浩子8      | 松本麻衣子3  | 藤林温子◎9・0 | 玉巻映美◎9  |
| 2019.4.1 | 2021.3.12  | 松川浩子     | 松川浩子       | 松川浩子     | 古川圭子      | 松本麻衣子  |
| - 1 毎日放送社内の人事異動で、アナウンス職を離れることを機に降板。 - 2 放送開始直後からアシスタント格で出演していたが、高井の産前産後休暇入りを機に、単独でアシスタントを担当。 - 3 前任者の産前産後休暇入りを機に担当を開始。 - 4 産前産後休暇からの職場復帰を機に出演を再開。 - 5 毎日放送を退社することを機に降板。 - 6 『VOICE』サブキャスターへの異動を機に降板。 - 7 『プリプリ』司会への異動を機に降板。 - 8 松本の産前産後休暇を機に、火曜日のアシスタントも兼務。 - 9 『ミント!』コーナーキャスターへの異動を機に降板。 - 0 2020年4月からレギュラーアナウンサーへ復帰。 |            |              |                |              |               |             |

| 担当期間 | 担当期間  | ニュース解説者                 | ニュース解説者                 | ニュース解説者                 | ニュース解説者 | ニュース解説者 | ニュースキャスター （担当期間中は毎日放送アナウンサー） | ニュースキャスター （担当期間中は毎日放送アナウンサー） | ニュースキャスター （担当期間中は毎日放送アナウンサー） | ニュースキャスター （担当期間中は毎日放送アナウンサー） | ニュースキャスター （担当期間中は毎日放送アナウンサー） | 気象キャスター       |
| 担当期間 | 担当期間  | 月曜日                         | 火曜日                         | 水曜日                         | 木曜日         | 金曜日         | 月曜日                                                  | 火曜日                                                  | 水曜日                                                  | 木曜日                                                  | 金曜日                                                  | 気象キャスター       |
| --- | --------- | ------------------------------ | ------------------------------ | ------------------------------ | -------------- | -------------- | ------------------------------------------------------- | ------------------------------------------------------- | ------------------------------------------------------- | ------------------------------------------------------- | ------------------------------------------------------- | -------------------- |
| 1999.10.11 | 2006.3.31 | 石田英司 1                     | 石田英司 1                     | 石田英司 1                     | 石田英司 1     | 石田英司 1     | （コーナー未編成）                                      | （コーナー未編成）                                      | （コーナー未編成）                                      | （コーナー未編成）                                      | （コーナー未編成）                                      | 今出東二             |
| 2006.4.3 | 2009.3.27 | 石田英司 1                     | 石田英司 1                     | 石田英司 1                     | 石田英司 1     | 石田英司 1     | 千葉猛                                                  | 来栖正之◎                                               | 千葉猛                                                  | 千葉猛                                                  | 来栖正之                                                | 今出東二             |
| 2009.3.30 | 2009.10.2 | 石田英司 1                     | 石田英司 1                     | 石田英司 1                     | 石田英司 1     | 石田英司 1     | 加藤康裕                                                | 千葉猛                                                  | 千葉猛                                                  | 加藤康裕                                                | 来栖正之                                                | 今出東二             |
| 2009.10.5 | 2011.4.1  | 石田英司 1                     | 石田英司 1                     | 石田英司 1                     | 石田英司 1     | 石田英司 1     | 加藤康裕                                                | 加藤康裕                                                | 千葉猛                                                  | 加藤康裕                                                | 来栖正之                                                | 今出東二             |
| 2011.4.4 | 2011.9.30 | 石田英司 1                     | 石田英司 1                     | 石田英司 1                     | 石田英司 1     | 石田英司 1     | 来栖正之                                                | 加藤康裕                                                | 加藤康裕                                                | 西村麻子◎                                               | 来栖正之                                                | 今出東二             |
| 2011.10.3 | 2012.1.27 | 石田英司 1                     | 石田英司 1                     | 石田英司 1                     | 石田英司 1     | 石田英司 1     | 来栖正之                                                | 西村麻子                                                | 西村麻子                                                | 西村麻子                                                | 来栖正之                                                | 今出東二             |
| 2012.1.30 | 2012.9.28 | 石田英司 1                     | 石田英司 1                     | 石田英司 1                     | 石田英司 1     | 石田英司 1     | 来栖正之                                                | 西村麻子                                                | 西村麻子 または井上雅雄◎                                | 西村麻子                                                | 来栖正之                                                | 今出東二             |
| 2012.10.1 | 2013.3.29 | 石田英司 1                     | 石田英司 1                     | 石田英司 1                     | 石田英司 1     | 石田英司 1     | 来栖正之                                                | 来栖正之                                                | 千葉猛 または井上雅雄                                   | 上田崇順◎                                               | 来栖正之                                                | 今出東二             |
| 2013.4.1 | 2013.9.27 | 石田英司 1                     | 石田英司 1                     | 石田英司 1                     | 石田英司 1     | 石田英司 1     | 来栖正之                                                | 来栖正之                                                | 千葉猛 または井上雅雄                                   | 河田直也◎                                               | 来栖正之 または井上雅雄                                 | 今出東二             |
| 2013.9.30 | 2014.4.4  | 石田英司 1                     | 石田英司 1                     | 石田英司 1                     | 石田英司 1     | 石田英司 1     | 上田崇順                                                | 来栖正之                                                | 来栖正之 または井上雅雄                                 | 千葉猛                                                  | 来栖正之 または井上雅雄                                 | 今出東二             |
| 2014.4.7 | 2015.3.31 | 石田英司 1                     | 石田英司 1                     | 石田英司 1                     | 石田英司 1     | 石田英司 1     | 西村麻子 西靖◎7・8                                      | 西村麻子 西靖◎7・8                                      | 西村麻子 西靖◎7・8                                      | 上田悦子 西靖7・8                                       | 上田悦子 西靖7・8                                       | 今出東二             |
| 2015.4.1 | 2016.9.30 | 石田英司 1                     | 石田英司 1                     | 石田英司 1                     | 石田英司 1     | 石田英司 1     | 西靖7・8・0                                             | 西靖7・8・0                                             | 西靖7・8・0                                             | 西靖7・8・0                                             | 西靖7・8・0                                             | 西池沙織9            |
| 2016.10.3 | 2017.9.29 | 石田英司 1                     | 石田英司 1                     | 石田英司 1                     | 石田英司 1     | 石田英司 1     | 西靖7・8・0                                             | 西靖7・8・0                                             | 西靖7・8・0                                             | 西靖7・8・0                                             | 西靖7・8・0                                             | 広瀬駿9              |
| 2017.10.2 | 2018.3.30 | 立岩陽一郎2・3 辻憲太郎4・5・0 | 立岩陽一郎2・3 辻憲太郎4・5・0 | 立岩陽一郎2・3 辻憲太郎4・5・0 | （特定せず）   | 三澤肇2・4     | 西靖7・8・0                                             | 西靖7・8・0                                             | 西靖7・8・0                                             | 西靖7・8・0                                             | 西靖7・8・0                                             | 広瀬駿9              |
| 2018.4.2 | 2019.3.29 | 立岩陽一郎2・3 辻憲太郎4・5・0 | 立岩陽一郎2・3 辻憲太郎4・5・0 | 立岩陽一郎2・3 辻憲太郎4・5・0 | （特定せず）   | 三澤肇2・4     | 西靖7・8・0                                             | 西靖7・8・0                                             | 西靖7・8・0                                             | 西靖7・8・0                                             | 西靖7・8・0                                             | 広瀬駿9・0 前田智宏9 |
| 2019.4.1 | 2020.3.27 | （特定せず）                   | （特定せず）                   | 立岩陽一郎                     | （特定せず）   | 三澤肇2・4     | （コーナー未編成）                                      | （コーナー未編成）                                      | （コーナー未編成）                                      | （コーナー未編成）                                      | （コーナー未編成）                                      | 広瀬駿9・0 前田智宏9 |
| 2020.3.30 | 2020.5.29 | （特定せず）                   | （特定せず）                   | 立岩陽一郎                     | （特定せず）   | 三澤肇2・4     | 西靖6                                                   | 西靖6                                                   | 西靖6                                                   | 西靖6                                                   | 西靖6                                                   | 広瀬駿9・0 前田智宏9 |
| 2020.6.1 | 2020.6.26 | （特定せず）                   | （特定せず）                   | 立岩陽一郎                     | （特定せず）   | 三澤肇2・4     | 上田悦子6                                               | 上田悦子6                                               | 西靖6                                                   | 西靖6                                                   | 西靖6                                                   | 広瀬駿9・0 前田智宏9 |
| 2020.6.29 | 2020.7.31 | （特定せず）                   | （特定せず）                   | 立岩陽一郎                     | （特定せず）   | 三澤肇2・4     | 上田悦子6                                               | 上田悦子6                                               | 上田悦子6                                               | 玉巻映美◎6                                              | 玉巻映美◎6                                              | 広瀬駿9・0 前田智宏9 |
| 2020.8.3 | 2021.3.12 | （特定せず）                   | （特定せず）                   | 立岩陽一郎                     | （特定せず）   | 三澤肇2・4     | 上田悦子6                                               | 上田悦子6                                               | 上田悦子6                                               | 玉巻映美◎6                                              | 玉巻映美◎6                                              | 前田智宏9            |
| - 太字の人物は、担当期間中に『VOICE』→『ミント!』のレギュラーキャスターも兼務。 - 1 毎日放送局員で、出演当初の肩書は「毎日放送元社会部デスク」。 - 2 2019年3月まで第1部（同時ネットゾーン）のニュースパートと第2部（関西ローカルゾーン）の「Today's VOICE」にのみ出演。 - 3 「ジャーナリスト」という肩書で出演。 - 4 担当時点では毎日放送報道局解説委員。 - 5 主に第2部（関西ローカルゾーン）の冠コーナーで解説。 - 6 14時台で定時ニュースを担当。 - 7 毎日放送報道局のデスクや『VOICE』のスタジオから伝えていた15時台後半以降のニュースを担当。 - 8 2015年7月までは月 - 木曜、2016年4月第1週までは金曜のメインパーソナリティを兼務。 - 9 「MBS気象情報部（所属の）気象予報士・防災士」という肩書きで出演。 - 0 『ミント!』への異動を機にレギュラー出演を終了。 |           |                                |                                |                                |                |                |                                                         |                                                         |                                                         |                                                         |                                                         |                      |

#### 2019年3月までの歴代MC
大吉が『ミント!』への異動直後も当番組のスタジオセットから同番組を始めていたほか、他の歴代MCも不定期で登場していたため、便宜上記載。「 - おかげさまで20歳」期間中の2019年10月15日（火曜日）には、「ちちんぷいぷい MC5大集合」（「大阪府内で食材を調達した後にパームガーデン舞洲（大阪市此花区）でお好み焼きを作る」という趣旨のロケ企画）で、現役MCの山中・河田および、歴代MCの角・西・山本浩之が初めて一堂に会した模様が放送された。
角淳一
2006年6月12日放送分で胆石を患っていることを告白したため、一時療養に専念したが、7月20日の放送から復帰した。復帰直後には、角が進行するコーナー（「☆印」など）を、西（火 - 金曜日）や上泉（月曜日）が角に代わって進行。角自身も、復帰を機に、基本として木・金曜日の放送に出演しなくなった。
2010年9月以降の水曜日には、総合司会を西に任せる代わりに、パネラー扱いで出演。2011年9月30日限りで、レギュラーMCとしての出演を終了した。ただし、出演最終週の放送では、水 - 金曜のMCも特別に担当している。
当番組では、角のレギュラー出演終了後も、角のキャラクターを随所で活用。2011年10月から一新されたスタジオセットには、角をかたどったオブジェや「角だぬき」（2008年にオーサカキングとの連動企画によって数量限定で製作・販売された信楽焼製の白いミニチュア全身像）が随所に飾られていた。
レギュラーMCを降板してからは、自身の発案による「もう興奮させんといて～」の放送期間（2017年10月 - 2018年3月、2017年11月まではパネラーの1人、以降は河田との共同司会としてレギュラー出演）を除いて、生放送へのサプライズ出演や特別企画・派生イベントへの登場だけにとどめていた。「フィナーレウィーク」でも、初日（2021年3月8日）に放送された「ヤバいTシャツ屋さんmeets角淳一さん」（出身・居住地の大阪府四條畷市内で収録された対談企画）へ登場しただけで、生放送中のスタジオには一切姿を見せなかった。ただし、最終回の本番後には、「グランドフィナーレ」に立ち会った出演者をスタジオで労っている。
角のMC勇退後（「もう興奮させんといて～」の放送期間中）から「顧問」格で出演を始めていたものの、角とは放送上共演の機会がなかった立岩によれば、角は最終回の翌日（2021年3月13日）に「岡田公伸さんを送る会」（オンライン上で開催）へ（立岩を含む）当番組や毎日放送の関係者などと参加。当番組の放送枠を最終回の翌週（同月15日）から他局制作の情報番組（『ゴゴスマ』）の同時ネットに充てる毎日放送の方針について、「（岡田などと共に当番組の立ち上げに携わった者としては）屈辱であって許せない」との感想を述べるとともに、関係者へ向けて「（収益が悪化していても上記の方針を見直せるほどの）根性が毎日放送にあるなら、（『ゴゴスマ』のネットを打ち切ったうえで番組の自社制作を）やり直して欲しい」との檄を飛ばしていたという。
上泉雄一
番組開始以降、『っちゅ～ねん!』の司会を担当した2003年度と2007年度を除いて、2008年9月まで断続的にレギュラー出演。2008年度のアノンシスト賞グランダ・プレミオ（大賞）を受賞するなど、「山登り中継」のリポーターとして知られた。2006年4月から1年間、金曜の総合司会を担当。2008年4月に復帰してから、同年9月まで金曜中継に隔週で出演していた。
2009年4月以降は、ラジオの生ワイド番組『上泉雄一のええなぁ!』（2015年4月以降は当番組と放送時間の一部が重複）のメインパーソナリティを務める関係で、年に2回設定される「MBSラジオ　スペシャルウィーク」の直前や期間中に不定期で登場。同番組のスタジオから、当番組とのサイマル放送を通じて出演することもあった。
毎日放送アナウンサー室の管理職（企画担当部長）として企画の立案に携わっていた「へぇ～のコトノハ」でも、2021年3月3日放送分の最終回を含めて、調査ロケを2回担当。2020年9月30日放送分の「レトロニムのコトノハ」（三ツ廣と共に担当した調査）では、『上泉雄一のええなぁ!』の本番直前（15:20頃）から本番開始5分後（15:35）まで、当番組のスタジオで調査の概要を報告していた。
「フィナーレウィーク」では、最終日（2021年3月12日）を除く全日で、『上泉雄一のええなぁ!』の生放送と重なる時間帯に放送枠が編成されたことなどから、角と同じくスタジオへ登場しなかった。さらに、歴代のMCで唯一、レギュラー出演中の映像も紹介されなかった。
西靖
番組開始から1週間後に、「（当時の）火曜日の男性出演者が角しかいない」というハイヒールの指摘から、火曜日のアシスタントとして出演を始めた。2004年頃から角の代理司会と「☆印」の代理進行を担当。帯企画で「どないなん?」を担当し、同時に取材の機会が多くなる。2006年10月以降は木曜日の、2007年4月からは木曜・金曜の、2010年9月からは水曜・木曜・金曜の総合司会を担当。2011年の「河田直也の60日間ほぼ世界一周 昔の人は偉かったザ・ワールド」（後述）の際には、河田の担当コーナーで代役を務めた。
角のサポート役を担っていた時期には、自ら感銘を受けた書籍を紹介する「THE本屋さん」など、独身 で1人での趣味が多いことにちなんだコーナー企画を担当。2010年には「西靖の60日間世界一周」、2013年には「つながれ!ご縁ザ・ワールド～万国おどろキッズ紀行～」で世界一周を経験した。また、全曜日のMCをへ就任した2011年10月には、第1回大阪マラソンを3時間42分38秒で完走している。また、出演期間中は服装をスーツとネクタイにほぼ統一していたが、2012年以降は夏季のみ半袖のポロシャツ（いわゆるクールビズ）姿で登場していた。
全曜日をダブルMC体制で進行していた2014年4月改編から2016年4月改編までは、『VOiCE』のメインキャスターを兼務する関係で、スタジオからは15:30頃まで出演。「きょうの☆印」第1パート（14時台）の進行を担当した後に、16時台の後半には毎日放送報道フロア、エンディング間際の17:45頃には報道スタジオから、それぞれ『VOiCE』のメインキャスターとして登場した。
2015年8月3日（月曜日）から当番組内で「みんなの声　Today's VOiCE」を新設したことを機に、総合司会の担当日を月 - 金曜日から金曜日のみに変更。さらに、2016年4月改編で、金曜日の総合司会も勇退した。
総合司会からの勇退後は、主に「Today's VOICE」と「Weekly VOICE」（2016年6月以降は「Today's VOICE」金曜版）で進行や取材報告を担当。2016年10月からは、同コーナーの放送枠が第2部（関西ローカルパート）の冒頭へ移動したため、基本として同時ネットパートには出演しなかった。ただし、特別企画で進行役を務めたり、祝祭日の放送でヘリコプターからの生中継リポートを担ったりすることがあった。
『VOICE』に代わって『ミント!』を編成する2019年4月から、『ミント!』のニュースキャスターへ専念。当番組の放送中に重大なニュースが発生した場合には、後輩のアナウンサーでもあるMCの河田・山中が随時対応していたが、自身も報道フロアから速報を伝えることがあった。
「フィナーレウィーク」の期間中には、『Newsミント!』が『VOICE』と同様の単独番組として編成されていたにもかかわらず、初日（2021年3月8日）の『Newsミント!』本番前に当番組のスタジオへ登場。「素晴らしきぷい世界」（当番組の海外取材企画を回顧する企画）のナビゲーターとして、最後の出演を果たした。
山本浩之
当番組には、「（当時のMCだった西の）お兄さん」というキャラクターで、2014年4月7日からレギュラー出演を開始。『スーパーニュースアンカー』のキャスター時代に続いて、東日本大震災の発災日（3月11日）前後には、被災地域への取材に赴いていた。
2015年7月までの月 - 木曜日には、オープニングから「きょうの☆印」第1項目までパネラーとして出演した後に、15時台前半のスタジオパートを西と共同で進行。西が報道フロアへ移動した後は、15時台後半以降の「きょうの☆印」や「キッチンぷいぷい」の進行を担当していた。
当番組へ出演する前から、隔週金曜日の午後を他局のレギュラー番組の収録に充てていたため、収録のない週の金曜日には「金曜ピカピカ生中継→つるんつるん生中継」という中継コーナーでリポーターを担当。他局のレギュラー番組を降板した同年9月からも、金曜日には2015年9月まで、隔週で中継にのみ出演していた。
2015年8月3日から2017年9月28日までの月 - 木曜日には、全編にわたって単独でMCを担当。さらに、水曜日に新設（2015年10月以降は火曜日に放送）のVTRロケコーナー「ここはどこ? あなたダレ?」「ヤマヒロの京都美山ぐらし」のリポーターを兼務していた。
2019年3月21日（木曜日）放送分で総合司会を勇退。同年4月以降は、「ヤマヒロの人生初○○」「ヤマヒロの京都美山ぐらし」のリポーターとして、月曜日のみレギュラー出演を続けている。当初はロケVTRへの出演に限っていたが、「京都美山ぐらし」については、同年7月から生中継企画にも登場している。2020年度に、出演曜日を木曜日、担当企画を「スポーツ偉人伝心」へ変更。
フォークソングを中心に音楽への造詣が深く、MCを担当していた時期から、音楽関連の企画でギターの演奏や歌を随時披露していた。「フィナーレウィーク」ではスタジオへ登場しなかったものの、第4日（2021年3月11日）に大阪城ホールからの生中継で出演。MCとしての最終担当日（2019年3月20日、いずれも木曜日）のスタジオ企画として参加していたLittle Glee Monsterとのコラボレーションステージを大阪城ホールで再演した後に、中継の当日が東日本大震災発災10年の節目に当たることを織り込んだ挨拶を視聴者に向けて披露した。
大吉洋平
出演期間中の肩書は、「国際部キャップ」、「京都支局長」、世界班メンバー（「リアル世界くん」リポーター）、京都マラソン「チーム大吉」リーダー。山本浩之が総合司会を務めていた時期には、山本から「ちちんぷいぷい専属グルメリポーター」という肩書も付けられた。
海外への留学・渡航経験が豊富で、英語が堪能なこともあって、海外取材が多い。2010年のバンクーバーオリンピックおよびFIFAワールドカップ・南アフリカ大会（グループリーグ・日本対オランダ戦、決勝トーナメント・日本対パラグアイ戦）で取材リポーターとして派遣される。また、本名の大吉（おおよし）が「だいきち」と読まれやすいことから、縁起ものの企画でよく進行役に起用される。
2011年には、当番組の企画を兼ねて京都市内へ転居。引越先は、放送上「ちちんぷいぷい京都支局」と呼ばれている。また、同年夏からの企画「ただいま修行中 大吉京平への道」では、アナウンサーとしての職務のかたわら、京都市内の名店への住み込み修行を経験してきた。2014年からは、「大吉洋平の歌舞伎通への道」（「今日のダレ?WHO ARE YOU?」内の不定期企画）で、四代目 中村鴈治郎（前名・五代目 中村翫雀）から歌舞伎の仕組みや魅力を学んでいた。
2012年からは、当番組の企画でフルマラソンに挑戦。京都マラソンでは、初挑戦ながら4時間44分3秒で完走した。第2回大阪マラソンでも、4時間2分42秒で完走を果たしていた。
テレビ・ラジオともレギュラー番組が増えたことなどから、「リアル世界くん」については、2015年1月のイタリア取材でいったん担当を終了。同年4月以降は、全国レベルで注目されている裁判・記者会見の模様や、国政選挙をめぐる動向を東京都内で頻繁に取材していた。
2016年12月のフィリピン取材から「リアル世界くん」のリポーターに復帰。2017年からは、自身の提案による「リアル世界くん」とは別に、自身の提案による海外取材企画（いわゆる「持ち込み企画」）で取材交渉・単独での現地取材・スタジオ報告を一手に担うこともあった。
2017年10月から、月・火曜日のサブパーソナリティを担当。ただし、主に第1部のニュースパートを山本と共同で進行するため、第1部の他コーナー（「キッチンぷいぷい」など）および、第2部には基本としてスタジオへ出演しなかった。その一方で、放送曜日やジャンルを問わず、ロケや生中継によるリポートも随時担当している。
2019年の4月改編で『ミント!』のMCに抜擢されたことから、同年3月で当番組を卒業。3月中旬から下旬までは、卒業記念企画として、「リアル世界くん」向けのヨーロッパ取材に専念した。
「ライブセンター」を当番組と『ミント!』で共用することから、『ミント!』のMC就任後も、2019年8月の「夏休みウィーク」までは、重大ニュースや自然災害の発生時を除いて当番組のスタジオセットに登場。当番組が放送を終えるタイミングでPJの後ろから姿を現すと、当日のレギュラー陣とのクロストークやタイトルコールを経て、『ミント!』のスタジオセットへ移動していた。
「フィナーレウィーク」の前週（2021年3月5日）で（自身が担当していない「Newsミント!」を除く）『ミント!』の本編が終了したため、「フィナーレウィーク」の第3日（同月10日）に、「素晴らしきぷい世界」（当番組の海外取材企画を回顧する企画）のナビゲーターとして最後の出演を果たした。

#### MC代理
- 浜村淳
- 河田直也 - 2010年の『西靖の60日間世界一周』期間中には、当時西が担当していた木曜日のMCを、8週にわたって担当。西が夏期休暇を取った2011年7月には金曜日、2012年10月には15日（月）・17（水）- 19日（金）、西が「リアル世界くん」の取材でブータンへ赴いた2012年4月には16日（月曜日）と18日（水曜日） - 20日（金曜日）で、いずれも代役を務めた。2013年に西が「つながれ!ご縁ザ・ワールド～万国おどろキッズ紀行～」（以下「万国おどろキッズ紀行」と略記）で海外取材に出ている期間中は、月・木曜日でMC代理を担当。金曜日にのみレギュラーMCを務めていた時期（2014 - 2017年度）には、他曜日のMCだった山本・西がスタジオに出演しない場合に、水・木曜日の全編でMC代理を任されていた。
- 山中真 - 河田と同じ理由で、2010年に金曜日、2011年に木曜日、2013年の「万国おどろキッズ紀行」期間中には水・金曜日で代役を担当した。2014年度からサブMCに就任する2018年10月までは、月～水曜日に山本・西がスタジオに出演しない場合（2017年度まで）や、木・金曜日に河田が出演しない場合のメインパーソナリティ代理を兼務。
- 八木早希 - 毎日放送のアナウンサーとして金曜日でアシスタントを務めていた2009年1月23日に、インフルエンザへの罹患で出勤停止措置を執られた西に代わって、女性初のMCを担当。当時ニュースキャスターとして出演していた千葉猛が、当時八木が担当していたアシスタントの代理を務めた。
- たむらけんじ - 2006年4月から2019年3月まで月曜日にレギュラーで出演していたため、2010年の『西靖の60日間世界一周』期間中に、8月9日（月曜日）の放送で代役を担当。
- 宇治原史規（ロザン） 
  - 自身が本来担当しないコーナーでの進行代理を経て、2010年8月10日、2012年4月17日・10月16日、2013年の「万国おどろキッズ紀行」期間中（いずれも火曜日）でMC代理を担当した。
  - 山本浩之が火曜日のMCを務めていた時期には、2017年度まで、山本が夏季休暇を取る週の月・火曜日に代演。2017年8月1日（火曜日）放送分でも、山本が京都府美山からの生中継リポートを担ったことから、スタジオでMC代理を務めた。
  - 月・火曜日のMCを山中が務めていた時期には、山中が喉風邪で休演した2020年3月17日（火曜日）放送分で、山中に代わってMCを務めた。
- 大吉洋平 - 2010年の『西靖の60日間世界一周』期間中に、8月11日（水曜日）の放送で代役を担当。番組史上最年少（24歳）での抜擢であった。
- 松川浩子 
  - 自身が月 - 水曜日のアシスタント、山中が月・火曜日のMCを務める2019年12月に、2日（月曜日）・3日（火曜日）のMC代理を担当。「リアル世界くん」の取材で山中が2日からソウルへ滞在していることに伴う措置で、2日には福島、3日には金山をアシスタント代理に立てた。なお、河田がMCを担当する4日（水曜日）には、通常どおりアシスタントとして出演。
  - 2 020年3月16日（月曜日）には、MCの山中が喉風邪で休演したことを受けて、急遽MCを担当。本来月曜日に担当しているアシスタントを、金曜アシスタントの松本が務めた。前述したように、翌17日（火曜日）には宇治原をMC代理に立てたため、通常どおりアシスタントとして出演。

2012年4月から9月までの放送では、オープニングに「昨夜の西靖」（当時MCだった西が放送の前日に経験・発見したことをトークと画像で披露するコーナー）を組み込んでいた関係で、西の代役でMCを務める人物も「昨夜の○○」（○○にはその人物の苗字が入る）を担当していた。

### 過去のレギュラー・準レギュラー出演者

#### ニュース解説者
石田英司（放送上の通称は「ニュースのおっちゃん」）
出演時点では毎日放送スペシャリスト制作局のチーフプロデューサー（CP）で、2014年度以降は「パーソナリティーズ」の一員として扱われていた。
毎日放送報道局社会部の記者・デスクなどを経て、関西ローカルの第2回放送から「元社会部デスク」という肩書で出演。その後は、報道局社会部デスク→テレビ制作局制作一部専任部長を経て、スペシャリスト制作局チーフプロデューサー（CP）や追手門学院大学の客員教授を務めていた。
番組開始当初から自身が解説・進行を担当する冠コーナー（「石田NEWS」→「石田ジャーナル」）を受け持つかたわら、「☆印」のコメンテーターとして、オープニングから基本として16時台の後半（「キッチンぷいぷい」の直前）まで出演していた。その一方で、ニュース以外の特別企画や、自身の冠コーナーから派生した特別番組（年始に関西ローカルで放送される『どーなる?ジャーナル』など）にも随時登場。かねてから親交のあった山本浩之をMCに迎えた2014年4月のリニューアルでは、「お母さん」という役割で女装した姿を、当番組のポスターや告知CMで披露した。
2007年には、4月19日から頸椎椎間板ヘルニアの手術による入院で当番組に出られなくなったため、5月7日に復帰するまで当時の「ぷいぷい顧問団」メンバー（八代英輝など）が日替わりで石田の役割を担っていた。2012年8月にも、「肺に水が貯まる」（本人談）という症状で入院。後に拡張型心筋症を患っていることが判明したため、9月3日まで休演した。もっとも、この期間は夏休みや「3000回スペシャルウィーク」と重なったため、当番組では石田の代役を特に置かなかった。
2013年4月から1年間は、金曜日に16時台の後半まで当番組へ出演した後に、『嘉門達夫のどんなんやねん!』（金曜日の16・17時台に毎日放送で放送されていた生ワイドのラジオ番組）の17時台前半でニュース解説を担当。さらに、同年10月から半年間は、同番組の後に放送される『VOICE』金曜日のニュースコメンテーターも兼務していた。2014年4月以降は、レギュラーで出演する番組を再び当番組に絞るとともに、「石田NEWS」を「石田ジャーナル」にリニューアル。
2017年6月8日放送分では、障がい者への就労支援を進めている「NPO法人西宮障害者雇用支援センター」（兵庫県西宮市）の理事長と親密な関係にあったことが同日発売の『週刊文春』に写真付きで報じられたことを受けて謝罪。そのうえで、「石田ジャーナル」を中心に、引き続きニュース解説を担当していた。
2017年10月からの番組リニューアルを機に、同年9月29日（金曜日）放送分で勇退。当日のエンディングでは、毎日放送への勤務を続けながら、2018年に定年を迎えるまで番組の制作業務に専念することを明かした。ただし、『週刊文春』で報じられた上記の問題には改めて言及せず、毎日放送も勇退への経緯を具体的に公表していない。なお、勇退発表日の放送にはスタジオパネラーの1人として出演したため、「石田NEWS」シリーズは前日（2017年9月28日）放送の「石田ジャーナル　木曜法廷」で事実上終了した。
2018年1月24日から、『上泉雄一のええなぁ!』の「知ってええなぁ!ちなみNEWS」（16:00前後のコーナー）で、水曜日→木曜日にニュース解説を担当。これを機に、毎日放送の他のラジオ番組にも、不定期で出演している。2019年7月に毎日放送の定年（60歳）を迎えた後も、ラジオ局ラジオ制作センターのシニアスタッフ（嘱託社員）として、ラジオ番組への出演を継続。「フィナーレウィーク」では、当番組のスタジオに登場しなかったものの、過去にスタジオやロケ企画へ出演した際の映像が放送された。
辻憲太郎（放送上の通称は「辻憲」）
たむらけんじとは小・中学校時代の同級生で、2015年3月までは毎日放送が運営するJNNの上海支局長を歴任。同年4月の帰任を機に、同局報道局ニュースセンターの記者として、当番組や『VOICE』でニュース解説を開始した。2017年7月から報道局の解説委員（経済担当）へ就任。
帰任当初は「リアル世界くん」などに不定期で出演するだけだったが、石田英司が当番組を勇退したことを機に、月 - 水曜日の冠コーナー「辻憲の『コレだけ』ニュース!」（「石田ジャーナル」の後継企画）で取材・進行・解説を一手に担った。2019年4月から2021年3月までは、『ミント!』の本編でニュース解説やロケ取材に専念。「フィナーレウィーク」の前週で放送を終えていたが、「フィナーレウィーク」には一切登場しなかった。

#### 気象キャスター
今出東二
第1回放送から2015年3月31日放送分まで出演。出演期間中には、毎日放送が平日の夕方にテレビで放送していたローカルワイドニュース（『MBSナウ』→『VOiCE』）や、『上泉雄一のええなぁ!』（平日のランチタイムで放送されていた初期）の天気予報も担当していた。ちなみに当番組では、「角による『今出東二さん』という呼び方が『マデットおじさん』に聞こえる」という電子メールが届いたことをきっかけに、「マデットおじさん」とも呼ばれていた。
当番組の初期には、「キッチンぷいぷい」まで登場。「☆印」が始まった頃からは、もっぱら3時台にのみの出演。2006年8月7日以降、番組開始直後にお天気コーナーを行うようになり、出演がこの時のみとなった。2007年10月1日のリニューアルで、お天気コーナーが3時台に移動、引き続いて料理コーナーの試食に参加。しかし、2008年1月8日から天気予報が再々度オープニングに移動したことを機に、原則として天気予報だけの出演に戻っている。2014年10月以降は、天気予報が第2部の冒頭へ移動したため、北海道放送でも放送する第1部には異常気象が発生した場合にのみ登場していた。
2015年3月時点で68歳と高齢であることから、「体力の衰え」を理由に、同月限りで毎日放送の気象キャスターを勇退。同月31日放送分の『VOiCE』を最後に、全てのレギュラー番組を降板した。
毎日放送の気象キャスターを勇退後も、角と同様に、当番組の特別企画や同局制作のテレビ番組へ随時出演。「フィナーレウィーク」では、当番組のスタジオに登場しなかったものの、過去にスタジオやロケ企画へ出演した際の映像が放送された。
西池沙織
契約期間中には今出と同じく、『VOiCE』の気象キャスターを兼務していた。当番組には、2015年4月1日から2016年9月30日まで、主に毎日放送本社前からの生中継に出演。異常気象が発生した（または予想される）場合には、オープニング直後（第1部）にスタジオで気象概況を解説していた。
契約期間の満了後に、南気象予報士事務所とは別の事務所へ移籍。関西以外の地方の放送局を渡り歩きながら、気象予報士として、複数のニュース番組で気象キャスターを歴任している。ただし、毎日放送制作の番組とは縁が無く、当番組の「フィナーレウィーク」でも出演中の映像が一切紹介されなかった。
広瀬駿
2016年10月から南気象予報士事務所へ所属したことを機に、気象キャスターとしての専属契約を毎日放送と結んだ関係で、同月3日から「きょうのそらいろ」（当時は『VOICE』でも放送）を全曜日で担当。2016年11月から2017年9月までは、金曜日第2部のエンディングに放送された「広瀬駿の土日のお天気」で、毎日放送報道局気象情報部独自のピンポイント予報も伝えていた。2017年10月改編から「ぷいぷいお天気部」を発足したことに伴って、「お天気部長」に就任。この改編から放送を開始した「こちらぷいぷいお天気部!!」で、スタジオ解説や取材リポートを担当するようになった。
当番組内の「きょうのそらいろ」では、歳時記にちなんだ気象の知識・表現を随時紹介。また、折に触れて自作の俳句を披露している。その一方で、高校生時代からフィギュアスケートの鑑賞が趣味であることから、フィギュアスケートのスタジオ解説や大会リポートも随時担当していた。
前田智宏が気象キャスターに加わった2018年4月以降も、2019年3月まで全曜日に登場していた。2018年10月から毎週土曜日の午前中に『サタデープラス』（毎日放送本社制作の全国ネット番組）でも気象キャスターを務めていたため、2019年4月以降は基本として火 - 金曜日に出演。「こちらぷいぷいお天気部!!」については、金曜日で放送する場合に取材報告を担当していた。
2020年3月で「お天気部!!」の放送と『サタデープラス』への出演を終えてからも、前田との分担体制を維持。4月13日（月曜日）放送分から『おうちにいようよ（→あしたのために）　ちちんぷいぷい&ミント!』の放送期間を終了するまでは、『ミント!』と共通の暫定措置として、前田との隔週交代で月 - 金曜日を担当していた。当番組の放送を再開した6月1日から、当番組と『ミント!』の担当曜日を月 - 水曜日に統一。『ちちんぷいぷい&ミント!夏休みウィーク 夏の自由すぎ研究』を放送した8月第3週からは、『ミント!』全曜日の天気予報・気象解説に事実上専念していた。
担当番組を前田と入れ替えてからも、 前田が休暇などで当番組に出演しない日に、『ミント!』との兼務扱いで「きょうのそらいろ」へ出演することがあった。「フィナーレウィーク」の期間中は『Newsミント!』で気象情報（「あしたのそらいろ」）を担当していたため、スタジオには登場しなかったものの、自身が映った桜の写真を最終日の「きょうのそらいろ」で紹介。「グランドフィナーレ」では、「フィナーレウィーク」期間中の出演者・スタッフ（総勢350人分）を全員紹介した字幕に、「気象情報担当スタッフ」の1人として名を連ねた。

## ぷいぷい顧問団
- 浅井信雄（国際政治学者・野村総合研究所コンサルタント、元・読売新聞記者） - 月曜日を中心に出演。
- 内田忠男（国際ジャーナリスト・名古屋外国語大学教授、元・読売新聞記者） - 水曜日に出演。
- 涌井雅之 （東京都市大学教授） - 木・金曜日を中心に出演。2011年9月までは、板東と共演することが多かった[人 81]。
- 小川和久（軍事アナリスト）- 木曜日を中心に出演。近年は登場の機会が少ないが、2015年7月の「☆印」で安保関連法案を取り上げた際に久々に登場した。
- 与良正男（毎日新聞論説副委員長） -  「昨夜のシンデレラ」からの派生企画（「昨夜の与良さん」）や、特別番組にも出演することがあった。
- 中島正純（元大阪府警捜査二課刑事、当番組からの降板後に衆議院議員を1期歴任） - 第45回衆議院議員総選挙への出馬を表明した2008年9月11日以降は、スタジオへ出演せず、「元大阪府警の刑事」として「☆印」にたびたびコメントを寄せていた。同選挙で初当選を果たした後の2009年9月16日の当番組では、衆議院への初登院に山中が密着した取材の模様が放送されている。
- 諸星裕（桜美林大学大学院教授） - 2006年4月から、金曜日を中心に出演。
- 藤巻健史（参議院議員、元トレーダー） - 2009年11月から出演。2013年7月に実施された第23回参議院議員通常選挙で初当選。
- 大谷晃一（帝塚山学院大学名誉教授、元・同学学長）- 番組開始当初から2007年頃まで、水曜日を中心に出演していた。当時共演していたなるみと「年の差トーク」を展開していたが、2014年5月25日に90歳で逝去。当番組では、翌26日（月曜日）放送の「きょうの☆印」14時台のニュースで訃報を伝えた。
- 小村十樹子（トキコクリニック総院長）- スタジオに出演する機会は少なかったが、「☆印」で健康・美容関連の話題を扱う場合に随時コメントを提供。
- 廣田孝子（京都光華女子大学教授） - 「☆印」で予防医学・管理栄養関連の話題を扱う場合に随時コメント提供。
- 後藤謙次（政治ジャーナリスト、元『総力報道!THE NEWS』アンカー）- 同番組終了後の2010年夏頃から、『報道ステーション』のレギュラーコメンテーターに就任する2016年4月まで、月曜日を中心に出演。
- 寺脇研 （京都造形芸術大学教授） - 2007年8月に月曜日へ初登場。以降は、水曜日を中心に出演していた。
- 有馬晴海（政治評論家） - 2010年頃から一時出演。
- 秋山豊寛（京都造形芸術大学教授、日本人初の宇宙飛行士・元TBS記者） - TBSからの退職後に福島県内で居住していたが、東日本大震災の影響で京都へ移住した2013年から一時出演。
- 齋藤孝（明治大学教授） - 水曜日を中心に出演。
- 磯田道史（歴史学者・国際日本文化研究センター准教授） - 2016年9月から2019年3月まで火曜日に出演。
- 須田慎一郎（経済ジャーナリスト） - 2017年3月6日放送分から月・水曜日に出演。山本浩之がメインキャスターを務めていた『スーパーニュース　アンカー』でも、コメンテーターとして定期的に共演していた。

以下の人物は、2019年4月から「Newsミント!」のコメンテーターへ異動。
- 中野雅至（元厚生労働省官僚、兵庫県立大学大学院准教授） - 2009年11月頃から金曜日を中心に出演した後に、2014年4月から月・木曜日中心の出演に移行。国政選挙や、関西地方の主要都市の首長選挙の投・開票日（当番組を放送しない日曜日）には、当番組や『VOICE』がベースの開票特別番組でコメンテーターを務めた。「Newsミント!」へは毎週月曜日に出演。
- 名越康文（精神科医） - 2007年4月から、水・木・金曜日を中心に、長年にわたって「ぷいぷいの顧問」を務めた。「Newsミント!」では、月に1 - 2回のペースで火曜日に出演。
- 村瀬哲史（学研プライムゼミ→東進ハイスクール地理担当講師） - 大阪府出身の元・中学校教師で、東進ハイスクールへ最初に勤務していた2015年から、水・金曜日に不定期で出演。2018年10月からは、『上泉雄一のええなぁ!』火曜日のパートナー（坪田の後任）も務めている。「Newsミント!」には、毎週水曜日に出演。2020年度には、同コーナーを除く関西ローカルパートの木曜日にも、「村瀬哲史の街GOO（マッチグー）!」という冠ロケコーナーで（スタジオパネラーへのクイズの出題役を兼ねた）リポーターとして登場していた。
- 森直也（弁護士） - 木曜日に出演。「ぷいぷいの顧問」になる以前にも、他の「顧問」に代わって不定期で登場していた。当番組では、ノーネクタイスタイルで出演するかたわら、「石田ジャーナル 木曜法廷」の監修も担当した。「Newsミント!」でも毎週木曜日に出演。
- 山口真由（ニューヨーク州弁護士で元・財務官僚） - 2018年8月13日から、パネラーに準ずる扱いで、月曜日の全編に登場していた。『ミント!』では、2019年度に月に1回のペースで金曜日の「Newsミント!」にのみ出演していたが、2020年度には木曜日に福本との隔週交代で関西ローカルパートの全編へ出演。

### レギュラーアナウンサー
MC・アシスタント・ニュースキャスター以外のレギュラー経験者から、上記以外のアナウンサーを記載。

◎：出演時点では毎日放送のアナウンサー

○：降板後もスタジオアシスタントとしての出演経験あり

●：降板後もコーナーゲストとして不定期に出演（担当番組のPRなど）
- 石田敦子 ◎ - 番組開始から2002年3月まで中継リポーターを担当した後に、2003年に東京支社の編成部へ異動。異動後も、石田英司が進行する報道系のドキュメント企画で数回ナレーターを務めた。2017年7月の人事異動で東京支社報道部の記者へ転じたことを機に、同年10月5日から2019年3月まで、「石田敦子のニュース百景」（木曜日の第1部で放送された検証報道企画）の取材・進行を担当した。
- 北澤咲弥花 ◎ - 番組開始から2000年3月まで金曜日の生中継リポートを担当したが、降板と同時期に退社。
- 野村啓司 ●△ - 毎日放送の元アナウンサーで、同局と専属パーソナリティ契約[人 82] を結んでいた2006年4月から、当時の最年長リポーターとして金曜中継などを担当。担当期間中に定年を迎えた。2013年9月の契約満了後も、フリーアナウンサーとして、福島が担当するVTRロケコーナー（「お初にございます」→ 「歌碑ものがたり」）のオープニングナレーターを担当。
- 鈴木健太◎△ - 入社1年目（2008年1月）にロケ企画で初めて出演した後に、2009年10月から2010年3月まで、「どないなん?」の木・金曜日や、不定期で「★印」のリポートを担当。2014年4月から1年間、宇都宮がリポーターを務める「いつかはなりたい小料理屋の女将」のナレーターを務めていた。降板後もアナウンサーとして活動していたが、2017年7月から、毎日放送東京支社のPR部へ異動。
- 斎藤裕美◎○ - アナウンサー企画担当として出演。担当コーナーの終了により2009年12月に降板。降板後も、2011年7月5日（火曜日）の放送に、アシスタント代理として久々に出演した。ラジオ営業部への異動（2013年7月）・毎日放送からの退社（2014年9月）を経て、2015年からフリーアナウンサーへ転身。
- 辻沙穂里◎ - 入社初年度の2018年8月から2019年3月まで、隔週水曜日のロケ企画（未知やすえと共演した「ぷいぷいデパ地下部」→シャンプーハットてつじと共演した「わざわざグルメ調査隊」）でリポーターを担当。学生時代に囲碁でアマチュア六段を授与されたことから、囲碁関連の話題を扱う場合に、スタジオ解説やインタビュアーを任されることもあった。2019年4月から『ミント!』の一部曜日で生中継やロケのリポーターを務めていたが、同年6月の「ぷいぷい落語会」にお茶子として出演。同年8月の「リアル世界くん」で当番組への出演を再開した後に、プロ野球選手（内野手）[人 83] の山本泰寛との結婚を経て、2020年4月から『ミント!』との兼務扱いでレギュラーに復帰した。復帰後は「嗚呼!花の応援マン2020」→「フレ!フレ!スポーツ」を三ツ廣と交互に担当していたが、第一子を懐妊したことに伴って、2020年8月27日（木曜日）放送分を最後に出演を見合わせていた（後に産前産後休暇を取得）。

### 「キッチンぷいぷい」時代の料理人
「金曜キッチン」にも出演していた料理人を除く。
2011年10月から2012年3月まで、隔週金曜日に「名店の料理人」と称して週替わりで料理人が登場。2011年10月28日放送分に出演した松本喜宏（イタリアン）と、2012年2月3日放送分に出演した卜部吉恵（和食）を、2012年4月から隔週でレギュラーに起用していた。
- 駒井友未子
- アイリーン・ヤン
- 富田常夫（通称「ムッシュ」）
- 小木曽茂春 - なるみには「おぎおぎ」と呼ばれていた。
- 丹羽永実（通称「エミちゃん先生」）
- 中村正明
- 李通發 （2008年12月22日放送まで、故人）
- 馬渕誠 （2008年9月30日放送まで）
- 大田忠道（2011年9月26日放送まで）
- 笠井博之（2012年3月22日放送まで）
- 高橋泰松 （2014年4月29日放送まで） - 一貫して「ぷいぷい定食」がテーマ。当番組に出演した料理人でただ1人、「キッチンぷいぷい」全曜日でのレギュラーを経験したほか、過去には「ぷいぷい物産」にも登場していた。2014年3月まで毎週水曜日、同年4月から火曜日に出演していたが、同年5月から体調不良で休養した後に自然降板。
- 本多悟（2014年12月18日放送まで）

以下の料理人は、2020年3月まで「キッチンぷいぷい」に出演していた。週1回放送化（「金曜キッチン」への移行）を機に降板。
- 横田国洋（2014年3月まで隔週火曜日→以降は隔週月曜日に出演）
- 松尾慎太郎（2015年4月から月1回のペースで木曜日[人 84] に出演）
- 喜多川達（同上）
- 松本喜宏（2014年3月まで隔週火曜日→以降は隔週金曜日に出演）[人 85]
- 名店の料理人
  - 吉田修久（2011年10月14日放送分））
  - 今村規宏（2011年11月11日放送分）
  - 清水俊宏（2011年11月25日放送分）
  - 高山龍浩（2011年12月9日放送分）
  - 金田太志（2012年1月20日放送分）
  - 道野正（2012年2月17日放送分）
  - 櫻井寿行（2012年3月2日放送分）
  - 李南河（2012年3月16日放送分）
  - 奥村直樹（2012年3月30日放送分）

### その他の出演者
★：『っちゅ～ねん!』にのみレギュラー出演→同番組の終了を機に『ちちんぷいぷい』へ合流

▽：2019年4月から『ミント!』のレギュラーへ異動

▼：2019年度のみ『ミント!』に不定期で出演

◎：「フィナーレウィーク」中にもスタジオやロケ映像に登場

○：出演期間中の映像を「フィナーレウィーク」で放送

#### 2006年3月までに降板
- 中村鋭一 - 朝日放送アナウンサー・参議院議員・衆議院議員などを経て、政界引退後の2000年頃からタレントとして出演。2017年11月6日に、87歳で逝去した。当番組では、翌7日の「Today's VOICE」の冒頭で、出演時の映像の静止画を交えながら中村の訃報を伝えた。
- 大浦理子 - 番組開始から3ヶ月間毎日放送していた「健康ぷいぷい」で進行役を担当。
- 笑福亭由瓶 - 番組開始当初の水曜日に放送された「ドカッとちょ?だい!」（視聴者プレゼントコーナー）で進行役を担当。
- 奥野史子
- 久本朋子
- 大東めぐみ
- 横山たかし - 2001年から2002年にかけて、近畿地方を縦断するロケ企画「おばあちゃん数珠つなぎ」のリポーターを担当。降板後も、2004年に「音曲オールスターズ」（松竹芸能のベテラン漫才師が「夜空ノムコウ」を合唱する番組オリジナルPVの制作企画）へ参加したほか、2015年4月から2016年3月まで、「銀シャリのブラリ…言われましても」（銀シャリがリポーターを務めたロケ企画）のナレーションを務めた。2019年6月1日（土曜日）に70歳で逝去したことから、当番組では、同月3日（月曜日）放送分のオープニングで、出演時の映像を交えながらたかしの訃報を伝えた。
- 高原兄 - 「行き当たりばっ旅」（「前略、旅先にて」の前身企画で2000年4月 - 6月に放送）のリポーター
- タージン - VTR出演がほとんどであった。
- フットボールアワー - コンビ名にちなんだロケコーナー[コーナー 41] のリポーターを、2003年4月から1年間担当した後に、活動の拠点を東京へ移した。
- 陣内智則○ - 降板後も当番組の特別番組・特別企画で司会を担当。藤原紀香との結婚直前には、ゲスト扱いで数回登場した。「ファイナルウィーク」では、「クイズ私鉄沿線」の映像を放送。
- かつみ♥さゆり
以下の人物は、2006年4月のリニューアル（第1次4時間放送化）を機に降板。
  - 中井雅之 - 「中井雅之の『大変でしたなぁ』」（2000年4月から放送されたインタビュー企画）などを担当
  - ケンドーコバヤシ
  - 千堂あきほ

#### 2006年4月 - 2008年3月の間に降板
『っちゅ～ねん!』の放送枠を統合した関係で、同番組のレギュラー出演者の一部が当番組に合流。出演者が一時的に急増したこともあって、出演者を流動的に入れ替えるようになった。いったん降板してから、準レギュラーとして出演を再開する場合もある。当番組では1回でも出演した人物を基本的に（広い意味での）「ぷいぷいファミリー」とみなしているため、この時期以降に降板する出演者の大半は、放送上その旨を告知していない。
- 飯星景子★ - 2006年4月から「前略、旅先にて」のリポーターを佐川と交互に担当したが、短期間で降板。
- 中澤裕子 ★- 2006年10月の改編で降板。
- 西川史子 ★- 同上。
- 森脇健児 ★- 同上。
- オール巨人 ★- 同上。
- 笑福亭銀瓶 ★- 「とうきょう物見遊山 ?大阪にはないなぁ?」のリポーターを2回務めただけで、森脇に交代。
- 加藤紀子★ - 2008年3月まで水曜日に出演。
- 立原啓裕★ - 同上。
- メッセンジャーあいはら★ - 2007年9月まで「日本のええトコ再発見! すごいぞ!ニッポン」のリポーターを担当。
- 鈴木ヒロミツ - 月に1回のペースで、木曜日のパネラーを務めた。降板後の2007年3月14日（水曜日）に、60歳で逝去。当番組でも、当日のオープニングで訃報を伝えた。
2007年4月の出演者入れ替えを機に、当時金曜日へ出演していた未知やすえが水曜日へ異動。西がMCを務めていた金曜日では、全編を通しての女性出演者がアシスタントの八木早希だけになったため、東京を拠点に活動する以下の女性タレントを週替わりでパネラーに迎えていた。当時火曜日のパネラーだったハイヒール・リンゴが金曜日へ異動した2008年4月改編を境に、この制度は自然消滅。
  - 生田智子 -  2007年4月から9月まで出演。
  - 柴田理恵 - 2007年5月から2008年3月まで出演。
  - 西村知美 - 2007年4月から2008年4月まで出演。2011年10月以降も、一時パネラーへ復帰していた。
  - 北斗晶 -  2007年4月から2008年3月まで出演。
  - 三田寛子 - 2007年6月から2008年3月まで出演。
  - 新山千春 - 2007年8月から2008年3月まで出演。
  - 向井亜紀 - 2008年1月から6月まで、月に1 - 2回のペースで出演。

#### 2008年4月 - 2015年4月の間に降板
- ラサール石井 - 2007年4月以降に一時、金曜日のパネラーを務めた。降板時期は不明だが、降板後もゲストとして不定期で出演。『バンバンバン』にも「スタジオ見守りゲスト」として登場していた。
- 渡辺正行 - 2007年6月から2008年3月までの金曜日で、ラサール石井が休演した週に出演。
- 南海キャンディーズ○ - 2005年4月から2008年4月まで、ロケ企画のリポーターを担当。「フィナーレウィーク」では、担当開始当初の映像が放送された[77]。
- 礒部公彦（まるむし商店） - 2006年4月から2009年3月まで、「日本一明るい経済新聞」などのロケ企画でリポーターを担当。
- 竹原信夫（元・日本工業新聞記者） - 退職後から『日本一明るい経済新聞』の編集長を務める関係で、同名コーナーの取材に同行していた。毎日放送では、降板後の2015年10月から、高井とのコンビでラジオ版（『日本一明るい経済電波新聞』）へ出演中。
- 岸本尚実 - 2007年4月から2008年8月まで、隔週水曜日にロケ企画のリポーターを担当。
- 土肥ポン太 - 2008年6月から9月まで、月曜日でロケ企画のリポーターを担当。
- 桂都丸（塩鯛） - 2006年4月から2008年9月まで、ロケ企画のリポーターを担当。
- NON STYLE - 2007年4月から2008年9月までロケ企画のリポーターを務めた後に、活動の拠点を東京へ移した。
- 円広志 - 2007年5月から2008年9月まで、金曜日のパネラーを務めた。
- 梅田淳★ - 2008年9月まで、月1回→隔週金曜日に「ぷいぷいスポーツ」を担当した。降板後の2017年1月31日（火曜日）に、「ここはどこ?あなたダレ?」（関西テレビアナウンサー時代の後輩・山本浩之がMCと並行しながら担当していた取材企画）のロケにゲストとして登場。テレビ番組としては15年振りに、山本との共演を果たした。
- 川畑泰史 - 2007年4月から2008年9月まで、「キッチンぷいぷい」金曜日のアシスタントを務めた。降板後も、よしもと新喜劇の座長として、ゲストで随時出演。
- 浅越ゴエ - 2006年4月から2008年9月まで、ロケ企画を中心に出演。
- 関根麻里 - 2007年4月から2008年9月までの期間と、2009年4月からの一時期に、木曜日で準レギュラー格のパネラーとして出演した。夫は、「ぷいぷいアーティスト」でもあるK。
- 八代英輝 - 裁判官時代に大阪地方裁判所堺支部へ一時赴任していた縁から、「ぷいぷい顧問団」に近いポジションで、2006年4月から火曜日に出演[人 86]。水曜日へ異動した2008年10月以降は、木曜日の全編に出演することもあった。2009年9月から『ひるおび!』のMCを担当。
- 南かおり - 2006年8月から2009年12月まで、木曜日に「インターネット検索でわかる　みんなのニュースランキング」のオープニングナレーター、金曜日に「週末ベーカリー」のリポーターを担当[人 87]
- 桂雀々 - 2007年9月から12月まで、大平サブローとのコンビで「お元気ですか?昭和」（火曜日で月に1回放送されたロケ企画）のリポーターを担当。
- なすなかにし（いまぶーむ：中西茂樹・那須晃行） - 2004年から2010年9月まで、「どっから来はったん?」を中心に、コンビでロケリポートを担当。那須は2017年10月から、「全国酒場紀行」の週替わりリポーターとして単独でレギュラー出演を再開したが、2回出演しただけでコーナーが終了したため再度降板。
- 掛布雅之○ - 角が阪神の現役選手（内野手）時代から大ファンだった縁で、毎日放送の野球解説者時代に、角がMCを務めていた月曜日で2001年頃から長年パネラーを務めた。角がMCを降板してからも、2011年末まで出演。
- 藤田弓子 - 2007年頃から不定期でパネラーを務めたが、降板時期不明。
- 武田美保 -  奥野の後輩（シンクロナイズドスイミング日本代表選手）に当たることから、2008年8月の北京オリンピック期間中の放送で同種目（現在のアーティスティックスイミング）の解説を担当したことを機に、2009年3月まで木曜日のパネラーとして出演。
- アンミカ★ - 2009年3月までロケコーナーを担当。
- 宮川俊二★ - 2009年3月まで、月・木曜日のパネラーとして出演。
- 板東英二 - 番組開始当初から2009年3月まで、9年半にわたって木・金曜日[人 88] にレギュラー出演。2009年3月でいったん降板した際には、最終出演日（同月26日）に、9年間の活躍を振り返るVTRの放送や花束贈呈などがあった。同年4月から1年間は、金曜日の前枠番組『バンバンバン』でパーソナリティを担当。同番組が終了した2010年4月から2011年9月まで、金曜日のレギュラーに復帰していた。
- 佐川満男◎ - 2000年7月5日から2011年9月28日まで、「前略、旅先にて」のVTRリポーターを務めた。同コーナーの終了を機に71歳でレギュラー出演を終了したが、2018年9月から「キッチンぷいぷい」のゲストとしてスタジオへ随時出演。「フィナーレウィーク」では、第4日（2021年3月11日）に放送された「とびだせ!えほん」の最終回で、親交の深い長谷川に向けてVTRでメッセージを寄せた。
- 小池清 - 毎日放送の元アナウンサー・アナウンサー室長で、定年退職後にフリーアナウンサーとして、「前略、旅先にて」や「ハッピーアワーたいそう」（2010・2011年）のナレーターを担当。2012年4月28日に80歳で永眠したことから、当番組が生前最後のレギュラー番組になった。
- 千鳥○ - 17時台のVTRコーナーを中心に、2005年4月から月・金曜日に出演。2012年4月から『プリ?プリ』の木曜レギュラーへ異動した後に、活動の拠点を東京へ移した。「フィナーレウィーク」では、VTRコーナーを担当していた時期の映像を放送。
- 前田典子 - 2011年9月8日（木曜日）にゲストで初出演。東京在住ながら、大阪市東住吉区出身という縁もあって、2011年10月から2012年3月まで、火曜日にレギュラーで出演していた。2012年4月から水曜日へ移動（1回だけ出演）。
- 小椋久美子 - 本業のバドミントン競技からの引退・結婚を機に、2011年5月から木・金曜日に不定期でパネラーを務めていた。2011年10月から木曜日の週替わりレギュラーに昇格。不定期で他の曜日にも出演していたが、2012年4月から月・水曜日にレギュラー出演。2012年9月で降板した後も、「☆印」でバドミントン関連の話題を扱う場合に、コメントを寄せることがある。
以下の人物は、2014年4月のリニューアル（第2次4時間放送化）を機に降板。
  - 橋本大二郎 - 2012年夏頃から月1 - 2回のペースで、木曜日に出演。後に、「ぷいぷい顧問」に準ずる役割で、曜日を問わず登場していた。降板後は、2018年9月まで『ワイド!スクランブル』（テレビ朝日）の司会を担当。
  - 村井美樹 - 角と同じく大阪府四條畷市・四條畷高校の出身。不定期での出演を経て、2012年10月から水曜日に登場していた。
  - 蟹瀬誠一 - 2012年秋頃から出演。「ぷいぷい顧問」に準ずる役割で、主に木曜日のオープニングから17時前まで出演していた。

#### 2014年4月　- 2018年9月の間に降板
- プリマ旦那 - 2013年4月から2015年3月まで、水曜日で「プリマ旦那の若旦那21（トゥエンティーワン）」のリポーターを担当。当番組へ出演する前にも、『プリプリ』で冠コーナーのリポーターを務めた。令和時代の初日（2019年5月1日）から、コンビ名を「令和喜多みな実」に変更。
- 川崎亜沙美 - 2014年4月から9月までは月曜のオープニングから15時台前半まで、同年10月から2015年3月までは水曜日に出演。2015年4月から9月までは、西川忠志に代わって「密着わくわく1日」を担当していた。同年10月から同コーナーのリポーターを中間淳太が引き継ぐことを機に降板。
- 服部克久 - 2003年から2008年頃まで、金曜日を中心に出演。作曲家・編曲家として多大な功績を残していたことから、角が当番組のレギュラー出演をいったん終了した時の放送では、スタジオでのピアノ生演奏で角を送り出した。その後も生中継企画などでピアノを随時演奏したほか、「キッチンぷいぷい」へ不定期で登場していたが、2020年6月11日に末期腎不全のため83歳で永眠。当番組では、翌12日（金曜日）放送分のオープニングで、出演時の映像を交えながら訃報を伝えた。
- 須藤元気 - 2008年6月から2009年5月まで、曜日を問わずパネラーを務めた。降板後の2019年から、参議院比例区選出の参議院議員として活動中。
- 香西かおり - 大阪市港区の出身・在住で、2009年に不定期でパネラーを務めた。降板後も「キッチンぷいぷい」へ随時ゲスト出演。
- 芝田山康 - 出演時の名義は「芝田山親方」で、スイーツが好物であることから、「スイーツ巡業」（2009年・2010年の「ちちんぷいぷい物産展」との連動ロケシリーズ）を中心に出演。
- 月亭八方 - 2008年10月からの半年間は隔週で金曜日[人 89]、以降は2011年9月28日まで隔週で水曜日に出演。月亭八光の実父・師匠であることから、八光との親子・師弟共演を果たすこともあった。
- 山本博（アーチェリー選手） - 2007年から2009年まで、パネラーとして不定期出演。
- トミーズ雅 - 2011年5月に「リアル世界くん」で角と中国・上海を取材した他、角の勇退回の2011年9月30日にも出演。2011年10月からは木曜に出演（おもに桂南光の代わりに出演）。相方の健の代理で出演した事もある。
- 中尾彬 - 毎週土曜日に『知っとこ!』（毎日放送の制作によるTBS系列全国ネット生放送番組）へ出演していた時期に、金曜日の放送や関連イベントに出演。病気療養などで一時降板していたが、2011年12月から復帰した。
- 子守康範 - 毎日放送出身のフリーアナウンサーで、2008年4月から放送を開始した『子守康範　朝からてんコモリ!』への出演と並行しながら、同年10月から2012年頃までロケコーナーや企画取材を随時担当。
- ダニエル・カール - 2012年10月から一時、パネラーとして水曜日に出演。
- 柳本晶一 - 大阪市の出身で、バレーボール日本女子代表元監督。
- 安田美沙子 - 京都府の出身で、2012年5月から2014年3月まで、木曜日や京都関連の特別番組・企画に出演。
- つるの剛士 - 小学生時代には大阪府高槻市に在住。「ウルトラパン大作戦」（2012年にヤマザキパンとの間で実施したパンのコラボレーション企画）でも、ウルトラマンダイナとしてVTRで出演していた。
- 銀シャリ - 2015年4月から9月まで「銀シャリのブラリ…言われましても」、2015年10月から2016年5月まで「いっしょに帰ろッ!」、2016年6月から2017年3月まで「銀シャリの駅前パトロールしよッ!」のリポーターを担当。2016年12月のM-1グランプリ優勝を機に、活動の拠点を東京へ移すことから、2017年3月29日放送分の担当コーナー終了に伴って降板した。
- 廣田遥 - トランポリンの現役選手時代からゲストで数回出演。引退後の2011年から、木・金曜日にへ不定期でパネラーを務めていた。同年10月から木曜レギュラーに昇格した後に、2014年4月から、『晴れたらいいね』木曜枠（「廣田遙のはるか世界へ!」→「廣田遙のはるか未来へ!」→「廣田遙の肩こってませんか?」）のリポーターも兼務。「ぷいぷいアスリート」の一員として仁川アジア競技大会やリオ・デ・ジャネイロオリンピックで周辺取材を担当したほか、「リアル世界くん」（2016年初頭のアメリカ・ポートランド取材）や「ANDOツアー」でもリポーターを務めた。引退後は母校の阪南大学に在職しているため、2014年4月以降の放送では、自己紹介字幕に「阪南大学所属」という肩書を付けていた。2017年6月の降板を経て結婚。
- 和田ちゃん（和田美枝） - 「女と男」として相方の市川くん（市川義一）と共に「すみびぃき団」（2010年の若手芸人向けレギュラーオーディション）へ参加したことを機に、2017年9月までロケ企画や特別企画へ出演。市川は、和田の降板後も、単独でレギュラー出演を続けている。
- ゆりやんレトリィバァ - 2017年度の上半期に、水曜日の第2部で不定期に放送された「門出物語」[人 90] のリポーターを担当。
- 和牛（水田信二・川西賢志郎） - 2017年4月から9月まで、「和牛の買う買うGメン」（毎週水曜日に放送されていたロケ企画）のリポーターを務めた。
- 三浦大輔 - 奈良県の出身で、2016年シーズンまでは横浜DeNAベイスターズの投手。現役時代には、毎年のシーズン終了後（主に12月上旬）に1日だけ、毎日放送の複数のテレビ・ラジオ番組と掛け持ちで一部のコーナーへ出演していた。現役引退後の2017年・2018年には、不定期ながら全編に登場していたが、2019年から一軍投手コーチとしてDeNAに復帰（2020年に二軍監督・2021年から一軍監督へ就任）。

#### 2019年3月以降に降板
- 佐伯チズ - 2010年から木・金曜日を中心に出演を開始したことを皮切りに、水曜日（2011年10月以降）→ 火曜日（2012年4月以降）→　隔週水・木曜日（2014年4月以降）→　水曜日（2015年10月以降）→ 月曜日（2017年10月以降）でパネラーを務めた後に、2019年3月4日放送分でパネラーからの勇退を表明した。勇退から1年後の2020年3月にALSへ患っていることを自身で公表したが、同年6月5日に76歳で永眠（生前の所属事務所から同月9日に公表）。いずれの公表に際しても、当番組では公表直後の放送でその旨を最初に伝えていた。
- 蝶野正洋 - 2017年10月6日から、準レギュラー扱いで金曜日の全編へ出演。「行けばわかるさ　絶景散歩」（2019年3月まで毎週金曜日に放送された紀行ロケ企画）でリポーターを務めることもあった。
- たむらけんじ★▽◎ - 2006年4月から一貫して、月曜日にレギュラーで出演。「たむらけんじの学校に行こッ!」[人 91]（高校への訪問ロケ企画）のリポーターも務めたほか、2006年から2016年までは、「高校生カレー甲子園」の大会実行委員長（司会）を任されていた。「ファイナルウィーク」では、初日（2021年3月8日）の全編にわたってスタジオへ出演したほか、「たむらけんじの学校に行こッ!」シリーズ最終回のロケ取材も担当。
- 月亭方正▽ - 2017年10月から月曜日の全編に登場。「ぷいぷい落語会」には、『ミント!』異動後の2019年にも出演した。
- シャンプーハットてつじ▽  - 2017年10月から2019年3月まで水曜日にレギュラー出演。スタジオパネラーにとどまらず、松川とのコンビで大阪市内からの百貨店からの中継リポート（不定期）、辻沙穂里とのコンビで「わざわざグルメ調査隊」[人 92]（2018年10月から隔週で放送されたロケ企画）もリポーターを務めた。
- 小籔千豊▽◎ - 2008年1月からロケ企画（「プリンのおっさん」など）のリポーターを務めた後に、2010年1月から2011年9月まで、隔週水曜日に全編のパネラーを担当。自身が座長を務める吉本新喜劇からも、未知やすえ・西川忠志・宇都宮・酒井など、多数の座員が当番組へ出演していた。自身は、2011年10月から2019年3月まで月に1回のペースで金曜日の全編に出演した後に、『ミント!』の金曜パネラーへ異動。当番組の最終回で全編にわたってスタジオへ出演したほか、「プリンのおっさん」のロケ映像が紹介された。
- 笑い飯哲夫 ▽◎ - 2018年3月2日から、中間と交互に「笑い飯哲夫の明るく楽しいお寺ツアー」[人 93] の「コンシェルジュ」（ガイド兼スタジオ進行担当）としてレギュラー出演。当番組の「ファイナルウィーク」では、第3日に放送された「ディープOSAKA徹底調査」のなんばグランド花月ロケに、「笑い飯」として登場していた。
- 諸見里大介▼ - 酒井と同じよしもと新喜劇の座員（2019年2月以降はリーダー）で、酒井と交互に「お手伝いしよッ!」のリポーターを務めた。
- 近藤夏子 ▼- 2017年8月10日から、木曜日の全編へ出演。同年10月から、三戸との隔週交代で「とっておきスイーツ」のリポーターを担当していた。
- 藤本美貴▼ - 北海道放送の放送対象地域・北海道滝川市出身で、モーニング娘。のメンバー時代からゲストで随時登場した後に、2017年10月5日から木曜日の全編に不定期出演。（モーニング娘。を含む）新旧のHello!Projectメンバーから初めて起用されたパネラーでもある。
- 前園真聖▼ - 南日本放送の放送対象地域・鹿児島県薩摩川内市出身の元・プロサッカー選手で、2018年2月7日から水曜日の全編に登場。2018 FIFAワールドカップの期間中には、曜日を問わず、当番組のスタジオや毎日放送東京支社からの生中継で解説を担当した。
- 山本彩▼（元AKB48・元NMB48） - NMB48に所属していた2018年6月7日から、木曜日の全編に不定期出演。
- 横山だいすけ▼ - ゲストとしての不定期出演を経て、2018年10月24日から水曜日の全編に不定期出演。
- 西川忠志▼ - 西川かの子の実兄で、2012年8月頃から特別企画などで不定期出演。2014年4月から2015年3月までは、自身と同じくよしもと新喜劇へ所属する酒井藍と交互に「密着まるまる1日」へ登場していた。2015年4月からは水曜日に出演。2015年10月から2017年3月までは、河田とのコンビで生中継企画のリポーターを務めた。2017年3月にレギュラー出演を終了してからも、特別企画の進行役やロケリポーターの代役などで頻繁に登場。『ミント!』にも、同様のポジションで、VTR企画に随時出演している。
- 松尾貴史 - 神戸市の出身。毎日放送では、『住人十色』のMCを、番組開始当初の2008年4月から務めている。2012年度には『プリプリ』木曜日のレギュラーパネラーも務めた。2015年10月から当番組の月曜レギュラーに加入。2016年4月からは、寺平との隔週交代で木曜日に出演していた。2017年10月から、月曜日へのレギュラー出演を再開。2019年9月23日放送分で降板したが、『住人十色』には引き続き出演している。
- 堀ちえみ◎ -  前述した事情からレギュラー出演を終了した後も、VTRで随時登場。「フィナーレウィーク」の第4日で、2019年2月14日放送分以来およそ2年ぶりのスタジオ出演を果たした[78]。
- 水谷千重子○（「友近さんの友達」と称する大御所演歌歌手風キャラクター） - 2018年1月17日から2020年3月25日まで水曜日で放送された街頭ロケ企画「駅前シャッターチャンス」に、福島とのコンビで定期的に出演。同コーナーには一貫してロケVTRにしか登場しなかったが、「キッチンぷいぷい」や『ちちんぷいぷい　歌碑ものがたり　紅白歌碑がっせん』ではスタジオ出演を果たしている。「フィナーレウィーク」では、「駅前シャッターチャンス」（2019年10月23日放送分）の番組20周年特別企画（福島と松川が同行したロケ企画）として天満座（大阪府豊中市）で開催した歌謡ショーで前川とデュエットを披露した際の映像が紹介された。

#### 降板時期不明（自然降板扱い）
- 寿美花代 - 番組開始当初から長年にわたって、木曜を中心に、水・金曜へ出演。
- 奥山佳恵 - 番組開始当初から2009年9月まで出演。2000年から2002年度まで金曜レギュラーを務めた後に、2008年11月頃から金曜に不定期で登場していた[人 94]。2015年11月17日放送分から、ハイヒールモモコの代役としての出演を機にパネラー復帰。
- きたろう - ざこばと南光が休暇や別の仕事の時にピンチヒッターとして出演。
- 井筒和幸 - 2006 - 2007年に、隔週ペースで水曜日に出演。2012年5月から、同曜日への出演を不定期で再開していた。2014年4月からは、「ぷいぷい顧問」に準ずる扱いで、月曜日を中心に不定期で出演。
- 本上まなみ - 大阪府茨木市の出身。「キッチンぷいぷい」へのゲスト出演を経て、2014年10月から、当時火曜日のパネラーだったハイヒールモモコが登場しない週に全編へ出演。
- 国生さゆり - 2015年から、月・火曜日を中心に出演。メッセンジャー黒田との交際が報じられていた出演当初は、黒田との共演歴が長い山本浩之から、交際の模様をたびたび話題に挙げられた（後に黒田と破局したうえで別の男性と再婚）。
- 寺川綾 - 大阪市の出身で、2015年10月から水曜日に出演。『報道ステーション』（テレビ朝日）金曜日のスポーツキャスターなどを務める2016年度以降は、当番組から遠ざかっている。
- 佐藤弘道 - 木曜日に不定期で出演。一時は、レギュラーに準ずる扱いを受けていた。
- 岡崎朋美 - 北海道放送の放送対象地域・北海道清里町の出身で、2017年9月14日から木曜日に出演。同年10月から、出演曜日を月曜日に変更している。
- はしのえみ - 南日本放送の放送対象地域・鹿児島市出身で、2017年9月28日から木曜日に出演。同年10月から、出演曜日を月曜日に変更した。
- 舞羽美海 - 2017年10月12日から木曜日に出演。寿美花代と同じく、兵庫県西宮市・宝塚歌劇団出身である。
- 内山奈月 - 新旧のAKB48メンバーから初めて（秋元康プロデュースのグループ出身者からは国生に次いで）起用されたパネラーで、2017年12月7日から木曜日に出演。AKB48のメンバー時代から「憲法アイドル」としても活動している縁で、同年10月22日には、当番組と『VOICE』の共同制作による第48回衆議院議員総選挙開票特別番組『激突!与野党大決戦 選挙スタジアム2017』関西ローカルパートにスタジオゲストとして出演していた。

### 「ぷいぷいアーティスト」
毎日放送がオーサカキングを開催していた時期には、服部隆之やMALTAが、当番組の音楽企画を指揮していた。この他にも、「ぷいぷいファミリー」扱いのアーティストゲストとして、加山雄三、服部隆之、MALTA、平原綾香、ゴンチチ、押尾コータロー、ET-KING、中孝介、かりゆし58（主に前川真悟）、カサリンチュ、Little Glee Monster、竹原ピストル、たこやきレインボーなどが定期的に出演。「キッチンぷいぷい」へ随時登場するほか、当番組のスタジオ（または中継先）で演奏や歌唱を披露することもあった。
ゴンチチのチチ松村は、2015年10月から、中間淳太によるVTRロケコーナー（前述）や「ヤッター商店街!」のナレーターを担当。Little Glee Monsterは、2017年10月から一時、木曜日に「とびだせ日本　リトグリ通信」という冠コーナー（VTRで不定期放送）へ出演していた。ET-KINGについては、リーダーのいときんやMCのTENNが、生前に単独（またはコンビ）で頻繁に登場。ユニットの一時的な活動休止（2014年4月） の直前にET-KINGとして最後のテレビ出演を果たしたほか、TENNの急逝（同年9月）やいときんの逝去（2018年1月）に際しては、当番組の冒頭で訃報を伝えた。
「フィナーレウィーク」では、全曜日の共通企画として「ありがとうのうた」を編成。第1日にはヤバいTシャツ屋さんと角の対談、第2日にはコブクロと山中の対談（いずれも事前収録）を放送した。第3日には、当日のスタジオパネラーでもあった前川が、ET-KINGとのコラボレーションメドレーをスタジオで披露。第4日には、Little Glee Monsterが、ライブ本番直前の大阪城ホールで山本浩之のギター伴奏に合わせて「MY HOME」（「はたちのうた」の前のエンディングテーマ曲）を歌った（最終日には前述した「グランドフィナーレ」を編成）。

### 「ちちんぷいぷい運動部員」 → 「ぷいぷいアスリート」
「政治部」「国際部（世界班）」「京都支局」「明るい経済部」に続く放送上の番組内部署として、2012年2月1日に発足。当番組でレギュラーコメンテーターを務めたり、レギュラーに準ずる扱いで出演したりしている以下のスポーツ関係者（◎は毎日放送アナウンサー）が、現役時代の種目に関する話題を「★印」で扱う際にスタジオ解説やVTR取材を実施していた。レギュラー出演者がスポーツに挑戦する企画でコーチを務めることや、スポーツに関する番組主催のイベントにパネラーとして出演することもあった。
- 部長：松本麻衣子◎（2012年5月から所属、2014年までは毎日放送のラジオ『MBSタイガースライブ　→　MBSベースボールパーク』のベンチリポーターを兼務）
- キャプテン：井上雅雄◎（スポーツアナウンサー）- 2012年4月からは主に水曜日の放送へ出演。同時期に水曜日のレギュラーへ加わった遠山奨志（毎日放送野球解説者、元阪神タイガース投手・コーチ）とのコンビで、「ぷいぷい運動部」を担当。2014年度からは不定期出演へ移行。
- 副キャプテン：河田直也◎（元・スポーツアナウンサー、2012年4月から所属） - 主にオリンピック関連の取材・報告を担当
- 野球：遠山奨志（2012年）→今岡誠（2013年、いずれも水曜日）→　遠山・今岡（2014年）
- サッカー：本並健治（なでしこリーグ・スペランツァFC大阪高槻元・監督、元・ガンバ大阪ゴールキーパー、不定期出演）[人 97]
- ラグビー：大畑大介（月曜日　→　火曜日　→　金曜日）
- バドミントン：小椋久美子（月曜日） - 水曜日へのレギュラー出演を開始した2012年4月4日の放送で全曜日制覇。同年9月でレギュラーを降板した後も、「☆印」でバドミントン関連の話題を扱う場合に、コメントを寄せることがある。
- トランポリン：廣田遥（木曜日）
- テニス：沢松奈生子（火曜日 →　金曜日　→　火曜日、2012年3月から所属）
- マラソン：千葉真子 （2011年8月から陸上競技・マラソン関連特集を実施する際に不定期で出演）[人 98]

ちなみに、「運動部」が発足する前の2011年には、阪神関連の話題で平田勝男（当時・毎日放送野球解説者）が不定期で出演。同年から阪神ファンであることを放送で名乗り始めた西の「師匠」として、阪神の戦い振りをスタジオで解説したり、西による同球団のキャンプ・公式戦取材に同行したりしていた。
今岡を水曜日のレギュラーに起用した2013年からは、プロ野球シーズン中の同曜日に「☆印」で阪神タイガースの戦い振りを紹介する場合に、「ぷい虎　withタイガース」というタイトルを付けていた。
2014年4月からは、「ぷい虎　withタイガース」を「ぷいぷい with Tigers」へ改めるとともに、プロ野球シーズン中の火曜以外の曜日に放送。これを機に、『VOiCE』からスポーツ関連のレギュラーコーナーが消滅した。
2014年度からは、「ちちんぷいぷい運動部」所属のスポーツ関係者や、「ぷいぷい with Tigers」へ出演の野球解説者を「ぷいぷいアスリート」と総称。前述の「雪まつりつくろう」以外にも、以下のように、VTRロケコーナーや生中継でリポーターを務める事例が相次いでいる。
- 大畑：火曜レギュラーだった2014年4月から6月まで、『晴れたらいいね』枠のコーナー「女子力の花園」のリポーターを兼務。TBSテレビが日本国内での放送権を保有していた2014年アジア競技大会の開催期間中（9月19日 - 10月4日）には、「特派員」という肩書で、廣田と交代で開催地・仁川広域市（韓国）の周辺取材を任された。2015年2月以降の「今日のダレ?」では、事前収録によるアスリートへのインタビュー企画を実施する際に、「欲しがり兄さん」と銘打ってインタビュアーを担当。同年5月からは、宇都宮が単独でリポーターを務めていた『晴れたらいいね』枠のコーナー「いつかはなりたい小料理屋のおかみ」→　「旬夏秋冬　今年はど～う?」で、宇都宮と共にリポートを担当していた。2017年の夏季には、「ぷいぷいラグビー部」（立命館大学ラグビー同好会出身の河田や一般公募で選ばれた35歳以上のラグビー経験者による男子ラグビーチーム）の監督を務めた。
- 廣田：2014年4月から、レギュラー出演を終了する2017年6月まで、『晴れたらいいね』木曜枠のコーナー（「はるか世界へ!」→「はるか未来へ!」→「廣田遙の肩こってませんか?」）のリポーターを兼務。同年アジア競技大会の「特派員」、第66回さっぽろ雪まつりでの生中継リポート、綾瀬はるかへのVTRインタビュアー[人 99] も任されている。2015年の世界陸上北京開催期間中も、「特派員」として周辺取材を担当。2016年のリオデジャネイロオリンピックにも、山中・遠山と共に派遣された。
- 沢松：上地結衣（沢松と同じ兵庫県出身の車いすテニス選手）を定期的に取材。2015年1月には、全豪オープンテニス[人 100] の男子シングルスに錦織圭が出場したことから、周辺取材企画「Go!Go!全豪オープン」のリポーターとして開催地・メルボルンに派遣された。
- 今岡：水曜日のVTRロケ企画「プリマ旦那の熱血アカデミー ホームラン打ちたいんや!!」（2014年12月 - 2015年3月4日放送）に、阪神OBの投手（杉山直久 → 遠山 → 藪恵壹）からのホームランに挑戦する視聴者へのコーチを担当。毎月最終週に放送する対戦では、井上が実況を務めていた。
- 遠山：河田・楠が担当している「昔の人は偉かった」で、2014年に河田の急病に伴う代役として和歌山県内のロケ（1週分）に急遽参加した。「雪まつりつくろう」以降も、「他人の世話を焼かせたら球界No.1の遠山親方」という触れ込みで、野球関連以外の力仕事への「お手伝い」やグルメリポートを兼ねた単独でのロケ企画を随時放送。2015年5月に放送された「リアル世界くん　遠山親方のベトナムお手伝い旅」では、普及の途上にある少年野球の指導にも携わった。同年6月からは、「いつかはなりたい小料理屋のおかみ」→　「旬夏秋冬　今年はど～う?」にも、「宇都宮への助っ人」という役割で大畑と交互に出演していた。2016年のリオデジャネイロオリンピックでは、日本のプロ野球シーズン中にもかかわらず、オリンピックの周辺取材を初めて担当。

2015年7月18日にワールド記念ホールで開かれた「関ジャニ∞リサイタル お前のハートをつかんだる!!」神戸公演（全3公演）では、関ジャニ∞による御当地企画の一環として、毎日放送とのコラボレーション企画を実施。当番組から「隊長」に任命された大畑・遠山・廣田と、18名の視聴者（兵庫県出身・在住・在勤・在学でラグビー・野球・トランポリンの経験がある希望者対象の公募で選抜）から成る3つのチーム（各チーム7名）が、関ジャニ∞のメンバーと一緒にステージでダンスを披露した。
オリンピック・世界陸上・FIFAワールドカップ期間中には、以下の人物がスタジオや毎日放送東京支社からの生中継で解説を担当することや、コメントを寄せることがあった。
- サッカー
  - 遠藤彰弘（サッカー指導者、元・横浜マリノスおよびヴィッセル神戸MF） - 2014年FIFA ワールドカップ期間中から、サッカーの国際大会・日本代表・実弟の遠藤保仁が所属するガンバ大阪の話題を扱う場合に随時出演。放送上は「お兄ちゃん」と呼ばれている。2018年FIFA ワールドカップの期間中には、彰弘に代わって、保仁が倉田秋（ガンバでのチームメイトで日本代表経験者）と共にゲスト解説者としてスタジオに出演。
  - 加地亮（ガンバ大阪などのJリーグクラブでMFやDFとしてプレー） - 2017年にJ2のファジアーノ岡山で現役を引退したことから、2018年FIFA ワールドカップの期間中に、スタジオで解説を担当。日本代表戦のテレビ中継をメインパーソナリティ（山本浩之や河田）がリアルタイムで視聴するロケ企画にも、解説者として立ち会っていた。
- 柔道：篠原信一 - 神戸市の出身で、リオデジャネイロオリンピックの直前から出演。「北京オリンピック柔道男子日本代表監督」という立場から、代表選手の解説や後任の代表監督・井上康生へのインタビューを担当している。
- 陸上短距離走：井上悟（近畿大学陸上競技部コーチ） - 大阪府岸和田市の出身
- 競泳：岩崎恭子・田中雅美
- 卓球：四元奈生美
- 男子体操：塚原直也
- バドミントン：芝スミ子（旧姓：北田、ソウルオリンピックバドミントン・女子ダブルス日本代表） - 四條畷学園高校の出身で、現役時代は小椋と同じく、三洋電機のバドミントンチームに所属。
- フィギュアスケート：渡部絵美
- アーティスティックスイミング：青木愛 - 京都府の出身。日本代表として出場した北京オリンピックを最後に現役を引退してからは、『戦え!スポーツ内閣』に「シンクロ大臣」という肩書で定期的に出演するなど、大阪を拠点に指導者・タレント・コメンテーターとして活動。

2017年度からは、「ぷいぷいスポーツ部」という期間限定のロケ企画を、金曜日の第2部（16時台の後半）で随時放送。毎回1つの競技を対象に、当該競技の経験者がチームを組んだうえで、「強豪」とされるチームの出身者が参加するチームとのスペシャルマッチに挑むまでの模様に密着していた。いずれのチームでも、大畑が監督を担当。企画が始まるたびに、対外試合への出場経験や出身のチームなどを問わず、当該競技のアマチュア選手だった中高年の視聴者を募集したうえで選考と練習を実施していた。
- 2017年6月 - 8月：「ぷいぷいラグビー部」（キャプテン：河田直也、マネジャー：古川圭子）
  - 大学生時代に一時ラグビー同好会で活動していた河田と、高校生時代にラグビー部のマネジャーだった古川が、当番組からチームに参加。35歳以上の男性視聴者からラグビーの経験者を募集したうえで、高校ラグビー界の強豪校である常翔学園高等学校のOBチームと、7月31日（日曜日）に大阪国際大学守口グラウンド対戦した。「ぷいぷいラグビー部」選手（総勢35名）の平均年齢は43歳で、試合は19 - 7というスコアで常翔学園高校OBチームの勝利。
- 2018年2月 - 4月：「ぷいぷい女子バスケ部」（キャプテン：山中真）
  - 30歳以上の女性視聴者から、バスケットボールの経験者が15名参加。高校生時代までバスケットボール部で活動していた山中をキャプテンへ任命するとともに、勝又英樹（芦屋大学女子バスケットボール部コーチ、元・大阪エヴェッサSFおよびPF）をコーチに迎えた。2018年4月1日（日曜日）には、府民共済SUPERアリーナで開催のB1リーグ公式戦・大阪エヴェッサ対新潟アルビレックスBB戦の前座試合として、（オリンピック出場経験者4名を含む）日本代表OGだけで構成される「ドリームチーム」（キャプテン：村上睦子）とのスペシャルマッチを開催した。試合は42 - 11というスコアでドリームチームの勝利。

なお、山中は2017年6月25日（日曜日）に、火曜日の企画で「大阪城トライアスロン2017」スプリントディスタンス部門に出場。トライアスロン未経験で、練習期間がおよそ1ヶ月しかなかったにもかかわらず、1時間19分56秒で完走を果たした（記録は215人中19位）。大阪城周辺で初めて開かれるトライアスロンの国際大会でもあったため、当番組ではトライアスロンを初めて本格的に撮影。ヘリコプター1機とテレビカメラ10台を用いて撮影した映像のダイジェストを、27日（火曜日）の第2部で放送した。41歳だった2018年にも、6月10日（日曜日）開催の「大阪城トライアスロン」第2回大会へ出場。第1回より距離の長いスタンダード部門・男子40 - 44歳部門（全行程総距離48.5 km：スイム1.5 km →　バイク37km　→　ラン10km）に出場すると、目標タイム（2時間40分）より速い2時間20分36秒で完走するとともに、出場89人中8位という好成績を残した。
また、2017年3月12日（日曜日）に大阪府内の淀川河川公園で催された「第5回淀川寬平マラソン」（当番組レギュラーの間寛平が主宰するマラソン大会）では、当時のレギュラー出演者を代表して、山中・大吉・松川・豊崎・広瀬がチーム単位で「42.195 km駅伝」（同年から新設された部門）へ参加。1区（10 km）・山中 → 2区（5 km）・松川 → 3区（11 km）・大吉　→　4区（11 km）・広瀬　→　5区（5 km）・豊崎という出走順で、当番組全編の放送時間にちなんだタイム（3時間55分）以内でのゴールに挑んだ ところ、3時間16分3秒（59チーム中9位）という記録で完走を果たした。当番組では、同月17日（金曜日）の第2部で、駅伝のダイジェストを放送。2018・2019年には、吉本陸上競技会（大阪府吹田市の万博記念競技場で2001年から年に1回開催）にも、当番組のレギュラー陣代表が「ちちんぷいぷいチーム」（または『ミント!』との合同チーム）として一部の競技に参加していた（別途詳述）。

## 使用曲
オープニングテーマとCM前に流れる音楽（ジングル）の作曲は花*花（番組開始当時はメジャーデビュー前）のこじまいづみで、携帯電話の着メロにも採用されている。エンディングテーマは約10年間花*花の楽曲を使用してきたが、2010年からは、番組が企画した数組のアーティストによるオリジナル楽曲を使用している。

### オープニングテーマ
- 「ぷいぷい行進曲」
  - こじまによれば、当番組の開始に向けたテーマソング作りを依頼されてから、わずか3時間でメロディが仕上がったという。
  - 毎日放送のアナウンサー室では、楽器の演奏が得意なことを自認する16名のアナウンサー[注 59] がこの曲を自宅などで別々に演奏した映像をオーケストラ風に編集した動画「【おうちにいようよ】MBSアナウンサーオーケストラ・ぷいぷい行進曲」を、2020年5月16日（土曜日）からYouTube上の公式チャンネルで配信。当番組では放送上曲の途中でオープニングパートに切り替わるため、花*花が曲の続きを特別に作ったほか、CM前ジングルのメロディを最後に組み込んでいる。
  - 『ブロードキャスト・トラックス 毎日放送（MBS）編』にCM前後のジングル『ぷいぷいチャン』と共に収録されている。

### エンディングテーマ
◎の楽曲は番組内で数回挿入されるスポンサー切り替え映像のBGMにも使用
- 「ずっと一緒に」（唄・花*花、開始 - 2009年12月25日、2010年11月22日、2020年4月10日、2021年3月12日）
- 「明日の空」◎（唄・おいしいうたファミリー[注 3]、2010年1月5日 - 11月19日、2010年11月24日 - 2011年9月29日）
- 「未来の花束」◎（唄・ぷいぷい軽音部、2011年10月3日 - 2012年6月18日）
- 「この街に生まれて」◎（唄・PuiPui HOME TOWNS[注 60]、2012年6月20日 - 2014年3月28日）
- 「故郷」（唄・カサリンチュ、2015年4月 - 7月）
- 「さあいこう」（唄・カサリンチュ、2015年8月3日 - 10月2日）※「ちちんぷいぷい2015 話したくなる夏」（同年8月に放送された特別企画シリーズ）のテーマソングとしても使用。
- 「やまおり たにおり」（唄・カサリンチュ、2015年10月5日 - 2017年9月29日）
- 「めぐる」（唄・花*花、2017年10月2日 - 2018年8月15日）
- 「MY HOME」（唄・Little Glee Monster、2018年8月16日 - 2019年10月11日[注 61]）
- 「はたちのうた」◎（唄・ヤバイTシャツ屋さん、2019年10月14日 - 2021年3月11日）※「ちちんぷいぷい おかげさまで20歳 ～やりたいことつめこんだらヤバイ10日間になりましたスペシャル～」のテーマソングとして制作。「きょうのプレゼント」のBGMにも使われている。

### CM前後のジングル
『ぷいぷいチャン』と称するジングルを、放送開始の当初から使用。ジングルの冒頭では、ぷいぷいさんが横向きでラッパを吹くアニメーションを、ワイプ映像で画面の右下に挿入していた。
スポンサー切り替え映像のBGMについては、2014年度に、花＊花のオリジナルジングルを使用。2015年3月30日から最終回までは、Little Glee Monsterが「今日も元気に　ちちんぷいぷい」「ぷいぷい!」といったフレーズをアカペラで歌った音源も流していた。
2003年9月16日（阪神タイガースが18年ぶりにセントラル・リーグ優勝を決めた翌日）の放送では、花＊花のオリジナルジングルではなく、「阪神タイガースの歌」 (六甲おろし）のサビのカラオケをCMの前に流した。
浜村が角の代理司会を務めた際には、『ありがとう浜村淳です』（浜村が日曜以外の曜日の午前中に長年パーソナリティを務めているMBSラジオの生ワイド番組シリーズ）で流れているジングルのアレンジバージョンをCM前に放送。オリジナルの音源では「ありがとう」というコーラスに続いて「浜村淳です」という本人のアナウンスを入れている部分を、ぷいぷいさんのラッパ音「ぷいぷい」に置き換えた。当時は「株式会社MBSラジオ」の発足前（毎日放送によるラジオ・テレビ放送事業の兼営時代）であったため、CM明けのジングルには、当時の正式局名（「毎日放送」）が入っている『ありがとう浜村淳です』のジングル（「ありがとう毎日放送です」というコーラスバージョン）の音源を流用していた。
2011年11月2日・2012年7月4日放送分では、『THE NAKAJIMA HIROTO SHOW 802 RADIO MASTERS』（FM802）との間でサイマル放送を実施中に、両番組のジングルのリミックスバージョンが特別に流された。

## 番組キャラクター：ぷいぷいさん一家
デザインは、愛・地球博の「モリゾー・キッコロ」、中部国際空港のオリジナルキャラクター「セントレアフレンズ」などを手掛けた、大阪のオリジナル雑貨ユニット「アランジアロンゾ」の作品に作風が似ているが、実は違う（アランジアロンゾの冊子、アロンゾペーパーで本人が主張）としている。その理由について専門誌の取材に対し、あくまで「ぷいぷいさんが描いているという設定」だからだと語っている。いわゆる「ぷいぷいさん一家」（『せやねん!』の「せやねんちゃん・ちゃうやろくん」、『あさやん!（終了）』の「あさやん・あさにゃん」、『あん!（終了）』の「あんちゃん・まんまんちゃん」と、毎日放送のローカル情報番組のキャラクター）には「MBS/PUIPUI」のコピーライト表記が入っている。
当番組のスタジオセットには、ハンドメイドによる「ぷいぷいさん一家」のぬいぐるみを置いていて、季節やイベント（クリスマスやバレンタインなど）に応じて衣装や持ち道具を変えていた。毎日放送がユニバーサル・スタジオ・ジャパン（USJ、大阪市此花区）内でMBSスタジオ in USJを運営していた時期（2001年3月31日から3年間）には、このスタジオを当番組で常時使用していなかったにもかかわらず、番組開始当初からの「ぷいぷいさん一家」（「ぷいぷいさん」「ひーさん」「わんわん」）を象った巨大なモニュメントをショーケースに展示。スタジオ見学者やUSJ入場者による写真の撮影も認めていた。
当番組の出演者紹介テロップには、男性パネラー用のロゴに「ひーさん」、女性パネラー用のロゴに「わんわん」のイラストを添えていた。もっとも、番組の中期から「ぷいぷいさん一家」に加えられた「くもくもとりさん」「げじー」を含めて、いずれのキャラクターも性別を設定していない。
当番組に出演したり、当番組の取材に応じた芸能人・アスリートには、ぷいぷいさん一家のぬいぐるみやグッズを渡すことが慣例になっている。陣内智則と結婚した藤原紀香が、加古川市役所に二人で婚姻届を提出する際に、ぷいぷいさん一家のクリアファイルの中に婚姻届をはさんで届け出た。番組関係者や番組出演者には事前にその事実は伝えられておらず、中継画面に映し出されて出演者みんなが感動する一幕もあった。世界規模のスポーツ競技大会（世界陸上・オリンピックなど）に日本代表として出場するアスリートを取材した映像を放送する場合には、大会中の使用を前提に、インタビュアーが取材の最後に「ぷいぷいタオル」を進呈するシーンが流れることも多かった。
ぷいぷいさん
赤と黒の横縞模様の服を着ている。帽子は脱げない理由があるらしい。なお、「キッチンぷいぷい」ではコック帽を被っており、帽子の上にさらに帽子を被る状態になる。肌身離さず持っているラッパは、たまに野球のバット代わりに使われる。MBSテレビにおける番組宣伝のメインキャラクターとして2003年6月2日に誕生した「らいよんチャン」が、毎日放送のステーションキャラクターを兼ねるようになった2009年頃までは、ステーションキャラクターとしての役割も担っていた。ただし、キャラクターとしての作風は、初期と後期で若干異なっている。
最終回の最後に流れた映像では、無人のスタジオに置かれている「ぷいぷいさん」のぬいぐるみをアップで映し出しながら、「感謝」と記されたロゴを左下に表示させていた。
わんわん
「ぷいぷいさん」の飼い犬。ぷいぷいさんのラッパの音を聞くのが幸せらしい。板東英二が、「じろう」と勘違いしていたことが番組中で発覚（2007年6月28日放送分より）。
ひーさん
ふとんのシーツのような姿をしており、動作が緩慢。疲れた人がいると抱きしめて癒してくれるが、実は本人も寂しがり屋である。
くもくもとりさん
2006年4月10日放送分から登場した第4のキャラクター。オレンジ色のボディーを持つ、雲と鳥の混成体。せやねんちゃん・ちゃうねんちゃんとは「飛び仲間」らしい。オープニングのCGアニメではぷいぷいさん専用のグライダーとしても使われる。
げじー
2015年7月20日放送分から登場した第5のキャラクター。紫色のゲジでしゃべることが特徴で、大きな食べ物をちょっとだけかじるのが大好き。オープニングのCGアニメではぷいぷいさんのラッパから出て来る。
2017年9月29日（金曜日）放送分までエンディングで流れていた「ラッキーワードくじ」のアニメーション映像では、他のキャラクターがくじの対象（ひらがな1文字）と結果を紹介した後で、最後に出たくじの結果に沿ったつぶやき風のメッセージを台詞代わりに表示させていた。
関西地方では「ぷいぷいさん一家」の知名度や人気が絶大で、毎日放送本社のM館には、「ぷいぷいさん」と「らいよんチャン」の巨大バルーンをエントランスの上に並置。M館1階の売店には、ストラップ、メモ帳、ステッカーなど、数多くのグッズが販売されている。また、「ぷいぷいさん一家」をあしらったステッカー（通称「ぷいぷいステッカー」）を、（「フィナーレウィーク」限定バージョンの「感謝ステッカー」を含めて）通算で19種類製作。出演者・取材への協力者・プレゼント企画への当選者などに向けた記念品として、累計で50万枚を配布していた。さらに、「きょうのプレゼント」には、季節に応じたグッズ一式が必ず添えられていた（最後のプレゼントは「ちちんぷいぷいファミリーセット」）。
ちなみに、角が当番組のタイトルを「ちちんぷいぷい」に決めた直接のきっかけは、毎日放送本社の南隣にある梅田ロフトでたまたま「アランジアロンゾ」のキャラクター展覧会を見たことによる。「アランジアロンゾ」という言葉に興味を引かれた角は、当時担当していた『すみからすみまで角淳一です』の放送中に、「アランジアロンゾ」の意味を知っているリスナーからの情報を電話で募集。その募集に応じた梅田ロフトの元・従業員から、アランジアロンゾが「ちちんぷいぷい」を意味するかのような情報を得たことを機に、「ちちんぷいぷい」と命名した。ただし、この情報自体は、元・従業員の勘違いであったことが後に判明している（本来の意味は「さあ行こう、アロンゾ」）。
毎日放送では、『せやねん!』の放送や「せやねんちゃん・ちゃうやろくん」の使用を、当番組の終了後も継続。「らいよんチャン」は、『よんチャンTV』という番組タイトルの由来になったことから、『よんチャンTV』の開始決定に伴って同番組のメインキャラクターを兼務している。「ぷいぷいさん一家」の扱いについては正式に発表していないが、実際には、当番組終了の2日後（3月14日）に「ぷいぷいさん」の巨大バルーンを撤去。本社の売店では、「ぷいぷいさん」グッズの発売を『よんチャンTV』の放送開始前日（同月28日）で終了した。

## 書籍
（　）内は初版の発売時期で、出版社の特記がない限り、いずれもぴあから発売。

### 「キッチンぷいぷい」関連
「キッチンぷいぷい」で紹介したレシピ関連の書籍
- VOL.1「わいわいおいしい」(2003年9月) ISBN 4835603842
- VOL.2「どんどんおいしい」(2003年10月) ISBN 4835603885
- VOL.3「まいにちおいしい」(2003年10月) ISBN 4835603893
- VOL.4「なるほどおいしい」(2004年9月) ISBN 4835604172
- VOL.5「いつでもおいしい」(2004年10月) ISBN 4835604199
- ちちんぷいぷいおいしいものブックVOL.1「おなじみ定食」(2006年3月) ISBN 4835604504
- ちちんぷいぷいおいしいものブックVOL.2「おたのしみ定食」(2006年4月) ISBN 4835604539
- ちちんぷいぷい四季の味ブック「つくりたくなる」(2008年5月) ISBN 4835604865
- ちちんぷいぷい四季の味ブック「ためしたくなる」(2008年5月) ISBN 4835604873

### その他の企画・コーナー
- ちちんぷいぷいの山登りブック（2002年9月） ISBN 4635921441
  - 2000年代の名物企画だった山登り中継に関する書籍で、山と渓谷社から発売。
- 西靖の60日間世界一周旅の軌跡（2010年10月） ISBN 4835619331
- 河田直也の60日間ほぼ世界一周 ~歩いた、描いた、旅の絵日記~（2011年11月）ISBN 4835619609
- 河田直也の60日間ほぼ世界一周 ~歩いた、描いた、旅の絵日記~（特典映像DVD付き、2011年11月）ISBN 4835619625
  - いずれも、60日間世界一周の記録をまとめた公式ブック。
- 前略、旅先にて -心はいつも旅の空- 佐川満男 画集（2008年4月） ISBN 4835616987
  - 木曜日の名物企画であった「前略、旅先にて」のロケ中に佐川が描いた絵画をまとめた画集で、当番組の放送2000回を記念して発売。
- とびだせ! えほん ができるまで （2013年7月） ISBN 4835626109
  - 「前略、旅先にて」の後継企画として2012年4月から放送中の「とびだせえほん」で、最初の1年間の足跡をまとめたムック。
- 菅ちゃん英語で道案内しよッ! （2017年9月13日） ISBN 4835638263
  - 「ロザンの道案内しよッ!」の名物である「菅ちゃん英語」（菅がロケで英語圏の観光客を案内する場合に披露する自己流の英語表現）をまとめたムック。
- ちちんぷいぷい 昔の人は偉かった 日本修行場めぐり（2018年9月29日） ISBN 4835636198
  - 「昔の人は偉かった」で2018年5月23日から2019年3月14日まで放送されていた「第十六章　日本修行場めぐり」のうち、序盤（16回分）の「修行」の足跡をまとめたムックで、「ぴあMOOK関西」の1冊として発売。

## スタッフ（2020年10月時点）
- プロデューサー：原田昌彦、大島到
- 編集長：佐川昌裕（放送開始当初から最終回まで一貫して制作に従事[3]、PJに映し出す情報の原稿を筆ペンで作成していた。「フィナーレウィーク」では村田元と共に「総合演出」を担当）
- 芸能P：松原謙介
- AP：田島敦夫、新保風子
- ディレクター：石田尚生、宮田大、福本泰昌、坂上大介、吉岡洋、松本繁男、菊操、あさのゆか、佐藤高平、永田洋介、ほか数十人
- フロア演出：鎌迫敏弘
- 構成：東野ひろあき、谷口隆三、米田元信、折原麻理ほか
- とびだせ!えほん：吉岡淳一
- 道案内しよッ!：石田尚生
- 昔の人は偉かった：横谷裕也
- 気象コーナー：村田元（2018年6月の気象情報部長就任を機に統括を担当、以前はディレクター→プロデューサー→総合演出、新作映画の紹介・解説役で出演することもあった）
- イラスト：川崎あっこほか
- 技術協力：関西東通、サウンドエースプロダクション、アーチェリープロダクション、音選屋、イングス、放送映画製作所、マイシャ、ビデオユニテ、よしもとブロードエンタテインメント
- 美術協力：毎日舞台、デジタルカラー、高津商会、インターナショナルクリエイティブ、タイトルラボ、デジタルスクープ、新光企画、藤貴園芸、MORE
- 制作・技術・美術協力：えむき（MBS企画）
- 製作著作：毎日放送

### 過去のスタッフ
- 編成：吉本一弘、藤原大輔
- 広報：合田忠弘
- 報道：井本里士、岡山美彦
- 気象コーナー：尾嵜豪（放送に登場する場合の肩書は「お魚博士」で、当初は芸能情報コーナーなどのディレクターを担当。初代気象情報部長時代の2016年10月 - 2018年6月に気象コーナーを統括していた）
- 昔の人は偉かった：新田亮介、郷原宏久、中村亮、和多田晋治
- ディレクター：向功、西谷好弘／家村浩之、早川紗世、橘良太、片瀬伊久美、稲葉知周、三里隆之、藤岡裕一郎、松尾多喜二、伊藤広
- 演出：山内健太郎
- プロデューサー：宗川圭太 → 川中恵一（2018年6月まで） → 岡墻正芳（おかがき　まさよし、2020年9月まで）
- チーフプロデューサー：三村景一 → 岡田公伸（詳細前述）→ 田渕伸一（2015年6月頃 - 2016年6月頃、以前はプロデューサー→チーフプロデューサー→一時離脱→チーフプロデューサー）、寺西厚史、横田一（2012年7月頃 - 2014年5月頃、以前はプロデューサー→一時離脱）
- 制作：三村景一、岡田公伸（いずれもプロデューサー→チーフプロデューサーを経て着任）、越智暁（2014年6月頃 - 2015年6月頃）、渥美昌泰（2016年6月頃 - 2017年6月頃）